# رضاشاه
رضاشاه پهلوی (۲۴ اسفند ۱۲۵۶ – ۴ مرداد ۱۳۲۳) نظامی ایرانی، نخستین پادشاه و بنیان‌گذار دودمان پهلوی بود. به‌عنوان سیاستمدار، او پیش‌تر از سال ۱۳۰۰ تا ۱۳۰۴، وزیر جنگ و از سال ۱۳۰۲ تا ۱۳۰۴، نخست‌وزیر ایران در دورهٔ قاجار بود. رضاشاه که تلاش ناکامی برای جمهوری‌خواهی کرد، با پایان دورهٔ قاجار در سال ۱۳۰۴ به پادشاهی رسید و با اشغال ایران توسط متفقین در سال ۱۳۲۰ استعفا داد و پادشاهی را به ولیعهدش محمدرضا پهلوی واگذار کرد.
رضا دوران خردسالی را در فقر گذراند. او از ۱۲ سالگی به نظام پیوست و مدارج ترقی را پیمود. در ۲۵ دی ۱۲۹۹، او از سوی ژنرال انگلیسی ادموند آیرونساید به‌عنوان فرمانده قوای قزاق منصوب شد و دو ماه بعد، در کودتای ۳ اسفند ۱۲۹۹، نیروهای قزاق به فرماندهی او، تهران را تصرف کردند. رضاخان ابتدا در مقام وزیر جنگ، بسیاری از ناآرامی‌ها و راه‌زنی‌ها را از بین برد و سپس در ۵ آبان ۱۳۰۲، با فرمان احمدشاه به منصب نخست‌وزیری گمارده شد و دو سال بعد، با رأی مجلس مؤسسان به پادشاهی رسید. اگرچه رضاشاه با کودتا در عرصهٔ سیاست ایران رخ نمود، اما پادشاهی را مدیون پشتکار و اراده‌اش در نظم دادن به امور در سمت وزارت جنگ و نخست‌وزیری بود.
ایران در دورهٔ پادشاهی رضاشاه شاهد ایجاد نظمی نوین بود. او نهادهای مدرن را در ایران پایه‌گذاری کرد که از مهم‌ترین آن‌ها راه‌آهن سراسری، ارتش نوین، دادگستری نوین و دانشگاه تهران است. همزمان او در جهت تضمین قدرت خود، قانون اساسی را نقض کرد و احزاب مستقل را منحل نمود و مصونیّت پارلمانی نمایندگان مجلس شورای ملی را گرفت. همچنین او اصلاحاتی اجتماعی را آغاز کرد و خواهان ایرانی بود که از یک سو رها از نفوذ روحانیون مذهبی، دسیسهٔ بیگانگان، شورش عشایر و اختلافات قومی، و از سوی دیگر، دارای مؤسسات آموزشی به سبک اروپا، زنان متجدد و شاغل در بیرون از خانه، ساختار اقتصادی نوین با کارخانه‌های دولتی، شبکه‌های ارتباطی، بانک‌های سرمایه‌گذار و فروشگاه‌های زنجیره‌ای باشد. او برای رسیدن به هدفش یعنی بازسازی ایران طبق تصویر غرب، دست به مذهب‌زدایی، برانداختن قبیله‌گرایی، گسترش ملی‌گرایی، توسعهٔ آموزشی و سرمایه‌داری دولتی زد. با آغاز جنگ جهانی دوم، با وجود اعلام بی‌طرفی در سال ۱۳۲۰، متفقین ایران را اشغال کردند. سپس با اولتیماتوم بریتانیا، رضاشاه مجبور به استعفا، ترک ایران و واگذاری پادشاهی به پسرش محمدرضا پهلوی شد. سرانجام سه سال بعد، در ۶۶ سالگی در ژوهانسبورگ، آفریقای جنوبی درگذشت.
طرفداران رضاشاه او را «پدر ایران نوین» می‌دانند و پادشاهی او از سوی پشتیبانانش «دیکتاتوری منور» نامیده شد که آرمان‌های جنبش منورالفکری یا روشن‌اندیشی در ایران را پی گرفت، اما به آرامی، گونه‌ای خودکامگی فردی در حکومت را در پیش گرفت. از سویی دیگر مخالفان رضاشاه او را مسئول «بر باد رفتن مشروطیت» در ایران می‌دانند و معتقدند اگر چه پهلوی یکم توانست نظام حکمرانی به ظاهر مدرنی پایه‌گذاری کند، اما دموکراسی، مجلس، انتخابات و آزادی را در ایران محدود کرد.

## لقب‌ها
رضاشاه در طول زندگی خود و حتی پس از آن به دلایل گوناگون به القاب مختلفی خوانده شده است. در جوانی به نام ناحیه‌ای که از آن برخاسته بود «رضا سوادکوهی» نامیده می‌شد. با ورود به نظامی‌گری به مناسبت استفاده از مسلسل ماکسیم به «رضا ماکسیم» و بعدها به «رضاخان» و سپس، با یاد درجهٔ نظامی‌اش، به «رضا میرپنج» شناخته شد. پس از کودتای ۳ اسفند ۱۲۹۹ و به دست گرفتن وزارت جنگ و فرماندهی کل قوا، او را «سردار سپه» می‌خواندند. پس از رسیدن به پادشاهی و گزیدن نام خانوادگی پهلوی به «رضاشاه پهلوی» (پیش از این نام خانوادگی در ایران رایج نبود؛ رضاشاه برای نخستین بار استفاده از نام خانوادگی را اجباری کرد) شناخته شد. در سال ۱۳۲۸ با تصویب مجلس شورای ملی به او لقب «رضاشاه کبیر» داده شد. او همچنین با نام «رضاخان امیرپنجه مازندرانی» هم شناخته می‌شد.
گفته شده است که اسم فامیل پهلوی را محمدعلی فروغی، نخستین نخست‌وزیر رضاشاه انتخاب کرد و پس از قبول رضاشاه همه شهروندانی که مشابه این اسم فامیل را داشتند مجبور شدند اسم فامیل خود را تغییر دهند. اما شواهدی وجود دارد که نشان می‌دهد که رضاشاه قبل از به سلطنت رسیدن و در زمان قاجار از این نام خانوادگی استفاده می‌کرده، مثلاً در یک اظهارنامه ولادت که تاریخ آن به سال ۱۲۹۸ خورشیدی یعنی ۶ سال پیش از شروع سلطنتش بازمی‌گردد، اسم خانواده «پهلوی» ذکر شده است.

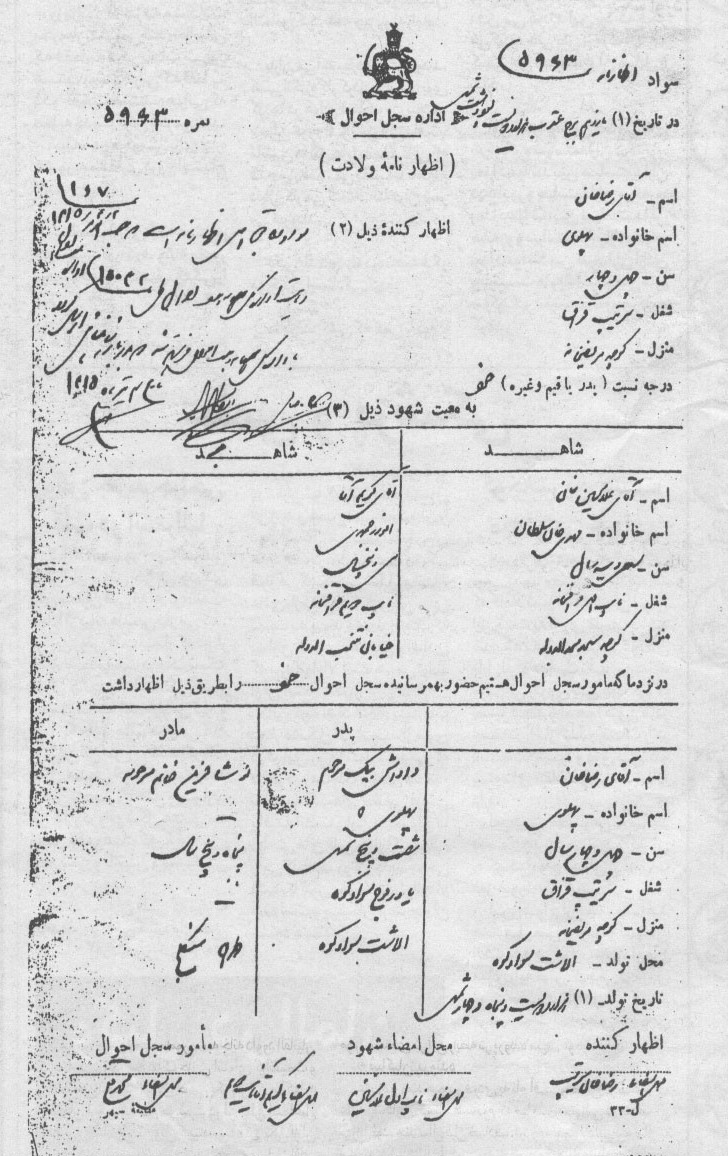
اظهارنامه ولادت (شناسنامه) که نشان می‌دهد که رضاشاه در سال ۱۲۹۸ از نام خانوادگی «پهلوی» استفاده می‌کرده است.

## از آغاز زندگی تا وزارت

### تولد و نوجوانی

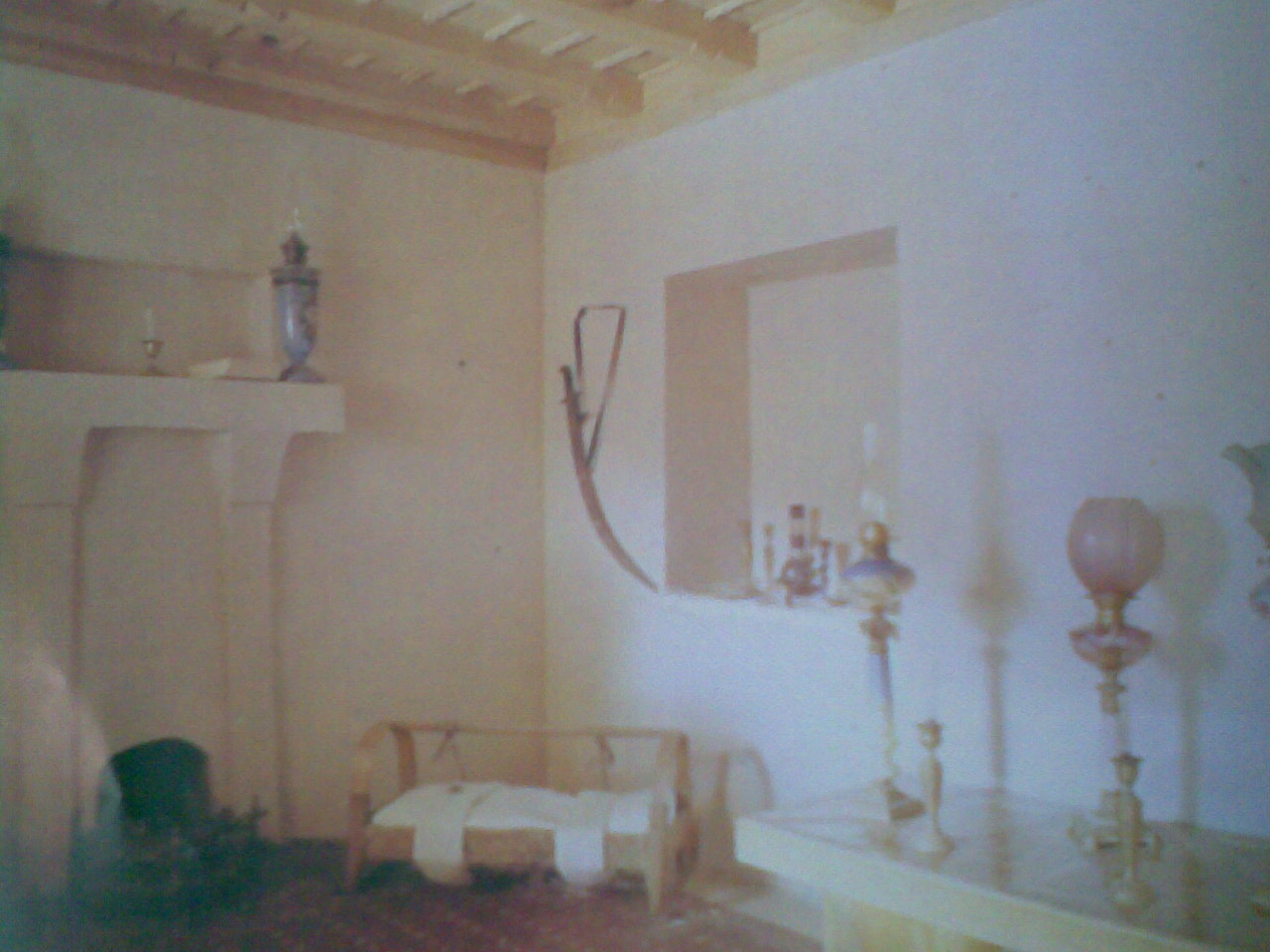
زادگاه رضاشاه در سوادکوه

رضا سوادکوهی در ۲۴ اسفند ۱۲۵۶ هجری خورشیدی، ۱۱ ربیع‌الاول ۱۲۹۵ قمری، در روستای آلاشت، از توابع سوادکوه، مازندران و در خانواده‌ای نظامی با اصالت مازندرانی متولد شد. پدرش عباسعلی داداش بیگ سوادکوهی، در فوج هفتم سوادکوه از افواج مازندران به عنوان یاور (معادل ستوان) خدمت می‌کرد. عباسعلی خان (متولد سال ۱۲۳۰ ه‍. ق، برابر با ۱۱۹۳ ه‍.ش در آلاشت) فرزند مرادعلی خان سلطان (سلطان درجهٔ نظامی برابر سرهنگ) بود. مرادعلی خان از اهالی آلاشت (متولد ۱۲۱۰ ه‍.ق) و صاحب منصب فوج سوادکوه بود که در سال ۱۲۷۲ هجری قمری (۱۲۳۵ خورشیدی) در جنگ هرات در مقابل انگلیسی‌ها کشته شد.

عباسعلی خان پیش از ازدواج با مادر رضا، ۴ بار ازدواج کرده بود و مجموعاً ۳۲ فرزند داشت که رضا کوچک‌ترین آنها بود نوش‌آفرین آیرملو، مادر شاه آینده، اهل تهران و تا مدتی بعد از مرگ عباسعلی خان ساکن سوادکوه بود. نوش‌آفرین و خانواده‌اش بعد از جنگ ایران و روسیه (۱۸۲۸–۱۸۲۶) از قفقاز به تهران آمده بودند.

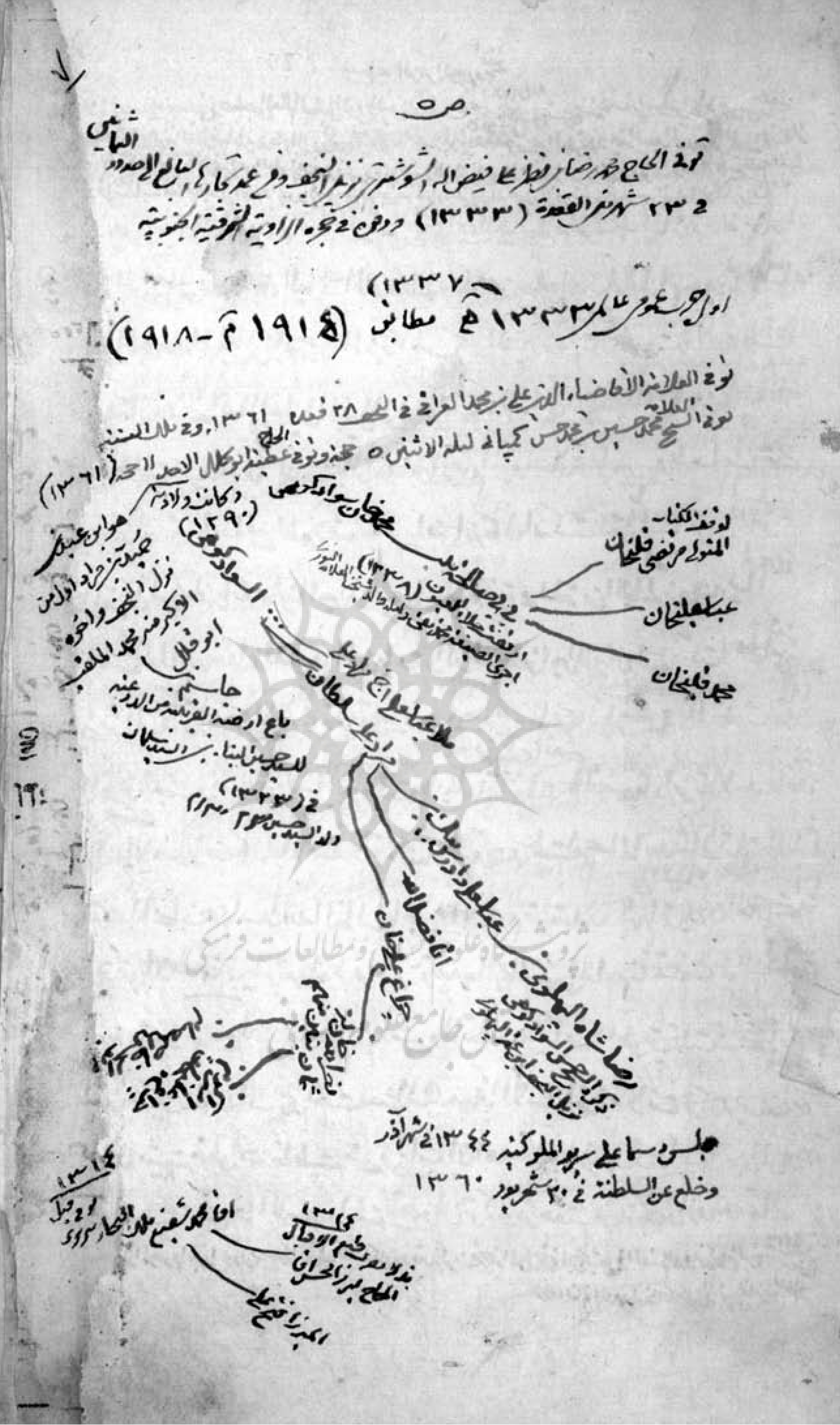
شجره‌نامه رضاشاه از کتابچه خطی منسوب به شیخ آقابزرگ تهرانی که در سال ۱۳۸۸ توسط فهرست نگار کتابخانهٔ مجلس شورای اسلامی شناسایی و منتشر شد.

پدر رضا چند ماه بعد از تولد او، بنا به دلایل نامعمولی، درگذشت. در نتیجهٔ این رویداد، نوش‌آفرین پس از مدتی نوزاد شش‌ماهه را برداشت و راه تهران را در پیش گرفت. در این سفر، رضای نوزاد در راه میان مازندران و تهران به شدت بیمار شد و با رسیدن به گردنه و کاروانسرای گدوک، نوزاد یخ زد و مادر و سایر همسفران وی را مرده پنداشتند؛ بنابراین او را از مادر جدا کرده و برای دفن در روز بعد، او را در کنار چارپایانشان گذاشتند. گرمای محیط موجب شد تا کودک جانی دوباره بگیرد و اطرافیان را متوجه خود کند. این داستان را رضاشاه بارها در دوران پادشاهی و در هنگام ساخت راه‌آهن شمال برای اطرافیان از جمله محمدعلی فروغی و حسن اسفندیاری نقل کرده است. در تهران، نوش‌آفرین به همراه نوزادش، نزد برادران خود در محلهٔ سنگلج ساکن شد. او پس از مرگ همسر نخست خود، یک بار دیگر با مردی که گویا نام او نیز داداش بیگ بوده است، ازدواج کرد. یکی از برادران نوش‌آفرین، ابوالقاسم بیگ، خیاط قزاق‌خانه بود و زمانی که درگذشت، همو سرپرستی رضا را بر عهده گرفت. رضا در زمان مرگ مادرش، شش یا هفت سال داشت. ابوالقاسم بیگ تمام توان خود را به کار بست تا جای پدر رضا را پر کند اما از تمکّن مالی برخوردار نبود. او بیشتر وقت خود را به بازی با دیگر کودکان در کوچه و خیابان سپری می‌کرد و چون قدی بلند داشت و قوی‌تر از سایرین بود، هم‌سالانش از او حساب می‌بردند.

### در بریگاد قزاق
رضا به سن ۱۲ سالگی که رسید، توسط صمصام (از ابواب جمعی علی‌اصغرخان امین‌السلطان صدراعظم)، یکی از بستگان خود وارد فوج سوادکوه و تابین (سرباز) شد. قرار گذاشتند هر سواری که بیمار شود یا غایب باشد، این پیادهٔ قزاق، به نیابت او سوار شده و وارد صف گردد. از خود وی نقل شده است که به هنگام ورود آن قدر خردسال بوده است که دیگران وی را سوار اسب می‌کرده‌اند.
سال ۱۲۷۵ خورشیدی پس از کشته شدن ناصرالدین‌شاه، فوج سوادکوه برای نگهبانی از سفارت‌خانه و مراکز دولتی به تهران فراخوانده شد. وی در دوران خدمت در قزاق‌خانه، مدتی نگهبان سفارت هلند در تهران بود. امضای تغییر شیفت روزانهٔ وی هنوز در این محل نگهداری می‌شود. سپس به سرگروهبانی محافظان بانک استقراضی روسیه در مشهد و پس از چندی به وکیل‌باشی (گروهبان تا استوار) گروهان شصت تیر منصوب شد. در این دوره، رضاخان چنان مهارتی در استفاده از یکی از مسلسل‌های ماکسیم یافت که به «رضا ماکسیم» معروف شد. در زمان حضور در قوای قزاق، راه و رسم نظامی‌گری را فرا گرفت و به عنوان سربازی سرسخت، مردی با اراده و پرجرئت، برای خود اسم و رسمی ساخت. به‌طور هم‌زمان، هر زمان فرصت می‌یافت، تلاش می‌کرد خواندن و نوشتن بیاموزد.

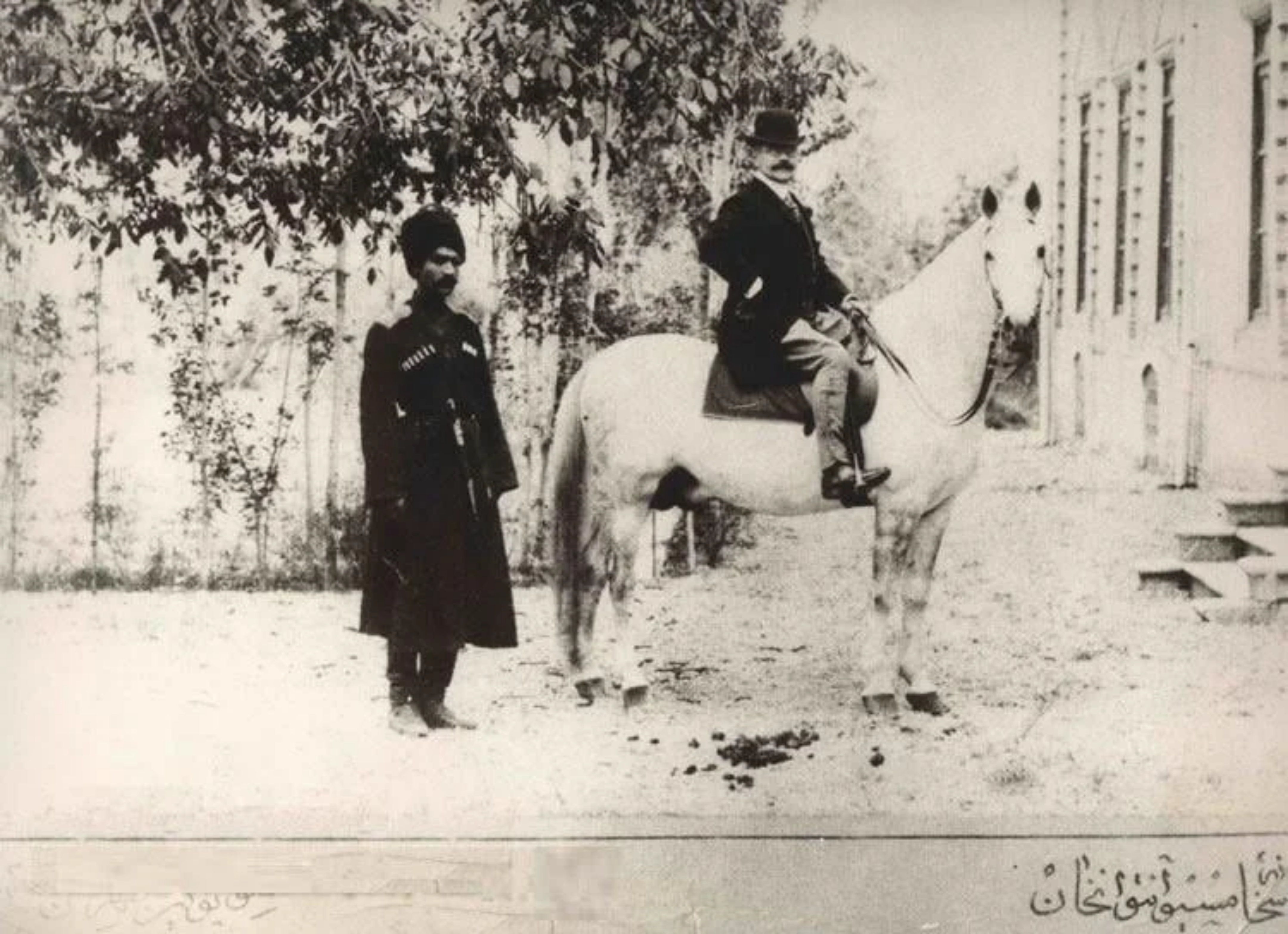
تصویر دوران خدمت در سفارت هلند در تهران

در جریان انقلاب مشروطه، ابتدا به عنوان یکی از نیروهای محمدعلی‌شاه با مشروطه‌خواهان جنگید، اما پس از فتح تهران در تیر ۱۲۸۸، هم‌رزم مشروطه‌خواهان شد و در سال ۱۲۸۸ خورشیدی، همراه با سواران بختیاری و ارمنی‌ها برای خواباندن شورش‌های طرفداران محمدعلی‌شاه و مخالفان مشروطه به زنجان و اردبیل اعزام شد و در جنگ با قوای ارشدالدوله از خود رشادت نشان داد و تا درجهٔ نایب اول ترفیع پیدا کرد. در مرداد ۱۲۹۳ جنگ جهانی اول آغاز شد و رضاخان به عنوان یکی از سربازان قوای قزاق (طرفدار روسیه) در درگیری با ملیون (طرفدار آلمان) حضور داشت. او بیشتر دوران جنگ جهانی را در غرب ایران سپری کرده و تحت فرماندهی عبدالحسین میرزا فرمانفرما جنگید. این دوره برای رضاخان تجربه‌ای شد تا با مناسبات قدرت و سیاست آشنایی بیشتری پیدا کند. او با درجهٔ یاوری (ستوانی) به فرماندهی دستهٔ تیرانداز و در سال ۱۲۹۷ خورشیدی به فرماندهی آتریاد (تیپ) همدان منصوب شد. از همین سال، حضور رضاخان در منابع پر رنگ‌تر شد و او میان سیاست‌مداران ایران و هیئت نمایندگی بریتانیا به فردی شناخته شده تبدیل شده بود. احتمالاً واقعهٔ برکناری کلنل کلرژه، در این امر بیشترین تأثیر را داشت.

رضا ماکسیم، در حال آموزش به‌کارگیری تیربار به سربازان در درجهٔ سلطانی (سروانی) در بریگاد قزاق

گئورگی یوسفویچ کلرژه فرماندهٔ قوای قزاق بود که به تازگی از سوی کرنسکی به این سمت منصوب شده بود. توطئه‌ای علیه او به رهبری معاونش، استاروسلسکی، درگرفت و کلرژه متهم شد که با بلشویک‌ها سمپاتی دارد. به درستی نمی‌توان دربارهٔ انگیزه‌های رضاخان برای شرکت در این توطئه قضاوت کرد اما احتمالاً، به عنوان یک میهن‌پرست، به دلیل حمایت بلشویک‌ها از جنبش جنگل با آنان دشمنی داشته است. به هر روی، نقش مهم رضاخان در این واقعه غیرقابل انکار است و گزارش روزنامهٔ رعد و روزنامهٔ محمدتقی بهار و نیز اسناد وزارت خارجهٔ بریتانیا از او به عنوان یکی از چهره‌های شاخص آن رویداد نام برده‌اند. این توطئه که به کودتای نخست رضاخان نیز معروف است، با هماهنگی احمدشاه به سرانجام رسید و در اثر آن کلرژه به روسیه بازگشت و استاروسلسکی فرمانده بریگاد قزاق در ایران شد. بعد از این واقعه، رضاخان به درجهٔ سرتیپی ترفیع پیدا کرد، اما به‌طور دقیق معلوم نیست این ترفیع چه زمانی اتفاق افتاده است. بنا به گفتهٔ ارفع، این ترفیع درجه پاداشی برای شرکت در برکناری کلرژه بود و بلافاصله بعد از توطئه انجام شد، اما بهار می‌گوید رضاخان دو سال پس از این واقعه، نامه‌های خود را به نام «رضا سرتیپ» امضا می‌کرد. اسناد بریتانیایی اما به‌طور کلی تا پیش از کودتای سوم اسفند، او را سرهنگ نامیده‌اند. در هر صورت، منفعتی که از رویداد یاد شده نصیب رضاخان شد، فراتر از یک ترفیع درجهٔ ساده بود و او را به فرماندهٔ معنوی سایر افسران ایرانی تبدیل کرد و استاروسلسکی مجبور بود او را راضی نگه دارد.
قرارداد ۱۹۱۹ میان بریتانیا و دولت وثوق‌الدوله در همین خلال (سال ۱۲۹۸) بسته شد. دو ماه بعد محمدرضا، پسر ارشد رضاخان، متولد شد. اندکی پس از آن، بریتانیا تصمیم گرفت نیروهای خود در خاورمیانه را کاهش دهد که باعث شد جرج کرزن که به سختی از قرارداد ۱۹۱۹ طرفداری می‌کرد، فشار خود بر دولت ایران و نیز هرمان نورمن برای تصویب آن عهدنامه را بیشتر کند. نیز بلشویک‌ها روس‌های سفید را شکست دادند و سربازانشان وارد ایران شدند که موضع جنبش جنگل را تقویت کرد. این برای دولت ایران و همچنین برای بریتانیا مسئلهٔ مهمی بود. وثوق‌الدوله، رضاخان را مأمور سرکوب میرزا کوچک‌خان کرد و موفقیت او در این مأموریت، بر شهرتش به عنوان فرمانده‌ای «لایق و شجاع» افزود و نیز – احتمالاً برای نخستین بار – توجه هیئت نظامی بریتانیایی و ژنرال ویلیام دیکسون که به عنوان بخشی از قرارداد ۱۹۱۹ برای تبدیل قوای قزاق، ژاندارمری و قوای محلی به یک ارتش منظم وارد ایران شده بودند، را به‌طور مستقیم به او جلب کرد. با ترقی هر چه بیشتر رضاخان، رابطه‌اش با افسران روس، به خصوص با استاروسلسکی، بد و بدتر می‌شد و ظاهراً بریتانیایی‌ها نیز به خوبی متوجه خصومت او با روس‌ها شده بودند.
مطابق یکی از بندهای قرارداد ۱۹۱۹، نظامیان ایرانی نمی‌توانستند به درجه‌ای بالاتر از سرگرد برسند. این سبب نارضایتی‌های بسیار شد، به گونه‌ای که کلنل فضل‌الله خان خودکشی کرد. رضاخان از دیگر ناراضیان بود. همچنین او درخواست تجدید قوا کرده بود که عملی نشده بود و پرداخت حقوق زیردستانش ماه‌ها به تعویق افتاده بود. به‌طور کلی، وضع کشور، ۱۴ سال بعد از مشروطیت، تغییر چندانی نکرده بود و در برخی موارد حتی بدتر شده بود. نیروهای نظامی تحت سلطهٔ افسران خارجی و آخوندها در اوج قدرت خود بودند، شرایط اقتصادی و اجتماعی بدتر شده و خزانه خالی بود، راه‌ها ناامن بودند و ایلات نیز سرکش. حتی تمامیت ارضی کشور در خطر بود. در این شرایط، دولت وثوق‌الدوله در تیر ۱۲۹۹ استعفا داد. نورمن با احمدشاه ملاقات کرد و او را بی‌میل به دخالت در امور کشور یافت و ناامیدی خود را به کرزن اطلاع داد. در این زمان بود که ژنرال ادموند آیرونساید در آذر ۱۲۹۹ با مأموریت ساماندهی به خروج نیروهای بریتانیایی، وارد ایران شد. رئیس‌الوزرای جدید، مشیرالدوله، با مسکو به توافق رسید که روس‌ها به شورشیان ایرانی حمایت نظامی نرسانند. سپس به استاروسلسکی دستور داد جنبش جنگل را سرکوب کند. رضاخان فرماندهی پیاده‌نظام را برعهده داشت. در طول مأموریت، زمانی‌که شورشیان در حال عقب‌نشینی بودند، استاروسلسکی آنان را تعقیب نکرد و در عوض، در رشت اردو زد. آیرونساید که قصد داشت روس‌ها را از نیروهای نظامی ایران بیرون براند، به بهانهٔ اشتباه گرفتن اردوی استاروسلسکی با بلشویک‌ها، آن‌ها را بمباران کرد؛ ۲ هزار نفر کشته شدند و استاروسلسکی تحت فشار استعفا داد و یک افسر ایرانی به نام سردار همایون جانشین وی شد. رضاخان با باقی‌ماندهٔ نیروهایش، خود را به قزوین (محل اردوی بریتانیایی‌ها) رساند و آن‌جا برای نخستین بار آیرونساید را ملاقات کرد. در دیدار نخست، آیرونساید از افسران ایرانی خواست که سلاح‌هایشان را تحویل دهند. رضاخان با او مخالفت کرد و گفت: «قزاق‌ها نیروهای مخصوص اعلی‌حضرت پادشاه ایران هستند و از فرماندهٔ بیگانه دستور نمی‌گیرند.» آیرونساید تحت تأثیر جسارت او قرار گرفت و به مترجم تذکر داد که منظورش – تحویل سلاح برای ورود به شهر قزوین – را درست برساند.

### کودتای سوم اسفند
آیرونساید بدان نتیجه رسیده بود که اجرای قرارداد ۱۹۱۹ امری غیرممکن است. نیز این بیم وجود داشت که با خروج نیروهای بریتانیایی، تهران هدف حملهٔ بلشویک‌ها و نیروهای تحت حمایت آن‌ها واقع شود. در نتیجه، تصمیم گرفت زمام امور را به مردی بسپارد که توانایی حفظ نظم را داشته باشد؛ او در قزوین، رضاخان را به درجهٔ ژنرالی ترفیع داد، مهمات و هزینهٔ مورد نیاز ۳٬۰۰۰ سرباز تحت فرمانش را فراهم کرد و همچنین از او قول گرفت احمدشاه را برکنار نکند و به خروج انگلیسی‌ها از ایران یاری رساند. رضاخان علی‌رغم دستورهای مکرری که از تهران مبنی بر بازگشت قزاق‌ها به پایگاه‌شان صادر می‌شد، به سمت پایتخت پیشروی کرد و در پیامی مشترک به احمدشاه و هیئت نمایندگی انگلیسی، تصریح کرد که به شاه وفادار و با انگلیسی‌ها دوست است. در ۳ اسفند ۱۲۹۹، قزاق‌ها بدون مقاومت وارد تهران شدند. افسران بلندپایهٔ ژاندارمری ایران مشتاقانه حمایت کردند و پلیس تهران بلافاصله تسلیم شد. قزاق‌ها در میدان مشق مستقر شدند و حکومت نظامی اعلام شد. به روشنی مشخص نیست که دولت تصمیم گرفت مقابله نکند، یا این‌که سربازان تحت امرشان حاضر به درگیری با نیروهای رضاخان نشدند.

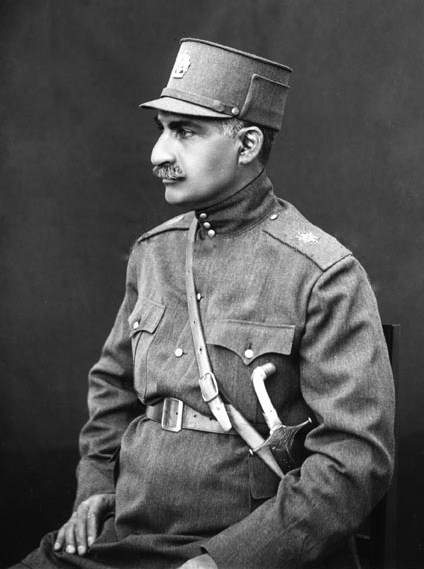
پُرتره سردار سپه در مقام وزیر جنگ. اثر آنتوان سوریوگین

 دیگر چهرهٔ شاخص کودتا، سید ضیاءالدین طباطبایی بود. او روزنامه‌نگار جوان خواهان اصلاحاتی بود که روابط نیمه‌رسمی با دولت داشت. سید ضیاء و رضاخان نخستین بار در شاه‌آباد، نزدیکی تهران، با یکدیگر ملاقات کردند و به قرآن قسم خوردند که در خدمت شاه و میهن باشند. به هر روی، در نخستین ساعات روز سوم اسفند، بسیاری از سران و مقامات بازداشت شدند. رضاخان و سید ضیاء، هر دو این بازداشت‌ها را مفید و مهم می‌دانستند زیرا می‌توانست به کودتا چهره‌ای انقلابی دهد. تمام راه‌های ارتباطی با استان‌ها قطع شده و پس از مدتی کوتاه، مقامات بلندپایهٔ استانی نیز بازداشت شدند. ۳ روز بعد از کودتا، احمدشاه، سید ضیاء را به رئیس‌الوزرایی گماشت؛ او را می‌توان نخستین نخست‌وزیر ایران از طبقهٔ متوسط دانست. رضاخان نیز سردار سپه و فرماندهٔ کل «دیویزیون قزاق شهریاری» نامیده شد و مسعود خان نیز وزیر جنگ. اندکی بعد از کودتا بیانیه‌های تند و تیزی، یکی از سوی سید ضیاء و دیگری از سوی رضاخان، صادر شد که دربارهٔ «نجات کشور و سلطنت از دست خائنان و نالایقان و بازسازی آن» بود. بیانیهٔ رضاخان با عبارت «حکم می‌کنم» آغاز شده بود.
دربارهٔ این کودتا و دخالت بریتانیا در آن سوال‌های بی‌جواب وجود داشته و دارد. هر چند در سال‌های بعد، سید ضیاء و رضاخان هر دو ادعا می‌کردند که بازیگر اصلی کودتا بودند و تا پیش از انقلاب ۱۳۵۷ از کودتای سوم اسفند به عنوان قیامی برای نجات ایران یاد می‌شد، اما بسیاری از ایرانیان تا مدت‌های مدیدی قانع شده بودند که کودتای مذکور یک «نقشهٔ انگلیسی» بوده است. می‌توان با قطعیت گفت که افسران انگلیسی حاضر در ایران به واقع در این کودتا دخیل بوده‌اند، اما هیچ سندی وجود ندارد که نشان دهد کودتا توسط بریتانیا برنامه‌ریزی شده باشد یا کودتاگران دستوری از جانب آنان داشتند. انگلیسی‌ها نسبت به تأثیر پروپاگاندای بلشویک‌ها بر قوای نظامی ایران نگرانی‌هایی داشتند و آیرونساید نیز احتمالاً مشوق این حرکت بوده، گرچه در جریان جزئیات برنامه نبوده است. او خود به مقام مافوقش، ژنرال هلدین، می‌نویسد که قزاق‌ها با دستور شاه برای دستگیری گروهی دیگر از قزاق‌ها که مشغول غارت تهران بودند، راهی آن شهر شده‌اند. همچنین محتمل است دولت بریتانیایی هند به کودتا و تشکیل یک دولت معتدل میانه‌رو در تهران تشویق کرده باشد. مقامات آن دولت از قرارداد ۱۹۱۹ انتقاد کرده بودند و آن را مغایر با احساسات ملی‌گرایان ایران و منافع بلندمدت بریتانیا در کل منطقه می‌دانستند. در هر صورت وزارت خارجهٔ بریتانیا دخالتی در روند ماجرا نداشته است. باری، فعالیت‌های انگلیسی‌ها در طول واقعه چنان تأثیری از قدرت ماورایی آن‌ها بر ذهنیت رضاشاه گذاشت که او را نسبت به خارجی‌ها و کسانی که با خارجی‌ها نشست و برخاست داشتند، بدبین کرد و این بدبینی را به محمدرضاشاه نیز منتقل ساخت. مصدق جمله‌ای به او منسوب می‌کند بدین مضمون که «مرا سیاست انگلیس آورده است، ولی ندانست که را آورده است.»

## از وزارت تا پادشاهی

### وزارت جنگ
هر چند بیشتر قشرها از کودتا حمایت کردند، اما دولت قدرت لازم را در تمام کشور نداشت. علاوه بر خان‌های محلی که به میل خود عمل می‌کردند، محمد مصدق (فرماندار فارس) و قوام السلطنه (فرماندار خراسان) نیز نخست‌وزیری سید ضیاء را نپذیرفتند. مصدق استعفاء داد و قوام توسط محمدتقی‌خان پسیان بازداشت و به تهران فرستاد شد. پسیان سپس حاکم نظامی خراسان شد. قرارداد دوستی ایران و شوروی که مطابق آن شوروی از تمام امتیازات روسیه در ایران و بدهی‌های ایران به آن کشور چشم‌پوشی می‌کرد، در ۷ اسفند به امضا رسید. همچنین قرارداد ۱۹۱۹ با انگلیس به بهانهٔ عدم تصویب، ملغی و پلیس جنوب منحل اعلام شد. تا دو ماه بعد از کودتا که وزیر مختار شوروی برای اجرای قرارداد به تهران آمده بود، نیروهای نظامی آن کشور گیلان را تخلیه کرده بودند. در طول این مدت، اختلافات بنیادین بین رضاخان سردار سپه و سید ضیاء به وجود آمده بود. جدا از همهٔ موارد، سید ضیاء امیدوار بود نفوذ بریتانیا بر نیروهای نظامی ایران را حفظ کند، اما رضاخان خواهان استقلال آن‌ها بود. در ۷ اردیبهشت، مسعود خان، با فشار سردار سپه، از وزارت جنگ استعفاء داد و سید ضیاء، رضاخان را جانشین او کرد. رئیس‌الوزرا چندان به این انتصاب بی‌میل نبود. او امید داشت رضاخان با رسیدن به وزارت، از جایگاه خود به عنوان فرماندهٔ قوای قزاق کنار خواهد کشید و حضورش با لباس رسمی در جلسات کابینه، هالهٔ قدرت که دور او را گرفته بود، از بین خواهد برد؛ سردار سپه هیچ‌کدام را انجام نداد. او به ندرت در نشست‌های کابینه حاضر می‌شد، آن هم با لباس نظامی. اختلافات زمانی به اوج رسید که سید ضیاء بدون اطلاع وزیر جنگ، افسران انگلیسی بیشتری استخدام کرد و با اعتراض علنی رضاخان مجبور به عقب‌نشینی از تصمیم خود شد. خواستهٔ بعدی سردار سپه انتقال کنترل ژاندارمری از وزارت داخله به وزارت جنگ بود. و رئیس‌الوزرا که چاره‌ای نداشت، قبول کرد. سرانجام، رضاخان از سید ضیاء درخواست کرد که استعفاء دهد و او نیز پذیرفت و دولتش بعد از ۹۹ روز به پایان رسید. بازداشت‌شدگان آزاد شدند و برخی از آن‌ها به مناصب دولتی بازگشتند. قوام السلطنه، بعد از این‌که مشیرالدوله و مستوفی حاضر به پذیرفتن این منصب نشدند، رئیس‌الوزرا شد.

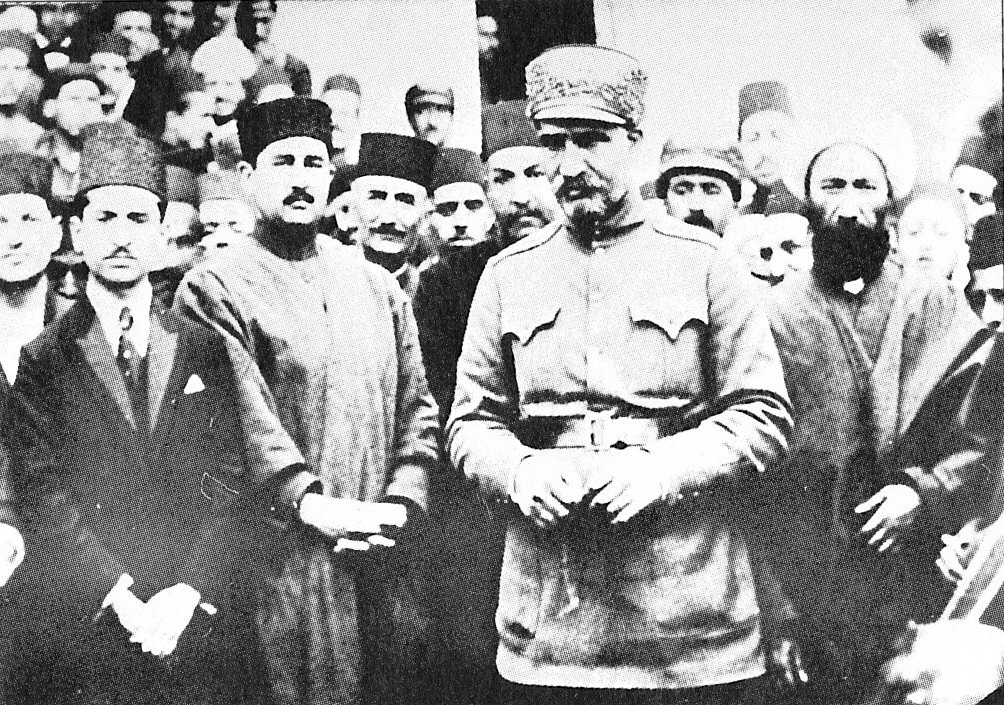
رضاخان در سال ۱۳۰۳

با سقوط سید ضیاءالدین طباطبایی، رضاخان به بازیگر اصلی صحنه تبدیل شده بود. او در قدم بعدی، افسران بریتانیایی و سوئدی را از قوای قزاق مرخص و سپس تمام نیروهای مسلح را در یکدیگر ادغام کرد. ترقی پرسرعت رضاخان و نخست‌وزیری قوام السلطنه، باعث نگرانی پسیان در خراسان شده بود. او ادغام در قوای قزاق را نپذیرفت و سر به شورش برداشت. پسیان با میرزا کوچک‌خان در ارتباط بود و دولت تهران را تهدید به حمله نظامی کرد. اما سرانجام مدتی بعد در درگیری با ایلات کُرد و قوای دولتی کشته شد و شورش خراسان به پایان رسید. میرزا کوچک‌خان و انقلابیون جنبش جنگل هنوز بزرگ‌ترین چالش دولت تهران به حساب می‌آمدند، اما خروج روس‌ها آن‌ها را تضعیف کرده بود. در اوایل ژوئیه (تیر)، شوروی به‌طور غیرمنتظره‌ای در انزلی نیرو پیاده کرد و قزوین بار دیگر در دسترس میرزا کوچک‌خان قرار گرفت، اما روس‌ها تا هفدهم ژوئیه دوباره از ایران خارج شدند. میرزا و یارانش با ضدحملهٔ قزاق‌های قزوین مواجه شده و به اجبار عقب نشستند. در مرداد، رضاخان حمله‌ای دیگر علیه جنبش جنگل را آغاز و تا لنگرود و رودسر پیشروی کرد. تا اواخر مهر، رضاخان وارد رشت شده و میرزا به درون جنگل عقب‌نشینی کرد. پنج روز بعد، نبرد مهمی درگرفت و قزاق‌ها، علی‌رغم از دست دادن ۶۰۰ نفر، پیروز شدند. ۴ روز بعد رضاخان وارد انزلی شد و میرزا کوچک‌خان نیز در ۱۱ آذر ۱۳۰۰ در ارتفاعات تالش از سرما یخ زد و درگذشت. با سرکوب پسیان و کوچک‌خان، جایگاه سردار سپه محکم‌تر از قبل شد. در دی همان سال، رضاخان عنوان‌ها «قزاق» و «ژاندارم» را برانداخت و اصلاحات دیگری در سازماندهی ارتش ایجاد کرد. همچنین برنامه‌هایی برای ایجاد مدارس نظامی تدارک دید.
احمدشاه ترجیح می‌داد خارج از کشور باشد و با تشکیل دولت توسط مشیرالدوله در بهمن ۱۳۰۰، در سفری شش‌ماهه برای «درمان» راهی فرنگ شد. در کابینهٔ جدید، رضاخان، مطابق انتظار، وزیر جنگ بود اما دیری نپایید که اختلاف بر سر افزایش بودجهٔ نظامی، منجر به استعفای مشیرالدوله شد. قوام در خرداد ۱۳۰۱ به نخست‌وزیری بازگشت. در همین خلال، پرسی لورن به عنوان وزیر مختار بریتانیا وارد ایران شده بود. او به دفعات با رضاخان دیدار کرد و مشاهدات او و تلگراف‌هایش به لندن، دولت بریتانیا را قانع کرد که سردار سپه، بازیگر اصلی صحنه سیاست ایران است. همچنین رضاخان قشون‌کشی‌های خود علیه خان‌های غیر مطیع را ادامه داد و اسماعیل سیمیتقو رهبر ایل شکاک در ارومیه و سیدجلال در گیلان را سرکوب نمود. مطیع‌کردن خان‌های جنوب که بیشترشان با بریتانیا عهدنامه امضا کرده بودند، برنامهٔ بعدی رضاخان بود. بریتانیا به‌طور کلی نیمهٔ جنوبی ایران را متعلق به خود می‌دانست و با شیخ خزعل «روابط ویژه» داشت. سردار سپه که با آغاز کار دولت قوام، از امور اداری کشور فارغ شده بود، انگلیسی‌ها را در جریان برنامهٔ لشکرکشی به جنوب گذاشت. لورن که خطر را احساس کرده بود، درخواست تعلیق آن را داد، اما سردار سپه گفت قشون از اصفهان راهی شده است که با اعتراض لورن به رئیس‌الوزرا مواجه شد. قوای دولتی در این مأموریت از ایلات کهگیلویه شکست خوردند و با ۴۰ کشته به اصفهان عقب‌نشینی کردند.
لورن بدان نتیجه رسیده بود که رضاخان قصد دارد حاکمیت نظامی بر تمام کشور برقرار کند و در نتیجه، بریتانیا باید رابطهٔ خود با ایلات جنوبی را کاهش دهد، زیرا آن‌ها دیر یا زود در برابر رضاخان تسلیم خواهند شد. تا اردیبهشت، لورن طرفدار رضاخان شده بود و در مکاتبات خود با لندن، حمایت از یکپارچگی ایران را پیشنهاد می‌کرد، تا سدی در برابر نفوذ شوروی باشد؛ ولی کرزن هنوز قانع نشده بود و به او هشدار داد «ارتش ملی [رضاخان] ایجاد شده تا دوستان ما را نابود کند.» رضاخان، ۶ ماه بعد از درگیری یادشده، به لورن اطلاع داد که تحقیقاتش نشان داده خان‌های بختیاری دستور حمله را صادر کرده بودند و قصد لشکرکشی علیه آن‌ها را دارد. مدتی بعد، رضاخان، مستوفی (رئیس‌الوزرا) و لورن، دوباره ملاقات کردند. لورن اطلاع داد که بریتانیا با حاکمیت دولت مرکزی بر تمام ایران، غیر از حوزهٔ نفوذ شیخ خزعل مشکلی ندارد. به هر روی، طرفین در مسئلهٔ شیخ خزعل، تا یک سال آینده به نتیجه نرسیدند.

### نخست‌وزیری و جمهوری‌خواهی

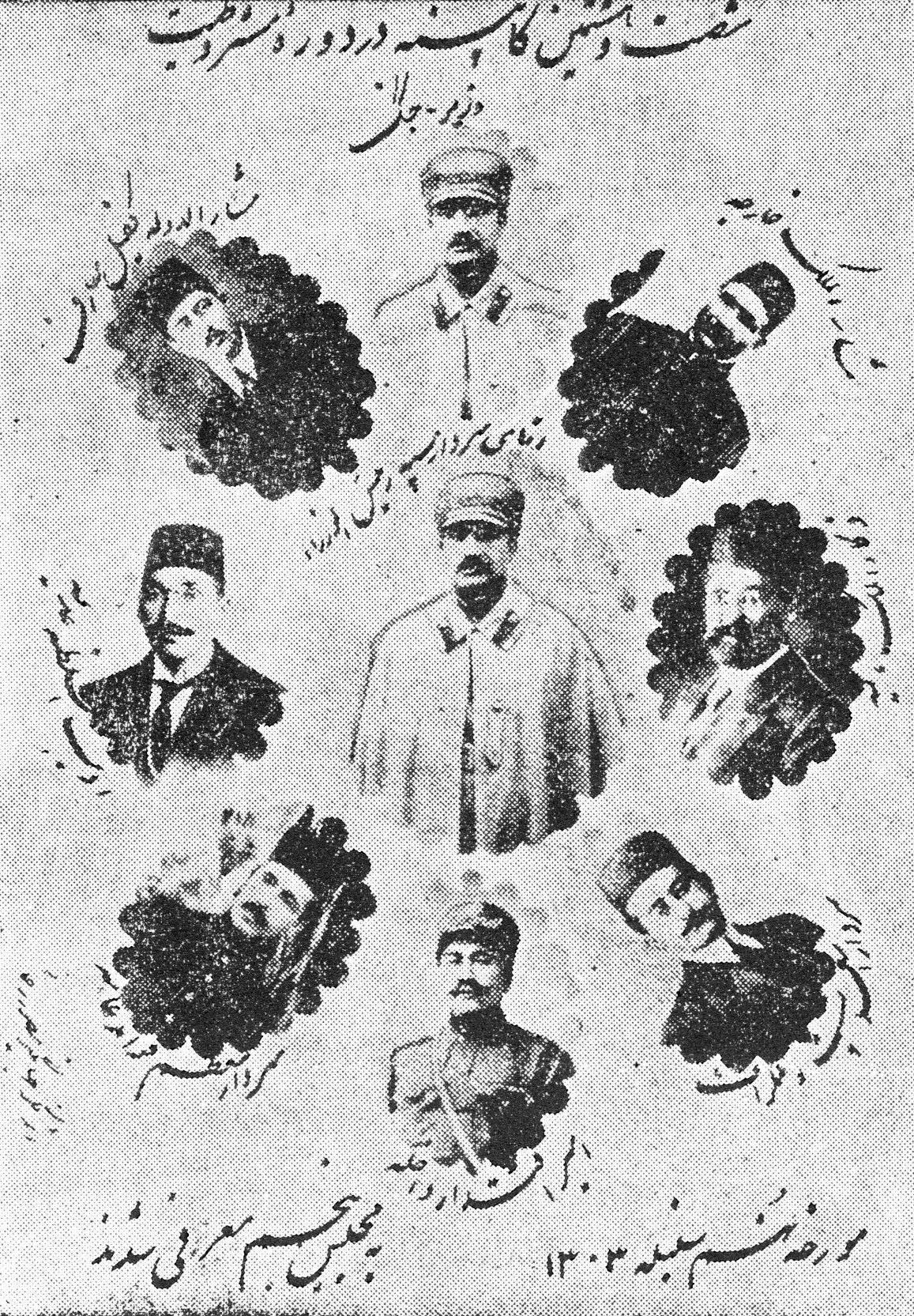
رضاخان در دورهٔ نخست‌وزیری، وزیر جنگ نیز بود.

با رفت و آمد نخست‌وزیران مختلف، مشهود بود که رضاخان، سرانجام رئیس‌الوزرا خواهد شد. در نتیجه، زمانی که مشیرالدوله در خرداد ۱۳۰۲ دولت تشکیل داد، همه آن را دولتی موقتی به حساب می‌آوردند. در این زمان، احمدشاه شدیداً از رضاخان بیمناک بود و احتمال می‌داد کودتا کند و به همین جهت، قصد داشت سریع‌تر به اروپا بازگردد. در ماه مهر، مشیرالدوله استعفاء داد و رضاخان در ملاقاتی با شاه، اعلام کرد تنها در صورتی از وزارت جنگ استعفا نمی‌دهد که رئیس‌الوزرا شود. چهار روز بعد، در ملاقاتی دیگر، شاه در حضور لورن اعلام کرد سردار سپه را به رئیس‌الوزرایی منصوب خواهد کرد، به شرطی که رضاخان اجازه دهد شاه از کشور برود. سرانجام احمدشاه در اوایل آبان، رضاخان را به ریاست‌وزرا منصوب کرد و سپس، پنج روز زودتر از موعد، ایران را ترک کرد و هرگز بازنگشت. این اتفاقات همزمان شد با پیروزی حزب کارگر در انتخابات بریتانیا؛ کرزن کرسی وزارت خارجه را از دست داد و بدین طریق، دست رضاخان برای اقدام علیه خان‌های جنوب بازتر شد.
ریاست دولت باعث درگیر شدن رضاخان در مسائلی غیرنظامی می‌شد که مهم‌ترین‌شان رابطه با بریتانیا و شوروی بود. شوروی بنا به دلایلی، از جمله این‌که او را رهبر مبارزهٔ ملی علیه نفوذ بریتانیا می‌دید، نظر مساعدی نسبت به رضاخان داشت اما مسائل اقتصادی بین دو کشور، تا پایان دورهٔ حکومت رضاخان، از دغدغه‌های مهم او بود. روابط با بریتانیا بهتر شده بود، اما علاوه بر مسئلهٔ خان‌های محلی، موضوعات دیگری نیز وجود داشت. مهم‌ترین این مسائل، بدهی‌هایی بود که بریتانیا ادعا می‌کرد ایران به آن کشور دارد. لورن مدت کوتاهی بعد از آغاز دولت رضاخان، با او دیدارهایی کرد. در دیدار دوم، لورن پیشنهاد تشکیل کمیسیون مشترکی برای بررسی نحوهٔ پرداخت بدهی‌های یاد شده را داد، اما رضاخان زیر بار نرفت که ایران به بریتانیا بدهی دارد؛ او گفت بریتانیا به دولت‌هایی که خود بر سر کار آورده کمک مالی کرده است و ایران هرگز بازپرداخت آن را نمی‌پذیرد، اما با تشکیل کمیسیون موافقت کرد. کمیسیون ملاقات‌هایی با حضور رضاخان و لورن تشکیل داد که به نتیجه نرسید. در اسفند، بریتانیا با درخواست رضاخان مبنی بر خروج نیروهای انگلیسی از بنادر خلیج فارس موافقت کرد.
چند ماه بعد از آغاز رئیس‌الوزرایی رضاخان، به خصوص از اسفند، تبلیغات گسترده برای برپایی جمهوری آغاز شد و تجددخواهان، ناسیونالیست‌ها، تمرکز طلبان و سوسیالیست‌ها همگی از آن حمایت می‌کردند. ارتش بیشترین نقش را در این تبلیغات داشت. تا آن زمان مجلس پنجم گشایش یافته بود و اکثریت نمایندگان طرفدار رضاخان بودند. سردار سپه قصد داشت اعلام جمهوری تا پیش از نوروز انجام شود تا با حضور به عنوان رئیس‌جمهور آینده در مراسم سال نو، جایگاهش به عنوان رئیس کشور بعدی تثبیت شود. تبلیغات برای جمهوری با مخالفت مذهبیون، به رهبری مدرس، همراه شد. اما به هر روی جنبش جمهوری شکست خورد؛ بعد از سیلی‌خوردن مدرس از برادر فرج‌الله بهرامی، در برابر ساختمان مجلس تظاهراتی ایجاد شد و رضاخان به گارد مجلس دستور داد تظاهرات‌کنندگان را متفرق کند که باعث کشته‌شدن تعدادی از آن‌ها شد. این واقعه واکنش‌های تندی برانگیخت و رضاخان استعفاء کرد اما مجلس ۹۴ به ۶، رای به بازگشتش داد و او را با تشریفات رسمی بازگرداندند. رضاخان در این هنگام به قم رفت و مورد توصیهٔ سه روحانی بلند مرتبهٔ شیعه (عبدالکریم حائری یزدی، سید ابوالقاسم اصفهانی و میرزا حسین نائینی) برای ادامهٔ نظام پادشاهی و عدم تأسیس جمهوری قرار گرفت. تا یک سال و نیم بعد که رضاخان به پادشاهی رسید، با حرکت‌هایی چشم‌گیر، به‌ویژه راه انداختن و رهبری هیئت‌های عزاداری محرم با شرکت ارتشیان، خود را متعهد به دین نشان داد. در عوض، روحانیان به حمایت علنی از رضاخان پرداختند و هدایایی از خزانهٔ عتبات برای او فرستادند.
رضاخان نخستین گام‌ها برای ساخت راه‌آهن سراسری ایران را در همین دوره برداشت. دولت ایران دو شرکت آمریکایی را به ایران دعوت کرد و از آن‌جا که پولی برای تأمین هزینه نداشت، در ازای امتیاز نفت شمال، از شرکت نفت سینکلر ۱۰ میلیون دلار وام گرفت. دولت بریتانیا مدعی بود کمپانی بریتانیایی «سندیکای راه‌آهن ایران» (PRS) امتیاز ساخت راه‌آهن در ایران را در اختیار دارد، اما مشخص شد چنین نیست و ایران آزاد است با دیگر شرکت‌ها قرارداد امضا کند. در فروردین ۱۳۰۴، با تصویب مجلس، تقویم رسمی ایران اصلاح شد؛ نام‌های زرتشتی ماه‌ها را دوباره رسمیت دادند و و اعتدال بهاری و نوروز، آغاز سال در نظر گرفته شد. در اردیبهشت همان سال، نخستین بانک ایرانی با کمک سرمایهٔ قوای نظامی تأسیس شد. در آغاز بانک ارتش، مدت کوتاهی بانک پهلوی و سرانجام بانک سپه نامیده شد. سپس، داشتن شناسنامه و نام خانوادگی اجباری شده و القاب سنتی برافتادند. رضاخان خود نام پهلوی را به عنوان نام خانوادگی‌اش انتخاب کرد. انحصار واردات قند و شکر به دولت داده شد تا سود آن در ساخت راه‌آهن به کار گرفته شود. قانون مهم دیگر، خدمت سربازی اجباری برای همهٔ مردان ۲۱ ساله به مدت ۲ سال بود. زمین‌داران و روحانیون با این قانون مخالفت کردند، اما اقلیت‌های مذهبی آن را به فال نیک گرفتند، زیرا مطابق شریعت اسلام تا آن زمان حق حمل اسلحه نداشتند اما با قوانین جدید، امکان خدمت نظامی برای آن‌ها فراهم شده بود.
شاه در زمان خروج از کشور، نگرانی خود از ترقی رضاخان را با شیخ خزعل در میان گذاشته بود. شیخ خزعل که برخورد با سردار سپه را اجتناب‌ناپذیر یافته بود، در تابستان ۱۳۰۳ طوایف اطراف را برای مقاومت علیه او گردآورد و خود را رئیس «کمیتهٔ قیام سعادت» نامید. او در تلگرافی به تهران، خواهان بازگشت حکومت مشروطه و احمدشاه و نیز برکناری رضاخان شد. بین سیاست‌مداران مستقر در تهران و همچنین هیئت نمایندگی شوروی، اتفاق نظری وجود داشت که این توطئه‌ای از سوی بریتانیا برای از پیش‌رو برداشتن رضاخان است. مدرس و ولیعهد از شیخ خزعل پشتیبانی کردند، اما شاه سکوت کرد. رضاخان زمان را از دست نداد. او با سردار اسعد سوم که از اعضای کابینه‌اش و یکی از خان‌های مهم بختیاری بود، بابت همراهی ایلات بختیاری هماهنگ کرد و سپس راهی اصفهان شد. سردار سپه از شیخ خزعل خواست عذرخواهی کند یا عواقب کار خود را بپذیرد. لورن تعطیلات خود در لندن را کوتاه کرد و به سرعت راهی خوزستان شد. وزارت خارجهٔ بریتانیا خواهان درگیری داخلی در ایران نبود و کنسول بریتانیا در اهواز با هدف حفظ ظاهر، شیخ خزعل را قانع کرد که عذرخواهی کند و او نیز چنین کرد، اما رضاخان به پیشروی ادامه داد و خواهان تسلیم بی‌قید و شرط او شد. وزرات خارجهٔ بریتانیا که به‌شدت از رضاخان دلگیر شده بود، وساطت کرد و سردار سپه و شیخ خزعل با یکدیگر دیدار کردند و به قرآن عهد دوستی خوردند. رضاخان قول داد شیخ خزعل حاکم اهواز بماند و سپس برای زیارت عتبات راهی عراق شد، اما در بازگشت دستور داد شیخ خزعل را دستگیر و املاکش را ضبط کنند. وی را در تهران زندانی کردند و چند سال بعد در حبس کشتند. تمام این اتفاقات روی هم رفته بریتانیا را قانع کرد که زمان تغییر سیاست نسبت به ایران فرا رسیده است.

### رسیدن به پادشاهی

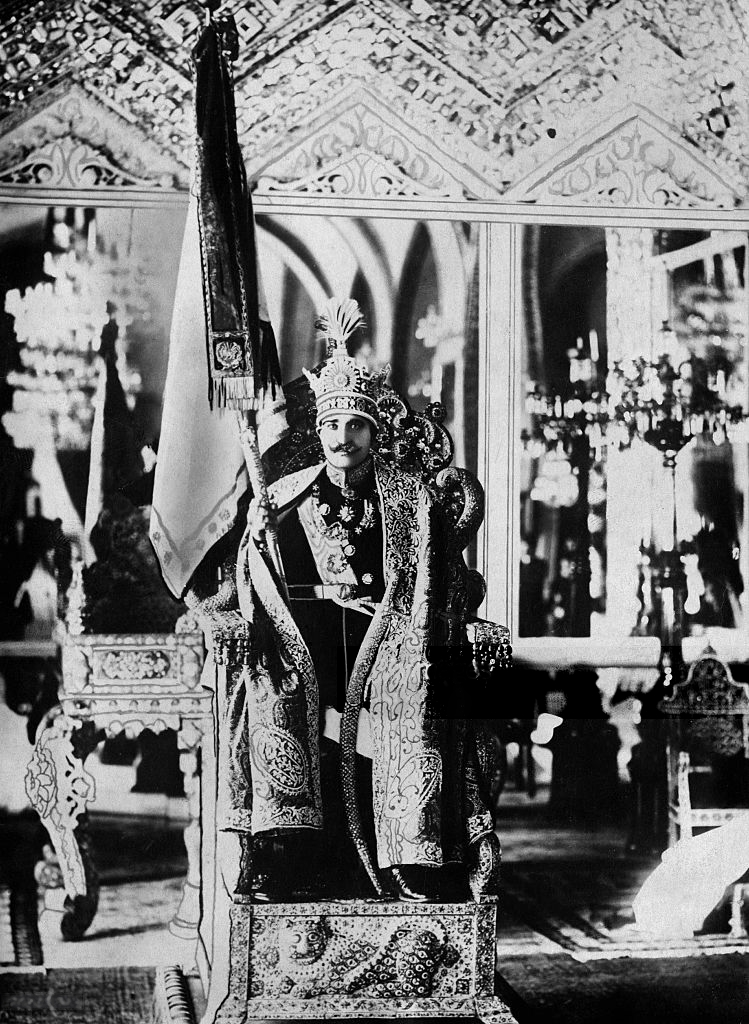
تاج‌گذاری رضاشاه

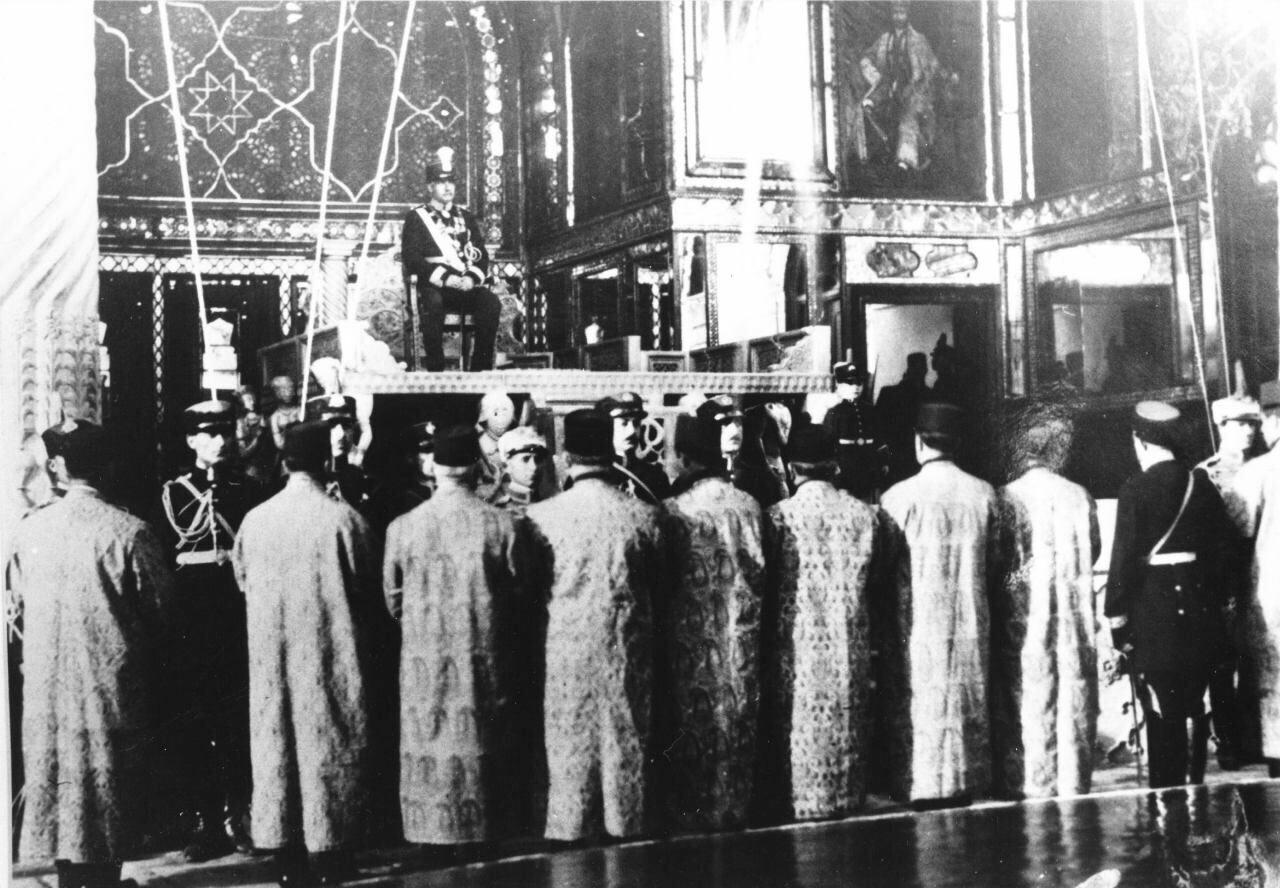
بر تخت نشستن رضاشاه

سردار سپه بعد از دو ماه، به تهران بازگشت. طرفدارانش برنامهٔ ورود فاتحانه‌ای تدارک دیدند و آتش‌بازی تا سه روز در تهران و مراکز استان‌ها ادامه داشت. پیروزی بدون خون‌ریزی در جنوب، بر احترامش نزد مردم شهر افزوده بود. هرج و مرج در کشور به پایان رسیده بود و صدای مخالفان رضاخان به صورت عمومی، دیگر شنیده نمی‌شد. منتقدان سردار سپه با اظهار امیدواری جهت بازگشت شاه، مخالفت خود را به شکل سربسته‌ای ابراز می‌کردند؛ آن‌ها امید داشتند احمدشاه در بازگشت، رضاخان را برکنار کند یا حداقل، حضورش از قدرت او بکاهد. اما تقریباً بر همه عیان بود که رضاخان هنوز قدم آخر را برنداشته است. بعد از شکست پروژهٔ جمهوری‌خواهی، رضاخان می‌دانست حمایت مطلق مجلس برای شاه شدنش ضرورت دارد. خاصه آن‌که برخلاف جمهوری، تجدد طلبان و شوروی احتمالاً از پادشاهی او حمایت نمی‌کردند. بریتانیا در هر دو حالت بی‌طرف بود و رضاخان حمایت روحانیون را مهم می‌دانست. او به دیدارهای خود با رهبران مذهبی افزود. رضاخان همچنین پیشتر شورایی غیررسمی متشکل از مشیرالدوله، مستوفی، مصدق، تقی‌زاده، دولت‌آبادی، علاء، مخبرالدوله و فروغی تشکیل داده بود و این شورا هر هفته دیدار می‌کرد. رضاخان در دی ۱۳۰۳ به این شورا خبر داد که ادامهٔ همکاری با شاه و ولیعهد برایش ممکن نیست و باید به دنبال راهی برای عزل آن‌ها باشد. در نشست بعدی، مشیرالدوله به نمایندگی از جمع توضیح داد این عمل با قانون اساسی مغایر است؛ رضاخان با بی‌میلی پذیرفت، اما درخواست کرد مجلس او را فرماندهٔ عالی قوا بنامد. آن‌ها پذیرفتند و مدرس را نیز راضی کردند و در بهمن، مجلس طرح نام‌برده را تصویب کرد. با حضور تیمورتاش، داور و فیروز، مجلس به‌طور کلی تحت اختیار رضاخان بود.
تا تابستان ۱۳۰۴ تبدیل‌شدن رضاخان به رئیس کشور امری اجتناب‌ناپذیر می‌نمود. دربار و ولیعهد که از این موضوع آگاه بودند، بی‌وقفه تلاش می‌کردند شاه را بازگردانند. در اواخر شهریور، احمدشاه در تلگرافی رضاخان را در جریان بازگشت خود به ایران در ۱۰ مهر قرار داد. بسیار بعید به نظر می‌رسید او بدون اطمینان از حمایت انگلیسی‌ها بازگردد. سرانجام، ولیعهد «نظر شخصی سر پرسی لورن» را جویا شد و او نیز از اظهار نظر در امور داخلی ایران خودداری کرد. تا یک ماه پیش از اعلام پایان قاجاریه، مثلث تیمورتاش، داور و فیروز، همهٔ جناح‌های مجلس به غیر از یاران مدرس را با خود همراه کرده بود. مخالفت سوسیالیست‌ها و رهبرشان سلیمان میرزا محتمل به نظر می‌رسید اما رضاخان به او قول داد مجلس مؤسسان به او فقط عنوان دائمی شاه بدهد. بریتانیا و شوروی هنوز تصور می‌کردند این‌ها قدمی به سوی اعلام جمهوری است. در اوایل مهر، در تهران بلوای نان ایجاد شد و معترضان جلوی مجلس شعار «ما نان می‌خواهیم، شاه نمی‌خواهیم» سر دادند. یکی دو هفته بعد، تلگراف‌های زیادی از استان‌ها برای خلع سلسلهٔ قاجار به تهران ارسال شد که ۷ آبان در مجلس بررسی شد. همان شب و شب بعد، داور ۸۴ نفر از نمایندگان مجلس را به خانهٔ رضاخان برد و آن‌ها طرح مادهٔ واحده مبنی بر خلع احمدشاه را یک به یک امضا کردند. طرح مادهٔ واحده در ۹ آبان به مجلس تقدیم شد. مستوفی از ریاست مجلس استعفاء کرد، اما سید محمد تدین (معاون او و از طرفداران رضاخان) ریاست جلسه را بر عهده گرفت و اجازهٔ اعتراض به مدرس نداد. مدرس جلسه را غیرقانونی اعلام کرد و با عصبانیت خارج شد.
چهار نفر از اعضای شورای رضاخان، یعنی تقی‌زاده، مصدق، علاء و دولت‌آبادی، ضمن قدردانی از خدمات او، در مخالفت با مادهٔ ذکر شده سخنرانی کردند. اما با تصویب مجلس، احمدشاه از سلطنت خلع و حکومت موقت «در حدود قانون اساسی و قوانین موضوعه مملکتی به شخص آقای رضاخان پهلوی» و «تعیین تکلیف حکومت قطعی» به مجلس مؤسسان واگذار شد. بیشتر اعضای طبقهٔ حاکمه از اقدام مجلس راضی بودند و فقط روحانیون علیه آن اقدامی نکردند که آن‌ها نیز به‌طور کلی تا زمانی‌که نظام سلطنتی بود و جمهوری نمی‌شد، مسئله را حیاتی نمی‌یافتند. قضاوت دربارهٔ نظر عامه مردم آسان نیست اما قابل ذکر است که آنان که رای موافق دادند، در انتخابات بعدی تهران رای نیاوردند. سفارت انگلیس به کنسول‌گری‌هایش دستور داد دربارهٔ نظر مردم گزارش‌هایی تهیه کنند و کنسول‌گری‌ها فقط نظر مردم در سیستان و یزد را هم‌سو با نمایندگان یافتند. مدت کوتاهی بعد از تصویب ماده واحده، رضاخان از ریاست وزرا استعفا داد و فروغی موقتاً جانشین او شد. قوای نظامی قصرهای سلطنتی را در دست گرفتند و ولیعهد به عراق فرستاده شد. سه روز تعطیلی و جشن اعلام شد و رضاخان بیانیه‌ای صادر کرد. احمدشاه در تلگرافی خلع خود را به رسمیت نشناخت و تهدید کرد موضوع را به جامعه ملل خواهد کشاند، هر چند اعضای ارشد سلسله قاجار در ایران به رضاخان پهلوی تبریک گفتند.
در ۱۲ آبان ۱۳۰۴ فرمان برگزاری انتخابات مجلس مؤسسان صادر شد، زیرا رضاخان بیم داشت گذر زمان باعث قدرت‌گرفتن مخالفان شود. تنها به کسانی که رای موافق‌شان تضمین بود اجازهٔ حضور در انتخابات داده شد و در برخی حوزه‌ها نماینده را بدون انتخابات برگزیدند. تمام کشورهای حاضر در ایران (غیر از آمریکا که تا صدور رای مجلس مؤسسان صبر کرد) به رسم ادب به وزارت خارجه نامه نوشتند. نخستین جلسهٔ مجلس مؤسسان در ۱۵ آذر ۱۳۰۴ با سخنرانی رضاخان تشکیل شد. او تأکید کرد که نمایندگان باید در زمانی کوتاه به نتیجه برسند. کمیسیون مطالعه پس از بررسی اصول ۳۶، ۳۷، ۳۸ متمم قانون اساسی و بازنگری آن‌ها، اصول پیشنهادی خود را در جلسهٔ چهارم به تاریخ ۲۱ آذر ۱۳۰۴، به مجلس تسلیم و روز بعد، رضا پهلوی را شاه ایران و فرزند ذکور ارشد او و جانشینان‌اش که از مادر ایرانی متولد شده باشند را ولیعهد اعلام کرد. سلیمان میرزا و دو سوسیالیست دیگر تنها کسانی بودند که رای ممتنع دادند. سرانجام رضاخان در ۲۴ آذر ۱۳۰۴ در مجلس مؤسسان حاضر و با ادای سوگند به قرآن، رسماً رضاشاه پهلوی نامیده شد. رضاشاه همان روز برای نخستین بار بر تخت مرمر نشست. ملکه جهان، مادر احمدشاه، تلاش کرد از مراجع عتبات حکم خارج از دین بودن رضاخان را بگیرد، اما به موقع به عراق نرسید. مراسم تاج‌گذاری رضاشاه در ۴ اردیبهشت ۱۳۰۵ در تالار سلام انجام شد. تدارکات این مراسم بر عهدهٔ تیمورتاش بود و تاج جدیدی برای شاه و سلسلهٔ جدید طراحی شد.
|                          |                            |                     |              |             |
| نگاره رسمی در آغاز سلطنت | سوگند در برابر مجلس مؤسسان | رژه در روز تاج‌گذاری | روز تاج‌گذاری | تمبر یادبود |

## پادشاهی
دورهٔ رضاشاه آغاز نظم نوینی بود. او رهبری شجاع و باهوش با یک شخصیت پرقدرت، خلق و خویی اقتدارگرا و دارای بینش نافذی نسبت به وضعیت کشور و آمال مردم آن بود. او بیشتر ایده‌آل‌های جنبش مشروطه را که به خوبی در حس قوی ملی‌گرایی و تمایل عمیق او برای بهبود وضعیت کشور جای گرفته بود پذیرفت. او آینده ای را برای ایران به عنوان یک کشور مدرن، دارای یک اقتصاد و صنعت مدرن، و نهایتاً قادر به قرارگیری در جایگاهی در کنار جوامع اروپایی متصور بود. در این راستا او اصلاح ارتش، نظامات اداری، آموزشی و قضایی کشور و شرایط اجتماعی آن را با عزمی قوی در پیش گرفت. او در دورهٔ پادشاهی خود، به‌طور کلی اهدافی را دنبال کرد که در دورهٔ وزارت آغازشان کرده بود: ایجاد ارتش و پلیس مدرن برای تأمین امنیت داخلی، تحمیل ارادهٔ خود بر مخالفان، ایجاد سیستم ارتباطی نوین، توسعهٔ صنعتی و از بین بردن نفوذ خارجی‌ها در امور داخلی ایران.

### سال‌های نخست پادشاهی: ۱۳۰۵–۱۳۰۹
در زمان روی کارآمدن رضاشاه، توسعه اقتصادی اندکی انجام شده بود. بخش‌هایی چون صنعت و اقتصاد، و سلامت و آموزش در ایران عقب‌مانده بودند و تنها اقلیت کوچکی باسواد بودند. با وجود این عقب ماندگی‌ها، ایران تشنه تغییر بود. در سال‌های ۱۹۲۵ تا ۱۹۴۱ میلادی/ ۱۳۰۴ تا ۱۳۰۹ شمسی شالوده یک برنامه مدرن‌سازی از بالا پی‌ریزی شد. اصلاحات قضایی، مالیات‌های جدید، و متمرکزسازی باعث شد یک اقتصاد مدرن تر ایجاد شود. این سال‌ها همچنین شاهد آغاز رشد ارتش، اصلاحات آموزشی، سست کردن محدودیت‌های اجتماعی بر زنان بود. رضاشاه، در این دوران به تقویت نفوذ و افزایش پایگاه مردمی خود، به‌ویژه در میان برخی روشنفکران پرداخت و بعدها، هیچ‌گاه نتوانست پایگاه مردمی خود در این دوران را، از نو به دست بیاورد. سازمان‌های زنان (مانند جمعیت نسوان وطن‌خواه) آزادی فعالیت داشتند و گروه‌های چپ مانند حزب کمونیست ایران فعالیت می‌کردند.
از آغاز ۱۹۲۶ (دی ۱۳۰۴) لورن به صورت ماهانه ملاقات‌هایی با رضاشاه داشت و دربارهٔ مسائلی مثل مالیات‌هایی که شیخ خزعل به دولت تحویل نداده بود، گفتگو کردند. در یکی از ملاقات‌ها، شاه پذیرفت که دولت ایران به زودی به لندن نامه زند و بپذیرد که «مقداری پول» مربوط به سال‌های ۱۹۱۸ تا ۱۹۲۱ میلادی به آن دولت بدهکار است. از جمله مسائل مطرح دیگر، راه‌آهن بود؛ لورن نگرانی خود نسبت به دسترسی احتمالی شوروی به خلیج فارس را ابراز کرد، اما رضاشاه آن را بی‌اساس دانسته و گفت شوروی‌ها نیز همین نگرانی را در مورد دسترسی بریتانیا به دریای خزر دارند. در ملاقات آخر، وزیر مختار هشدار داد سیستم اداری و نظامی ایران فاسد است. همچنین گله کرد که «سیاست خارجی ایران شفاف نیست» و رضاشاه از این حرف برآشفت و سیاست دولت خود را «کاملاً شفاف» دانست. در سپتامبر ۱۹۲۶ (مهر ۱۳۰۵) دورهٔ خدمت لورن در ایران به پایان رسید. او که رضاشاه را مردی لایق و کاردان یافته بود، تلاش کرد تا دولت متبوعش را قانع به همکاری با او کند، زیرا یک ایران قدرتمند را به سود منافع بریتانیا می‌دانست؛ ولی با خروج او، چرخشی در این سیاست پدید آمد؛ هارولد نیکولسون، شارژدافر بریتانیا، به یکی از دشمنان شاه تبدیل شد و دو ماه بعد از خروج لورن، نوشت که «رضاشاه از درک واقعیت‌ها ناتوان است» و «پیش‌بینی‌های لورن محقق نشده است.» او خواستار سیاستی «انتقادی‌تر» و نزدیکی بیشتر به مجلس و ملی‌گرایان شد. پاسخ وزارت خارجه بر عدم دخالت در امور داخلی ایران تأکید داشت، هر چند احتمال عدم توجیه این سیاست توسط سیر وقایع (یعنی سلطهٔ یک کشور خارجی بر ایران) را رد نکرد.
در اواخر این دوران بود که قانون مدنی کشور به تصویب مجلس رسید. با تصویب این قانون، قدرت روحانیون که تا آن زمان تنها مقام قضایی کشور بودند، به چالش کشیده شد.

#### اصلاحات نظامی
رضاشاه بر ارتش مدرن به عنوان رکن مرکزی نظم نوین خود اتکا می‌کرد. بودجه دفاعی سالانه از ۱۹۲۶ تا ۱۹۴۱ بیش از پنج برابر شد و قانون سربازی اجباری رضاشاه کل جامعه را فراگرفت. او تلاش خود را به کار بست تا وفاداری ارتشیان به خود را حفظ کند و نخبگان ارتش را به‌طور سازمان یافته به حکومت خود پیوند دهد. بودجهٔ نیروهای نظامی طی سلطنت رضاشاه به‌شدت افزایش پیدا کرد و به‌طور کلی افسران ارتش نسبت به دیگر کارمندان دولت، از حقوق بیشتری برخوردار بودند. تعداد سربازان ارتش شاهنشاهی تا سال آخر پادشاهی رضاشاه از ۴۰ هزار نفر به ۱۲۷ هزار نفر رسید. شاه برای جلوگیری از شورش بین قوای نظامی، لشکرها را با هنگ و تیپ جایگزین کرد، هر چند هیئت نمایندگی بریتانیا معتقد بود که رژیم رضاشاه تنها با ترور او سقوط می‌کند، نه با شورش سربازانش. رضاشاه همکاران وفادارش را از دیویزیون قدیمی قزاق ارتقا می‌داد و آن‌ها را به ریاست لشکرهای جدید ارتش می‌گمارد، با هر نشانه ای از عدم وفاداری به سختی مقابله می‌کرد، و، یک زنجیره فرمان مؤثر از دفتر نظامی درون دربارش از روسای ستاد تا فرماندهان میدانی ایجاد کرد.

#### اصلاحات قضائی و لغو کاپیتولاسیون
با الغای قاجاریه و جلوس رضاخان به سلطنت عصر نوینی از اصلاحات اجتماعی و سیاسی آغاز شد. او به عنوان نخست‌وزیر نتوانسته بود نظام قضایی را اصلاح کند، گرچه تلاش‌هایی بدین منظور انجام داده بود که پس از رسیدن به پادشاهی گام‌هایی برای رسیدن به تغییرات مورد علاقه انجام داد. او یک برنامه جاه طلبانه اصلاحات قضایی و غیره را شروع کرد و بی‌توجه به صداهای مخالف، چه مذهبی و چه سکولار، آن را پیاده کرد. کابینه جدیدی که پس از به قدرت رسیدن رضاشاه شروع به کار کرد قصد شروع تغییرات رادیکال داشت. علی‌اکبر داور، وزیر عدلیه که معمار قوه قضائیهٔ نوین ایران به‌شمار می‌رود، یک روز پس از شروع به کار کابینه جدید دستور برچیده شدن محکمه‌های عدلیه را داد. حکومت جدید دو هدف داشت. اول دغدغهٔ رضاشاه در ربط با انجام اصلاحات در تشکیلات قضائی، تقویت حاکمیت ملی ایران به وسیلهٔ الغای کاپیتولاسیون بود. کاپیتولاسیون امتیازی بود که دولت ایران در عهد قاجاریه به ملل کامله‌الوداد اعطا کرده بود و این از نگاه ملی‌گرایان سبب تحقیر ایران شده بود. دوم مدرن سازی نظام قضایی برای راضی ساختن جامعه ای بود که از عملکرد محکمه‌های عدلیه به تنگ آمده آمده بود. دولت نمی‌توانست این دو تدبیر را بدون دیگری به پیش ببرد. تنها راه برچیدن محکمه‌های عدلیه و شروع کردن یک نظام قضایی به کلی جدید بود. در ۲۷ بهمن ۱۳۰۵، مجلس اجازه اصلاح قوانین اصول تشکیلات و محاکمات و استخدام عدلیه را تصویب کرد که داور در این لایحه اضطراری دلایل تصمیم خود را توضیح داده بود و خواهان تدوین قانون جدیدی شده بود. مجلس به او اختیار ویژه کوتاه مدتی برای مدرن سازی و تجدید سازمان وزارت عدلیه و دستگاه آن به هر شیوه ای که او مناسب می‌دید داد. شاهکار قانونی داور قانون مدنی ۱۳۰۷ متشکل از ۹۹۵ ماده بود. این قانون الزام دانستن فقه برای قضات را تغییر داد، چرا که قانون جدید مدون سازی ای برای شرع به سبک قانون ناپلئونی نیز بود. .
الغای کاپیتولاسیون، حذف روحانیون شیعه از دستگاه قضا و در نتیجه ایجاد قوه قضائیه‌ای مشابه دولت‌های غربی می‌طلبید. کمیسیونی به رهبری داور تشکیل و در نهایت، در اردیبهشت ۱۳۰۶ در حضور رضاشاه، ایجاد تشکیلات قضائی نوین اعلام شد. با ایجاد دستگاه قضائی جدید که بخش اسلامی آن به ازدواج و طلاق محدود شده بود، رضاشاه در دست‌خطی، از رئیس‌الوزرا (مستوفی) درخواست کرد که مقدمات الغای کاپیتولاسیون را فراهم آورد. به هیئت‌های دیپلماتیک حاضر در ایران اطلاع داده شد که در مدتی یک ساله امتیازات قضائی آن‌ها باطل خواهد شد. تیمورتاش به‌طور محرمانه به هیئت آمریکایی اطمینان داد محکمه‌های جدید از احکام اسلامی کاملاً خالی شده‌اند. سرانجام، کاپیتولاسیون در ۲۰ اردیبهشت ۱۳۰۷ با حضور رئیس‌الوزرا (هدایت) در مجلس لغو شد و کشورهای غربی نیز اقدام خاصی علیه آن انجام ندادند. مطابق انتظارات، صدای اعتراض روحانیون بلند شد و آنان در قم سخنرانی‌هایی علیه این اصلاحات کردند. آن‌ها خواستار بازگشت عدلیه‌های سابق بودند. رضاشاه با هدف جلوگیری از شورش، ابتدا تمایل داشت با آن‌ها سازش کند، اما داور با اعطای مناصب بلندپایه در دستگاه قضا به برادر و داماد سید احمد بهبهانی، از تنش اوضاع کاست.

#### اصلاحات اداری-دولتی
در دوره رضاشاه دیوان‌سالاری نیز مانند ارتش رشد زیادی کرد و از نیروهای پشتیبان حکومت بود. دولت‌سازی نشان دوره رضاشاه بود. وقتی او به قدرت رسید، حکومت حضور اندکی خارج از پایتخت داشت، و کشور ساختار اداری متزلزلی داشت که او آن را به یک دولت بسیار متمرکز تبدیل کرد و برای اولین بار در دو هزار سال گذشته یک ساختار گسترده دولتی در ایران ایجاد کرد. او به تدریج مجموعه مستوفی‌های سنتی، میرزاهای موروثی و وزرای مرکزی بدون وزارتخانه استانی را به ۹۰٬۰۰۰ پرسنل تمام وقت حکومت که در ده وزارتخانه داخله، خارجه، عدلیه، مالیه، فرهنگ، پست و تلگراف و تلفن، کشاورزی، پیشه و هنر استخدام شده بودند تبدیل کرد. وزارت داخله که بر پلیس، ادارات داخلی، خدمات پزشکی، انتخابات‌ها، خدمت وظیفه عمومی نظارت می‌کرد به‌طور کامل تجدید سازمان داده شد. تقسیمات قدیمی به چند ایالت بزرگ و تعداد بی‌شماری ولایت کوچک برچیده شد. در عوض، این وزارتخانه به یازده استان، چهل و نه شهرستان و تعداد بی‌شماری بخش، و دهستان تقسیم شد. استان‌ها توسط فرمانداران کل، شهرستان‌ها توسط فرمانداران و شهرداری‌ها توسط شهرداران و بخش‌های روستایی توسط شوراهای رسمی منصوب وزارت داخله اداره می‌شدند. برای نخستین بار در دوره مدرن، دست دولت از پایتخت به شهرستان‌ها، استان‌ها و حتی روستاهای بزرگ رسید. کودتای ۱۲۹۹، ساختار دیوان‌سالاری را به‌طور رادیکالی تحت تأثیر قرار داد ولی روابط قدرت در دولت در چارچوب سنتی باقی ماند. فرم‌های دیوان‌سالاری قدرتمند، فراگیر و دارای ساختار مدرن تدریجاً پا گرفتند ولی هنجارهای اداری و بیشتر مسئولان اداری تغییر چندانی نکردند. به‌طور صوری دیوان‌سالاری درون چارچوب تعیین شده از سوی مجلس قرار داشت ولی در عمل امتدادی از حکومت بود. دولت در حکومت رضاشاه همه اشخاص در ایران را مقید به اقتدار او می‌کرد و هر فضای اقتدار خودمختاری را، چه خارجی و ناشی از روابط کاپیتولاسیونی چه داخلی و مبتنی بر نهادهای اجتماعی پیشا سرمایه‌داری نظیر عشایر یا علما به عنوان یک طبقه، برچید. ساختار دیوان‌سالاری جدید که پس از یک دوره طولانی چندتکه‌گی سیاسی به ایران یکپارچگی سیاسی داد بیشتر مشخصه‌های دیوان سالاری‌های مدرن را از خود نشان داد: منصب از شخص صاحب منصب و اقامتگاه او جدا شد؛ تصاحب‌کردن منصب که در گذشته رایج بود نادر شد؛ امور کاری رسمی به‌طور پیوسته در حال انجام بود، و وظایف ویژه کوتاه مدت به افراد تخصیص داده نمی‌شد؛ اقتدار رسمی بر اساس قواعد مکتوب تعیین شد؛ گرچه در گذشته اسناد اندکی تولید می‌شد و متعلق به صاحب منصب می‌شد، اسناد دیگر در اداره تهیه و نگهداری می‌شدند. ادغام ایران در نظم اقتصاد جهانی توسعه اداری و عرفی‌سازی قواعد حکمرانی را ضروری می‌ساخت.

### اصلاحات آموزشی
سال‌های ۱۳۰۴ تا ۱۳۰۹ نشانگر آغاز اصلاحات آموزشی، چشمگیرترینِ اصلاحات دولتی، بود. پیش از آن برخی فناوری‌ها، ایده‌ها و زبان‌های غربی در مدارس میسیونری خارجی، مدارس خصوصی و اندک مدارس حکومتی تدریس می‌شد. گرچه یک برنامه مدارس دولتی پس از انقلاب مشروطه تهیه شده بود، مشکلات داخلی مانع اجرای آن شده بود. در سال ۱۹۲۶ مجلس تصویب کرد که بخش کوچکی از عواید مالیات زمین باید به یک نظام مدارس ابتدایی دولتی اختصاص یابد. یک برنامه درسی یکنواخت مدارس بر اساس مدل فرانسوی که بر تربیت آکادمیک تأکید می‌کرد اتخاذ شد. در سال ۱۹۲۸ مدارس خارجی و خصوصی ملزم شدند به زبان فارسی تدریس کنند و از برنامه درسی مدارس دولتی پیروی کنند. قانون دیگری در سال ۱۹۲۸ برای اعزام سالانه دانشجو به خارج تصویب شد. معافیت از سربازی اجباری انگیزه‌ای قوی برای تحصیل در مدارس متوسطه و بالاتر بود. با این‌حال نظام آموزشی دچار کمبود بودجه بود و آموزش در بیشتر موارد امتیازی برای طبقات متوسط و حرفه‌ای جدید بود و آموزش در مناطق روستایی تقریباً وجود نداشت و بیش از ۹۰ درصد جمعیت روستایی بی‌سواد ماندند. در دوره رضاشاه به‌طور میانگین ۴ درصد بودجه صرف آموزش می‌شد، در حالی که ارتش و امنیت یک سوم بودجه ملی را به خود اختصاص می‌دادند. با این وجود ایرانیان باسواد بیشتری در انتهای حکومت رضاشاه نسبت به آغاز آن وجود داشتند. میزان حقیقی بودجه سالانه تخصیص یافته به آموزش از ۱۹۲۵ تا ۱۹۴۱ تا دوازده برابر افزایش یافت. آموزش سکولار بود و همچون اصلاحات قضایی، قدرت علما را کاهش داد. بین سال‌های ۱۹۲۸ و ۱۹۳۰ قوانین متعددی تصویب شد که کنترل دولت بر مدارس مذهبی را افزایش داد. بر اساس قانونی در سال ۱۹۲۸، که لباس متحدالشکل را برای همه مردان اجباری کرد طلاب دینی برای معاف شدن از پوشش غربی و سربازی اجباری می‌بایست در امتحانی دولتی شرکت می‌کردند. بسیاری از علما و به خصوص پسران آنها وارد حرفه‌ها و مدارس جدید جدید شدند و مدارس مذهبی جاذبه اندکی برای نخبگان داشت و بیشتر از طبقات دیگر دانش آموز جذب می‌کرد.
ایجاد دربار پهلوی

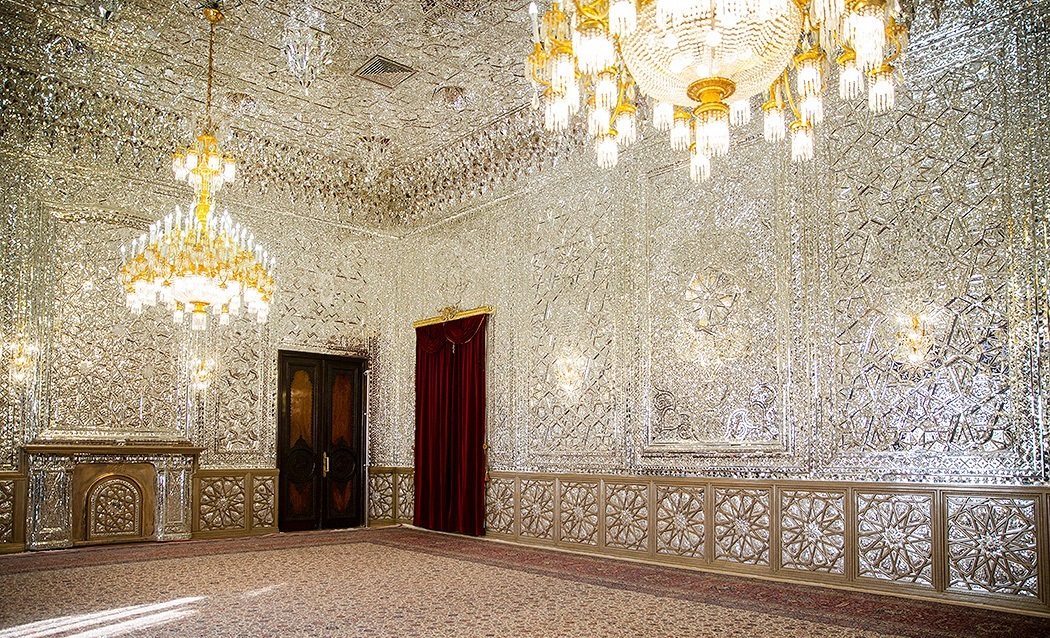
کاخ مرمر

دربار هم از ارکان نظم نوین رضاشاه بود. او پس از جلوس به تخت پادشاهی شماری از مقامات دون پایه‌تر دربار قاجارها به خصوص آنها که از جمهوریخواهی حمایتی نکرده بودند را حفظ کرد. قصد او احتمالاً این بود که نه تنها پاداش وفاداری آنها به سلطنت را بدهد، بلکه مقاماتی را دور خود جمع کند که به تقویت اقتدار سلطنتی متعهد باشند. حلقه درونی دربار شامل اعضای دبیرخانه او در هنگام وزارت و رئیس الوزرایی همچون فرج‌الله بهرامی دبیر اعظم، و سلیمان بهبودی بودند. پیوندهای نظامی برای رضاشاه اهمیت خاصی داشت و بسیاری از مقامات دربار او افسران فعال بودند. این افراد و دیگران تحت اقتدار عبدالحسین تیمورتاش، وزیر دربار پهلوی قرار گرفتند. در سال‌های اول دربار رضاشاه تا حد زیادی در کنترل این مرد جاه طلب و قدرتمند قرار داشت. او برخلاف شاه از خانواده‌ای از اشراف ولایات دارای یک سنت زمین‌داری و حکومت‌گری برخاسته بود. او در بینش شاه برای آینده ایران شریک بود و از وزارت دربار به عنوان ابزاری برای تغییر اجتماعی و هسته‌ای برای یک دیوان‌سالاری مدرن متمرکز استفاده کرد. او به عنوان دومین فرد قدرتمند در کشور در جلسات کابینه شرکت می‌کرد، رسمی که در قانون ایران پیش‌بینی نشده بود و پس از او برافتاد. او حتی تصمیمات کابینه را دیکته می‌کرد و بر نحوه انجام امور خارجی اثر می‌گذاشت. فرمان‌های او فرمان‌های شاه که گفته بود «حرف تیمور حرف من است» شمرده می‌شد، «او نه تنها چشمان، بلکه گوش‌ها و دهان شاه بود.» تیمورتاش با تجربه‌اش از ارتش و وزارتخانه‌های عدلیه و فوائد عامه در حوزه‌های حیاتی متعدد از شاه آماده‌تر و مطلع‌تر بود. برای مثال او شخصاً نامزدها را برای انتخابات‌های مجلس مورد تأیید قرار می‌داد و وزیر داخله به او پاسخگو بود.
رضاشاه بنا به سنت پادشاهی ایرانی مشتاق بود حکمرانی خود را از طریق یک برنامه عمده ساختمان‌سازی گرامی بدارد. علاقه او به فاصله کم از مردم، فضا و رسمی بودن سازه‌های نوینی را ایجاب می‌کرد که مقیاس‌شان نسبت به اسلاف او کوچک‌تر بود. کاخ مرمر زیباترین کاخ او در تهران بود. برای ییلاق شمیران نیز منطقه و باغات سعدآباد را به تدریج تملک نموده و کاخ سعدآباد را در آن بنیان نهاد. او همچنین برای تاج‌گذاری از تاج کیانی (تاج شاهان قاجار) استفاده ننمود و تاج پهلوی به‌طور اختصاصی برای وی ساخته شد.
| مقطع                        | تعداد در ۱۹۲۵                                  | تعداد در ۱۹۴۱                                  |
| --------------------------- | ---------------------------------------------- | ---------------------------------------------- |
| دانش آموزان ابتدایی         | ۵۵٬۹۶۰ نفر در ۶۴۸ مدرسه                        | ۲۸۷٬۲۴۵ نفر در ۲٬۳۳۶                           |
| دانش آموزان مکتب‌های سنتی    | ۲۸٬۹۴۹ نفر                                     | ۳۷٬۲۸۷ نفر                                     |
| دانش آموزان متوسطه          | ۱۴٬۴۸۸ در ۷۴ مدرسه، ۱۶ تایشان نهادهای میسیونری | ۲۸٬۱۹۴ نفر در ۱۱ مدرسه خصوصی و ۲۴۱ مدرسه دولتی |
| طلاب مدارس دینی سنتی        | ۵٬۹۸۴ نفر                                      | ۷۸۵ نفر                                        |
| دانشجویان                   | کمتر از ۶۰۰ نفر                                | ۳٬۳۰۰ نفر                                      |
| کل دانش آموزان مدارس سکولار | ۱۰٬۰۰۰ نفر                                     | ؟                                              |

#### نظام سیاسی
با اوج گرفتن رضاشاه، نخست به عنوان نخست‌وزیر و سپس شاه، آزمایش دموکراسی در ایران به عنوان یک پادشاهی مشروطه که از اواخر دهه ۱۹۱۰ شروع شده بود به پایان رسید. رضاشاه می‌خواست ایران را از نظر اجتماعی و اقتصادی بدون دردسر توسعه سیاسی مدرن کند. دولت از یک پادشاهی مشروطه به یک یکه‌سالاری پس رفت، نهادهای مستقلی که بخش اساسی مشروطیت بودند یک به یک برچیده شده و با جایگزین‌های گوش به فرمان وابسته جایگزین شدند. رضاشاه که متکی به پشتیبانی ارتش، دیوان سالاری و دربار بود توانست بر نظام سیاسی کنترل مطلق برقرار کند. در بیست سال پیش از به قدرت رسیدن او از دوره اول تا پنج مجلس، سیاستمداران مستقل در شهرها و روستاها مبارزه انتخاباتی می‌کردند اما در دوره حکومت رضاشاه از دوره ششم تا سیزدهم مجلس شورای ملی، مجلس تبدیل به پوششی برای حکومت نظامی عریان تبدیل شد و انتخابات با دستور از بالا و بر پایهٔ فهرست‌هایی از نمایندگان مورد تأیید شاه انجام می‌شد. نمایندگان مجلس آن قدر وظایفی که از سوی شاه به آنان محول شده بود را خوب انجام می‌دادند که شاه نیازی به تشکیل دادن مجلس فراموش شده سنا یا اصلاح قوانین بنیادی نمی‌دید. او مصونیت پارلمانی نمایندگان مجلس مانند جواد امامی و رضا رفیع را از آنان سلب کرد و برخی از آنان نیز دستگیر و زندانی شدند. به همین منظور زندان قصر طراحی و ساخته شد و نخستین زندانی آن، سازندهٔ آن یعنی سرتیپ محمد درگاهی بود. با بی قدرت شدن مجلس رضاشاه قادر شد وزرای کابینه را دست‌چین کند تا از مطیع‌بودن و ثبات اطمینان حاصل شود. در دو دهه قبل از به قدرت رسیدن او که مجلس‌ها در تشکیل حکومت‌ها شرکت می‌کردند کشور ۳۵ نخست‌وزیر و ۶۰ کابینه به خود دیده بود. در پانزده سال بعد، کشور تنها ده کابینه و هشت نخست‌وزیر داشت. رضاشاه در نیمهٔ نخست سلطنت خود از یاری سیاست‌مداران کاردان، با دانش و ماهری برخوردار بود که البته گوش به فرمان شاه بودند و او بیشتر آن‌ها مانند عبدالحسین تیمورتاش، جعفرقلی‌خان بختیاری و نصرت‌الدوله را به مرور زمان از صحنهٔ قدرت حذف کرد. او که از پیش از شاه شدن حذف همه مخالفانش را شروع کرده بود، پس از نشستن بر تخت پادشاهی به‌طور سازمان یافته متحدان و نزدیکان نظامی و غیرنظامی خود را زندانی، تبعید یا اعدام کرد. گزارشی از کلایو، وزیر مختار بریتانیا که در سال ۱۹۲۹ (۱۳۰۷/۸) به لندن مخابره شده می‌نویسد: «غیر از قوای نظامی که در ید اختیار شاه است، نیروی محرکهٔ دولت در دست سه نفر متمرکز شده است: تیمورتاش (وزیر دربار)، فیروز (وزیر مالیه) و داور (وزیر عدلیه)». همین گزارش اضافه می‌کند «تیمورتاش عملاً «وزیر اعظم» است، هر چند با توجه به شخصیت او و شاه به نظر نمی‌رسد این وضعیت پایدار باشد.» اتحاد بین پادشاه و سه وزیرش نه از سر علاقه و اعتماد، که به دلیل منافع مشترک بود؛ هر چهار تن به اهمیت یکدیگر در ساخت یک ایران مدرن، هدفی که همگی محترم به حسابش می‌آوردند، واقف بودند.
با آغاز سلطنت رضاشاه، فروغی از کفالت نخست‌وزیری استعفا داد و شاه که به او اعتماد کامل داشت، تا تشکیل مجلس ششم به ریاست وزرا منصوبش کرد. تیمورتاش نیز وزیر دربار شد و دیری نپایید که نفوذ عظیمی دست‌آورد. انتخابات مجلس ششم در تمام کشور (غیر از تهران) فرمایشی بود. در این زمان، مدرس که هنوز از رجال مهم مملکت به‌شمار می‌رفت، تلاش داشت با شاه جدید به توافقی برسد. اطلاعات مستندی از مذاکرات او و رضاشاه وجود ندارد، اما ظاهراً خواستار ادامهٔ کار مجلس به شیوهٔ سابق بود. ظاهراً آن دو، بر نخست‌وزیری مستوفی به توافق رسیدند و مجلس ششم که در تیر ۱۳۰۵ تشکیل شد، به او رای اعتماد داد. مستوفی ابتدا به وزارت بی‌میل بود، اما با اصرار مدرس پذیرفت. وثوق نیز (احتمالاً به پیشنهاد مدرس) وزیر مالیه شد. حمایت مدرس از وثوق باعث ریزش محبوبیت‌اش شد. نخستین نشانه‌های تغییر رویهٔ رضاشاه، در سال ۱۳۰۵ و با ترور ناکام مدرس مشاهده شد. در اردیبهشت ۱۳۰۶ نیز مستوفی‌الممالک دیگر ادامهٔ کار را مفید ندانست و در گزارشی به مهدی‌قلی هدایت (نخست‌وزیر بعدی) خود را تحقیر شده خوانده و استعفا کرد. انتخابات مجلس هفتم در ۱۳۰۷ برگزار شد و این دوره حتی انتخابات تهران هم آزاد نبود. حکومت رضاشاه در تلاش برای سازش، به مصدق پیشنهاد داد ۶ نمایندهٔ تهران را ملت و ۶ نماینده را دولت انتخاب کند؛ مصدق زیر بار نرفت اما دولت، نام مستوفی، پیرنیا (مشیرالدوله) و مؤتمن را به عنوان نمایندگان گروه اول رد کرد، هر چند هر سه استعفا دادند. مدتی بعد، مدرس دستگیر و تبعید شد و ۱۰ سال بعد به قتل رسید.
در دوره حکومت رضاشاه، سانسور یکی از مهم‌ترین ابزارهایی بود که حکومت سعی داشت با آن نظم و ثبات را حفظ کند. او برای تضمین قدرت مطلق خود روزنامه‌های مستقل را بست. فرایند انقیاد آزادی بیان به قیود دارای یک ماهیت سیاسی با کودتای سوم اسفند ۱۲۹۹ آغاز شد. با به قدرت رسیدن رضا خان مطبوعات ایران با چالش‌های جدیدی روبه‌رو شدند. رضا خان وقتی هنوز وزیر جنگ بود اعلان‌های متعددی صادر کرد تا روشن کند مخالفت‌ها از سوی مطبوعات را تحمل نخواهد کرد؛ مثلاً در اولین سالگرد کودتای سوم اسفند و در پاسخ به یک نامه بدون نام منتشر شده در ستاره ایران که در آن کودتا به نصرت الدوله فیروز میرزا و طرح‌های بریتانیا منتسب شده بود، تهدید کرد که در آینده نویسنده هر چیزی که مغایر توضیح رسمی کودتا باشد را مجازات و هر روزنامه‌ای که جرئت کند آن را منتشر کند را خواهد بست. چند ماه بعد او به مقاله انتقادی دیگری با بازداشت سردبیر و آوردن او به دفترش، که در آن او را پیش از فرستادن به زندان شدیداً مورد ضرب و شتم قرار داد واکنش نشان داد. دیگرانی نیز به تبعید یا زندان فرستاده شده یا کشته شدند. رضاشاه که مردی نظامی بود در مواجهه‌های خود با مطبوعات اساساً بر زور فیزیکی متکی بود. در سال ۱۳۰۱ اندکی پس از انتقال اداره راهنمای روزنامه‌نگاری که مسئولیت سانسور را برعهده داشت از وزارت فرهنگ به اداره پلیس، علی دشتی، سردبیر شفق سرخ از وزیر جنگ قدرتمند وقت پرسید: «آیا قضاوت در مندرجات جراید از وظایف یک نفر نظامی به‌کلی خارج نیست؟» وقتی میرزاده عشقی، شاعر و روزنامه‌نگار محبوب در ۷ تیر ۱۳۰۳ چند روز پس از انتشار نخستین شماره روزنامه اش، قرن بیستم توسط رژیم نظامی در حال اوج‌گیری ترور شد فرایند رام کردن مطبوعات و وضع سانسور دولتی بر رفتار و نظرات شهروندان شروع شد که نشانگر شروع سیاست‌های او در خصوص فرهنگ و مطبوعات بود. بعدتر، اداره پلیس به همه مطبوعات چاپی ایران دستور داد که هر ورقه کاغذی که قرار است چاپ شود باید امضای سانسورگر رسمی را در بالای خود داشته باشد. این فرمان در سراسر دوره حکومت رضاشاه اجرایی باقی ماند و با وجود وقفه‌های گاه به گاه موفق شد مطبوعات را به چیزی تبدیل کند که چندان فراتر از انتشارات رسمی نبود. در سال ۱۳۱۰ یک قانون با الفاظ گنگ علیه «مرام‌های اشتراکی» وضع شد که بیان و ترویج ایده‌هایی که مغایر با سیاست‌های رسمی دولت تلقی می‌شدند را محدودتر کرد. افسران بی تجربه در این امور نظارت بر کار سانسورگران غیرنظامی را برعهده داشتند و حریف مناسبی برای نویسندگان و روزنامه نگاران چیره‌دستی چون تقی ارانی نبودند؛ او نوشته‌های مارکسیستی را لابه لای صفحه‌های حاوی موضوعات عادی و بی‌آزار قرار می‌داد. نهایتاً ارانی و نزدیکانش دستگیر و بازداشت شدند ولی اثر شدیدی بر رویه‌های سانسور داشتند و ناکارآمدی کنترل‌های موجود را نشان دادند. در انتهای حکمرانی رضاشاه، مطبوعات ایران به یک دوجین گاهنامه و تنها دو روزنامه با شمارگان نسبتاً گسترده کاهش یافته بود که همگی خط مشی‌های ترسیم شده توسط دولت را طوطی‌وار تکرار می‌کردند. حتی با این وجود مطالب خبری و مقالات مطبوعاتی نظیر هر مطلب دیگر در انتظار انتشار «توسط یک اداره مرکزی سانسور تحت نظارت پلیس غربالگری می‌شد و هر چیزی که قصد چاپ آن وجود داشت به دقت توسط گروهی از کارشناسان بررسی می‌شد.» اگر مطلبی که از سوی سانسورگران بی‌آزار تلقی شده بود پس از انتشار باعث ناخرسندی شاه و مقامات پلیس می‌شد، افراد مسئول دست کم جوازشان را از دست می‌دادند و حتی موقتاً زندانی می‌شدند. در یک مورد رضاشاه به مطبوعات ایران دستور داد به کاریکاتوری در یک روزنامه فرانسوی که او را آزرده بود به نحو مشابه پاسخ دهند. یک روزنامه این کار را با انتشار یادداشتی با این مضمون پاسخ داد که این کاریکاتور بی سلیقه بوده و این «دون شأن مطبوعات ایران است که به چنان طنز سخیفی پاسخ دهند.» شاه به جای رضایت از این محکومیت دستور ممنوع شدن این روزنامه و زندانی شدن سردبیر آن برای نافرمانی از امر ملوکانه را صادر کرد.
مهم‌تر از آن در دوره رضاشاه احزاب نابود شدند. حزب اصلاح‌طلبان پس از این که مدرس و همکاران روحانی‌اش کرسی‌های خود در مجلس را از دست دادند ممنوع شد، حزب تجدد که وفادارانه از رضاشاه حمایت کرده بود ابتدا با حزب ایران نو جایگزین شد. این حزب در سال ۱۳۰۶ به ابتکار عبدالحسین تیمورتاش و با تأیید رضاشاه تأسیس شد. این حزب ملی‌گرا که به حزب ملی فاشیست ایتالیا و حزب جمهوری‌خواه خلق ترکیه شباهت داشت، هدف خود را «حفظ استقلال ایران تحت بیرق پهلوی و مبارزه با تفکرات ارتجاعی» اعلام کرد. به‌طور کلی این حزب تأسیس شده بود تا با تشکیل اکثریت در مجلس تمام لوایح مد نظر دولت، خواه هر اندازه اصلاح‌گرانه و رادیکال، به تصویب برسند. هدف دیگر همچنین، افزایش کنترل دولت بر جامعه بود. در تبلیغات حزب، لحن اسلام‌ستیزانه‌ای وجود داشت و روحانیون نیز اجازهٔ عضویت در آن را نداشتند. مدتی بعد از تأسیس حزب ایران نو، احزاب رقیب، به‌خصوص احزاب کمونیست و سوسیالیست مانند حزب سوسیالیست ایران، ممنوع اعلام شدند، هر چند خود این حزب را نیز دوامی نبود؛ بعد از چند ماه منحل شد و جای خود را به حزب ترقی داد ولی همین حزب ترقی نیز به زودی به گمان این‌که اندیشه‌های خطرناک جمهوری‌خواهانه دارد، برچیده شد. گروه پنجاه و سه نفر، که حتی فعالیت‌های اجتماعی زنان نیز متوقف گردید و روزنامه‌ها تحت انقیاد کامل درآمده یا تعطیل شدند.
محمدرضا پهلوی معتقد بود رضاشاه در دورهٔ پادشاهی خود تمام امور مملکتی را در دست خود داشت و کشور را مانند یک نظامی اداره می‌کرد. بسیاری از مورخان عقیده دارند که تغییر حکومت ایران از مشروطه به استبدادی بعد از سال ۱۳۱۰، یعنی نیمهٔ دوم حکومت رضاشاه، صورت پذیرفته است. به اعتقاد همایون کاتوزیان، روی هم رفته دوره اول سلطنت رضاشاه، مانند عهد رئیس‌الوزرایی، دیکتاتوری بود، اما هنوز به حکومت فردی (اتوکراتیک) تبدیل نشده بود و با وجود انحرافات روزافزون از قانون اساسی، شکل مشروطه را از دست نداده بود. او ترکیبی از ۲ ویژگی متضاد شامل تندخویی و صراحت لهجه و از سوی دیگر قدرت پنهان کردن دیدگاه‌ها، نقشه‌ها و نظریه‌هایش را داشت. وی در کاربرد روش‌هایی که فکر می‌کرد برای تحقق اهداف ملی و شخصی لازم بود بی‌رحم بود.

#### لغو برده‌داری
ایران یکی از ممالک امضاکنندهٔ قانون کنفرانس ۱۸۹۰ بروکسل که تجارت برده را ممنوع می‌کرد، بود اما این قانون سبب ممنوعیت تملک بردگان نمی‌شد. با در نظر گرفتن تبلیغات دولت رضاشاه مبنی بر مدرن‌سازی ایران و سیاست‌های ملی‌گرایانه، چنین وضعیتی برای یک کشور مستقل عقب‌افتاده به نظر می‌رسید. در نتیجه، در سال ۱۹۲۸ (۱۳۰۶) تیمورتاش با وزیر مختار بریتانیا رابرت کلایو، برای یافتن راه‌حلی به گفتگو نشست، زیرا انگلیسی‌ها کشتی‌های ایرانی را در پی یافتن تجار برده و توقیف آن‌ها جستجو می‌کردند. ایران پیشنهاد داد که هر دو کشور کشتی‌های مشکوک را بازرسی و بردگان را آزاد کنند؛ انگلیسی‌ها زیر بار نرفتند، زیرا می‌دانستند این بازرسی به کشتی‌های انگلیسی محدود نخواهد بود و عصبانیت متحدان عرب آن‌ها که کشتی‌هایشان با پرچم بریتانیا به تجارت برده ادامه می‌دادند را منجر خواهد شد. همچنین نمی‌خواستند به ایران امتیاز برابری بدهند. سرانجام دو طرف به توافق رسیدند که بریتانیا به بازرسی کشتی‌های ایرانی خاتمه دهد و دولت ایران به تنهایی با برده‌داری در خاک خود مبارزه کند. رضاشاه و وزیرانش می‌دانستند برده‌داری در ایران بدون منع قانونی به پایان نخواهد رسید. در نتیجه، مادهٔ واحدهٔ «قانون منع خرید و فروش برده در خاک ایران و آزادی برده در موقع ورود به مملکت» در ۱۸ بهمن ۱۳۰۷ در مجلس شورای ملی به تصویب رسید.

#### سیاست دینی
دولت رضاشاه، اعمال نفوذ برنهاد مذهب را نیز در دستور کار قرار داد. حوزه‌های علمیه در قم، اصفهان، و نجف خودمختار باقی ماندند، اما دانشکدهٔ الهیات دانشگاه تهران و مسجد سپهسالار (که توسط امام جمعهٔ منتخب دولت اداره می‌شد) داوطلبان را امتحان می‌کردند تا معلوم کنند کدام یک صلاحیت آموزش دینی به مردم و در نتیجه درآمدن به کسوت روحانیت را دارند. به عبارت دیگر، برای نخستین بار، دولت نحوهٔ درآمدن به جرگهٔ علما را تعیین می‌کرد. البته، روحانیونی که برای کار در بخش خدمات دولتی انتخاب می‌شدند، باید لباس روحانیت را کنار می‌گذاشتند و از پوشش غربی و کلاه استفاده می‌کردند. این اصلاحات به روحانیون نیز هویتی متمایز بخشید. ضمناً وزارت آموزش، آموزش مذهبی را در مدارس دولتی اجبار کرد و با کنترل محتوای این دروس، جلوی هر عقیده‌ای را که بویی از شک‌آوری نسبت به مذهب داشت می‌گرفت. هدف رضاشاه بیشتر حاکم کردن دولت بر تبلیغ و ترویج اسلام بود تا تضعیف مذهب با اندیشه‌های سکولار. وی زندگی سیاسی‌اش را با رهبری قزاق‌ها در آیین‌های ماه محرم آغاز کرده بود و برای بسیاری از یازده فرزندش، نام‌های شیعی انتخاب کرده بود. محمدرضا، علیرضا، غلامرضا، عبدالرضا، احمدرضا، محمودرضا و حمیدرضا. واعظان سرشناس را برای ارائهٔ برنامه‌های مذهبی به رادیوی سراسری دعوت کرد. وی همچنین شریعت سنگلجی، واعظ پر آوازهٔ مسجد سپهسالار را ترغیب کرد تا آشکارا نیاز مبرم شیعه به نوعی «رفرماسیون» را اعلام کند. سنگلجی اغلب در منبرهای خود بر این نکته تأکید می‌کرد که اسلام در تضاد با تجدد - به ویژه علوم، پزشکی، سینما، رادیو و سرگرمی رو به رشد در آن دوران – فوتبال – نیست.
رضاشاه سنت شاهی تأمین بودجهٔ مالی مدارس علمیه، بزرگداشت مجتهدین اعظم و سفرهای زیارتی - حتی به نجف و کربلا - را استمرار بخشید. به هشت روحانی که در سال ۱۹۲۱/۱۳۰۰ از عراق گریخته بودند، پناهندگی اعطا کرد. عبدالکریم حائری یزدی، مجتهدی بسیار محترم را به اقامت در شهر قم و تبدیل آن به مرکزی همانند نجف ترغیب و تشویق کرد. حائری که همواره از سیاست دوری می‌جست، برای نهادینه کردن تشکیلات دینی، بیش از هر روحانی دیگری فعالیت کرد. در همین سال‌ها بود که، استفاده از القاب روحانی نظیر آیت‌الله و حجت‌الاسلام بین عموم رایج شد. شیخ محمدحسین نائینی، طرفداری از دولت را به جایی رساند که کتاب اولیه‌اش در مدح مشروطیت را نابود کرد. رضاشاه طلاب علوم دینی را از انجام خدمت وظیفه عمومی معاف و تأیید و ترویج هرگونه عقاید «الحادی» و «مادی‌گرایانه» را ممنوع کرد. برخی از روحانیون با لحنی پرجذبه در باب عرفان و مشخصاً شاعران صوفی چون مولوی و حافظ، داد سخن می‌دادند. آن‌ها شک‌آوری را با مادی‌گرایی و ماتریالیسم را با کمونیسم برابر می‌پنداشتند. از نظر یکی از روحانیون نویسندهٔ درس‌نامه، هدف آموزش ابتدایی شناساندن خداوند به کودک است. شگفت‌آور نیست که شمار بسیار معدودی از روحانیون بلندمرتبه در مقابل شاه ایستادگی کردند.
رضاشاه، تا پیش از پادشاهی، تظاهرات مذهبی شدیدی داشت. او در دسته‌های عزاداری حسین بن علی و همچنین در تکایا و حسینیه‌ها فعالانه شرکت می‌کرد. لیکن در همان دوران (دورهٔ وزارت جنگ) نیز اعتقاد عمیق به جدایی دین و سیاست داشت. تحقیق محمد فغفوری دربارهٔ رابطه علما-دولت بین سال‌های ۱۹۲۱ و ۱۹۴۱ میلادی نشان می‌دهد که رضاخان از هویت قومی/دینی برای دستیابی به اهداف سیاسی‌اش استفاده کرده بود. او تلاش کرد تا رقبا و شریک خودش، سید ضیاءالدین طباطبایی را با استفاده از روابطش با گروه‌های غیرمسلمان، به خصوص ارمنی‌ها حذف کند. رضاخان با تشکیل یک جبههٔ متشکل از ارمنی‌ها، بریتانیایی‌ها و سید ضیا، موفق شد حمایت علما را برای دور کردن رقبایش به دست آورد.
او روابط خوبی با روحانیون معاصرش نداشت و با تصویب قانون مدنی و تربیت قضات، دست روحانیون را از محاکم سنتی کوتاه نمود. با طرح کشف حجاب و لباس متحدالشکل مردان و محدود نمودن روحانیون (به غیر از علمای طراز اول) از پوشش سنتی، روحانیون را علناً به مبارزه طلبید و در واقعهٔ مسجد گوهرشاد، که چندین ماه پیش از تصویب قانون منع حجاب روی داد، با کشتار و سرکوب بست‌نشستگان در مسجد، این مبارزه را با قوهٔ قهریه به پیش برد. او حتی یک بار که یکی از دخترانش در حرم حضرت معصومه بدحجاب ظاهر شده بود و از این بابت مورد اعتراض واقع شده بود، خودش به قم رفت، با چکمه وارد حرم شد و روحانی اعتراض‌کننده را به شلاق بست. ولی به علت رابطهٔ نزدیک و خوب رضاشاه با عبدالکریم حائری یزدی، بزرگ‌ترین مرجع تقلید در آن زمان و با وساطت او، هیچ اعتراضی به این اقدام رضاشاه صورت نگرفت.
گرچه در دورهٔ رضاشاه به ارمنی‌ها خودمختاری فرهنگی و دینی اعطا شد، و حق داشتند یک نمایندهٔ بیشتر در مجلس داشته باشند، اما رضاشاه مدارس آن‌ها را در سال‌های ۱۹۳۸–۱۹۳۹ بست و خودمختاری درونی‌شان را در خطر انداخت. مشاغل دولتی به ارمنی‌ها داده نشد. طی آن زمان، تهمت‌ها و انتقادها در رسانه‌های در کنترل دولت علیه جامعهٔ مسیحی عمدتاً متوجه ارمنی‌ها و آشوریان بود. درحالی که بریتانیایی‌ها این مسئله را بخشی از گرایش طرفدار ناسیونال سوسیالیسم طراحی شده به منظور تحریک بخش‌های متعصب مذهبی جامعه می‌دیدند، بیشتر ارمنی‌ها آن را ناشی از ارتباط و تحسین شخصی رضاشاه از کمال آتاترک ترکیه می‌دانستند. دیگران این را بخشی از نقشهٔ بزرگ فعالیت‌های پان‌ایرانیستی در کشور دیده‌اند. روستاهای بسیاری در آذربایجان ایران تا ۱۹۳۰ که رضاشاه نامشان را فارسی کرد، نام‌های ارمنی داشتند. هر دوی بستن مدارس اقلیت‌های مذهبی و تغییر نام روستاها، شهرها، خیابان‌ها و… بخشی از چارچوب سیاست کلی رضاشاه برای استحکام دولت و کاهش وابستگی به خارج بود.
دوران رضاشاه به طرزی غریب به جامعهٔ زرتشتی ایران مربوط بود. از یک سو، عبادت‌گاه‌ها و مدارس‌شان، مثل سایر اقلیت‌های غیرمسلمان در معرض محدودیت قرار داشتند، از سوی دیگر آنان ابزاری بی‌همتا برای ایدئولوژی ناسیونالیستی شاه جدید بودند. نمادهای ایران باستان (دارای ارتباط نزدیک با زرتشتیان) بنیاد ساخت ملت نوین ایرانی شد. روشن‌تر از همه، اعلان ۱۹۳۴ رضاشاه بود مبنی بر این‌که خارجیان کشور را به جای «پارس»، «ایران» بخوانند؛ و در ایدئولوژی جدید، به‌طور نزدیکی در ارتباط با گذشتهٔ درخشان پادشاهان ایرانی در دورهٔ پیش از اشغال اعراب بود.

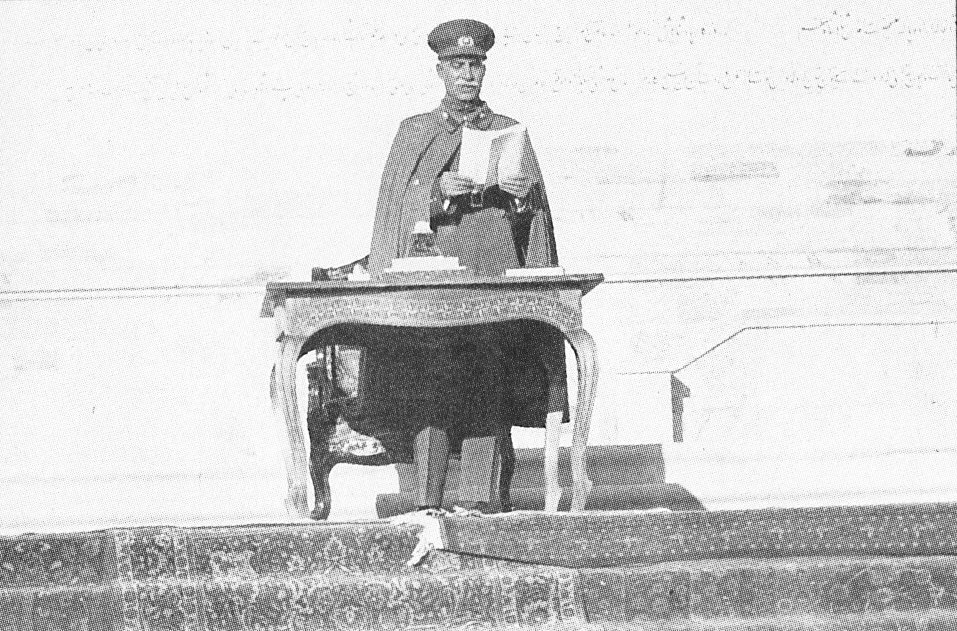
رضاشاه پهلوی در آئین گشایش آرامگاه فردوسی و اختتامیهٔ کنگره هزاره فردوسی در ۱۶ مهر ۱۳۱۳ خورشیدی.

اقدامات رضاشاه برای ایجاد وحدت و یکپارچگی ملی نارضایتی‌های زیادی در میان اقلیت‌های مذهبی و زبانی پدید آورد. مدارس بهایی که تنها در تهران بیش از ۱۵۰۰ دانش‌آموز داشت در سال ۱۳۱۳ به بهانهٔ برگزاری مراسمی به مناسبت سالگرد کشته شدن باب، تعطیل شد. در مورد مدارس ارمنی‌ها، نخست کلاس‌های تدریس زبان‌های اروپایی تعطیل شد و سپس در سال ۱۳۱۷ اجازه‌نامهٔ فعالیت این‌گونه مدارس باطل شد. در همان سال روزنامهٔ نیمه رسمی اطّلاعات، با چاپ مقالاتی دربارهٔ «جنایات خطرناک» که همگی با نام‌های ارمنی و آشوری بود، مبارزهٔ شدیدی علیه اقلیت مسیحی به راه انداخت.

##### به حاشیه راندن روحانیون
رابطهٔ رضاشاه و علمای شیعه حاصل توالی مجموعه‌ای از درگیری‌ها بود. کهنه‌سربازان سیاسی مشروطه مقاومت گروه بزرگی از روحانیون در برابر اصلاحات دموکراتیک، مثل حقوق برابر برای همهٔ شهروندان ایران، را به خاطر می‌آوردند و روبرو شدن با دولتی مشابه دولت‌های اروپایی باعث شده بود که علمای شیعه موضعی دفاعی گیرند. اصلاحات رضاشاه در آموزش و پرورش، قوه قضائیه و جاهای دیگر، روحانیون را از این نهادها بیرون رانده و باعث شده بود که از لحاظ اقتصادی به حاشیه روند. روحانیون که از قانون لباس متحدالشکل استثناء بودند؛ برای پوشیدن عبا و عمامه باید از مقامات دولتی اجازه می‌گرفتند و این به معنای سر خم کردن در برابر قدرتی برتر و تمایز روحانیون از سایر ارکان جامعه بود. همچنین کلاه شاپو نشانهٔ «تابعیت در برابر کفار» و قانون کشف حجاب که چند سال بعد اجرایی شد، حملهٔ دیگری علیه اسلام به حساب می‌آمدند که عمیقاً حس می‌شد.
البته روحانیون همهٔ منابع خود را از دست نداده بودند و وقف، خمس و کمک‌های مالی مؤمنان را در اختیار داشتند و در نتیجه، نهادهای شیعی مثل مدارس علمیه به کار خود ادامه دادند. رضاشاه شخصاً هرگز از اسلام خارج نشد و برخلاف آتاترک، نمادهای اسلامی مهم را حفظ کرد: نماز و اذان کماکان به عربی بودند و فارسی به خط عربی نوشته می‌شد. روحانیون به‌طور کلی تلاش می‌کردند از درگیری مستقیم با دولت اجتناب کنند و این باعث پرورش حس انتقام در آن‌ها گردید. به علاوه، آنان بر دین خود اصلاحاتی اعمال کردند تا آن را چون راه‌حلی برای اقتدارگرایی شاه پهلوی، به روشن‌فکران عرضه کنند.

#### قانون لباس‌های متحدالشکل
در ۱۳۰۷ با انجام مراسم‌هایی در سطح کشور، کلاه پهلوی کلاه رسمی مردان ایرانی اعلام شد. همزمانی این تغییر با اصلاحات در تشکیلات قضائی و تصویب نهایی قانون سربازی، بر آتش اعتراضات افزود. به‌طور کلی صدای اعتراض از سوی مذهبیون شنیده می‌شد زیرا لبه کلاه در زمان سجده از رسیدن سر به زمین جلوگیری می‌کرد و حتی بسیاری تصور می‌کردند هدف از آن، ترویج بی‌دینی است. برخی از روحانیون تهرانی در قم بست‌نشینی اختیار کردند، اما دولت با ترکیبی از زر و زور شرایط را تحت کنترل گرفت و راه برای تغییرات بیشتر در پوشش مردانه هموار شد. در دی همان سال قانون متحدالشکل نمودن البسهٔ اتباع ایران در داخله مملکت به تصویب رسید و مقرر شد تا نوروز ۱۳۰۸ غیر از کارمندان دولتی که لباس مخصوص داشتند و روحانیون تمام ادیان، باید لباس متحدالشکل، شامل کت و شلوار اروپایی و کلاه پهلوی، بر تن کنند. مجدداً اعتراضاتی برخاست؛ ایلات علاقه نداشتند که لباس سنتی خود را کنار بگذارند و هدایت (رئیس‌الوزرا) نیز با آن مخالف بود. پنج سال بعد، رضاشاه در حکمی اعلام کرد که در روز گشایش مجلس دهم، همهٔ مردان باید کلاه اروپایی شاپو بر سر کنند و یک ماه بعد از آن، پوشیدن این کلاه برای تمام کارمندان دولت اجباری شد. با وجود استقبال طبقهٔ متوسط تهرانی، اجباری‌شدن کلاه شاپو نیز موجب برانگیخته‌شدن اعتراضاتی، به خصوص از جانب مذهبیون شد. حائری یزدی به خلوت رفت و در قم ساکت ماند، اما در مشهد، روحانیون علناً علیه کلاه «بین‌المللی» اعتراض کردند. در تیر ۱۳۱۴، برخلاف انتظار تحصن‌کنندگان در حرم رضا، نیروهای نظامی بر آنان آتش گشودند که منجر به کشته شدن بسیاری گردید و در پیامد این واقعه، فروغی (رئیس‌الوزرا) به دلیل تلاش برای شفاعت نایب التولیه آستان قدس رضوی، مغضوب رضاشاه و برکنار شد. مدتی بعد، قانون رفع حجاب صادر شد. همچنین دو ماه بعد از واقعهٔ گوهرشاد، تقویم شمسی به عنوان گاه‌شماری رسمی مملکت جایگزین تقویم قمری شد که در نظر مذهبیون، اقدام دیگری در جهت اسلام‌زدایی از ایران به حساب می‌آمد.

### مدرن‌سازی اقتصادی: ۱۳۰۹–۱۳۲۰
مقاله اصلی: صنایع ایجاد شده در دوران رضاشاه پهلوی
رضاشاه از حدود سال ۱۳۰۹ شمسی/ ۱۹۳۰ میلادی تا زمان کناره‌گیری اش از سلطنت یک برنامه جاه طلبانه مدرن‌سازی را با کنترل حکومت بر اقتصاد شروع کرد. بسیاری از تدابیر اقتصادی و دیگر او از اصلاحات آتاتورک در ترکیه الگوبرداری شده بود؛ رضاشاه عمدتاً هر اصلاح را یک یا دو سال پس از پدیدار شدن در ترکیه شروع می‌کرد. باید توجه داشت که نوآوری‌های رضاشاه همه پس از بازگشت از سفر ترکیه آغاز نگردیده است؛ زیرا او حتی پس از کودتا و پیش از آن که به سلطنت برسد برای نوسازی کشور به کارهای بنیادی دست زده بوده است چنان‌که در همان ماه اول سال ۱۳۰۰ که قوای قزاق و ژاندارمری را در هم آمیخت و برای نیروهای مسلح ایران نام «قشون» را برگزید، اسامی قسمت‌های مختلف قشون را نیز عوض کرد تا جای پای فرماندهی روس‌ها را در قزاقخانه پاک کند. این است برخی از آن‌ها لشکر (دیویزیون)، تیپ (بریگاد)، فوج (رژیمان)، گردان (باطالیون)، آتشبار (باطری)، مسلسل (میترا یوز) و غیره که این امر را می‌توان گام نخستین در تشکیل فرهنگستان ایران در سال‌های بعد تلقی کرد. او در بهار سال ۱۳۰۴ که هنوز به سلطنت نرسیده بود اصلاح تقویم از قمری به شمسی و تغییر ماه‌های سال به فروردین و اردیبهشت و … به جای محرم و صفر … نسخ القاب و درجات نظامی سابق، و نظام اجباری نظام وظیفه عمومی را به تصویب مجلس رسانید. بدیهی است اینگونه تغییرات اصولی در دوران پادشاهی او بیشتر و بیشتر شده است چنان‌که در سال ۱۳۰۷ بر طبق لایحه‌ای که به تصویب مجلس رسید لباس مردان متحدالشکل گردید و قبا و عبا و عمامه و نعلین -به جز روحانیون- برای دیگران ممنوع گردید و کت و شلوار و پیراهن و کراوات با کلاه معروف به کلاه پهلوی لباس رسمی ایرانیان شد و این خود موجب گردید که برخی از مردانی که مسلمانی را در پوشیدن قبا و … می‌دانستند، از پوشیدن لباس فرنگی کفار خودداری کردند و حتی کار اداری خود را هم از دست دادند. ناگفته نماند که روحانیت با این برنامه هم سخت مخالف بود. یا وقتی مقرر گردید همه زنان و مردان باید شناسنامه داشته باشند و نام خود و پدر و مادرشان در آن نوشته شود، بانگ اعتراض برآمد که نوشتن اسم نوامیس مردم مسلمان در اوراق عمومی خلاف اسلام است. همه اینها پیش از رفتن رضا شاه به ترکیه (در ۱۲ خرداد ۱۳۱۳) انجام شده بوده است. گمان متینی آن است که کشف حجاب نیز دنباله همین گونه کارها بوده است نه تنها با الهام گرفتن از آتاتورک. اگر این اصل را نپذیریم پس باید قبول کنیم که برگزاری هزاره فردوسی، ساختن آرامگاه فردوسی در طوس تأسیس فرهنگستان ایران تأسیس دانشگاه تهران (در سالهای ۱۳۱۳ و ۱۳۱۴) و … نیز که پس از سفر ترکیه انجام شده همه تحت تأثیر تلقینات آتاتورک بوده است، در حالی که مطلقاً چنین نیست. البته بازدید از ترکیه ممکن است آهنگ این کار را شدت بخشیده باشد.

#### سیاست عشایری
سیاست عشایری رضاشاه ادامه کارزارهای نظامی پیشین او بود. سال‌های نخستین حکومت او شاهد تلاشی موفق برای خلع سلاح و یکجانشین کردن عشایر کوچرو بود. هدف او عمدتاً سرکوب مرکزهای قدرتی که ممکن بود تهدیدی برای او باشند، و ارائه تصویری مدرن از جامعه اساساً سنتی ایران بود. بسیاری از عشایر به زور توسط سربازان حکومت اسکان داده شدند. هیچ شیوه دیگری برای امرار معاش در اختیار آنان قرار نگرفت و بیشتر عشایر مجبور بودند به دامپروری و کشاورزی در زمین‌های نامساعد ادامه دهند. عشایر سابق از آن جا که قادر به نقل مکان بین ییلاق و قشلاق نبودند قابلیت نگهداری از دام‌های بسیار کمتری را داشتند، دام‌ها بر اثر سرمای شدید زمستان و نبود علوفه می‌مردند. عشایر به بهای فقیر شدن کوچروها و کاهش جمعیت دام‌ها یکجانشین شدند. بسیاری از مردم عشایری منتظر این بودند تا به مجرد سرنگونی رضاشاه مهاجرت‌های خود را از سر بگیرند. خیزش‌های عشایری در اعتراض به این سیاست با بی رحمی سرکوب شدند. رفتار رضاشاه با عشایر هم کینه‌جویانه و هم نالازم بود، ولی فرونشاندن آنان علاوه بر آزمودن عیار سربازان او، تسلط مطلق او بر رعایایش و نیز تعهد او به مدرنیته را مورد تأیید قرار داد. ایل‌های بزرگ بیش از همه لطمه دیدند، گرچه در سال‌های بعد تا حدی اعتبار خود را باز به دست آوردند ولی با شکسته شدن روحیه مستقل رهبرانشان و شکست پیروانشان در برابر اسلحه‌ها و تاکتیک‌های برتر، ایران عشایری بیشتر اهمیت سیاسی خود را از دست داد.
رضاشاه در مورد ایل بختیاری با احتیاط حرکت کرد و نیات خود را با اعتمادی که ظاهراً به سردار اسعد بختیاری نشان می‌داد و با او به سان همکاری مورد اعتماد رفتار می‌کرد و او را ابتدا به وزارت پست، تلگراف و تلفن و سپس وزارت جنگ منصوب کرد، پنهان کرد. او به آن‌ها برای مقابله با قشقایی‌ها، عرب‌ها، بلوچ‌ها و بویراحمدی‌ها نیاز داشت. او می‌دانست که بختیاری‌ها مدت‌ها عنصری نیرومند در سیاست ملی بودند، در دوره مشروطه نقش برجسته ای ایفا کرده بودند و حتی در سال ۱۹۱۲ شایعه به دست گرفتن احتمالی سلطنت توسط آنان مطرح شده بود. د رر سال‌های ۱۹۲۷–۲۹ که او دیگر به سربازان آنها نیاز نداشت، اقدام به شکستن قدرتشان کرد. سیاست او سه‌گانه بود: یکجانشین‌کردن زوری عشایر، هم در خوزستان و هم در چهارمحال، از طریق گماشتن سربازان بر سر مسیرهای مهاجرت بختیاری‌ها به منظور سد کردن دسترسی آنها، ایل‌زدایی از طریق حبس و اعدام یا سلب مالکیت خان‌های راهبری کننده و جایگزینی این خان‌ها با افسران ارتش، که مسئول امور ایل و اداره قلمرو گماشته شده بودند، و فرهنگ زدایی از طرق گوناگون از جمله ممنوع کردن ریش و اجبار به پوشیدن کت‌شلوار غربی و کلاه پهلوی به جای پوشش سنتی، که بختیاری‌ها پیوستگی عمیقی به آن داشتند. در سال ۱۹۲۹ به شرکت نفت ایران و انگلیس گفته شد به جای اجاره مستقیم زمین از بختیاری‌ها از طریق فرماندار خوزستان اقدام کند. در سال ۱۹۲۹، همزمان با خیزش عشایر فارس، تکبر مأموران حکومتی بختیاری‌ها را نیز تحریک به شورش کرد که منجر به اعدام سه خان شد. در سال ۱۹۳۳، مناصب ایل بیگی و ایلخانی حذف شدند. در سال ۱۹۳۴، سه خان زندانی و احتمالاً اعدام شدند. سردار اسعد در شرایط رازآلودی اندکی پس از دستگیری اش درگذشت. نهایتاً سرزمین بختیاری در سال ۱۹۳۶ به دو واحد اداری تقسیم شد، یکی تحت حوزه فرماندار خوزستان و دیگری تحت حوزه فرماندار اصفهان. این برجسته‌ترین عشایر ایران که موقعیتش از همه استراتژیک تر بود بدین گونه به طرز آرام ولی اجتناب ناپذیری فرونشانده شد. در مجموع سیاست رضاشاه (از نقطه نظر مروجان آن) ناموفق بود چرا که جنگ جهانی دوم دستگاه دولت ایران را مختل کرد و اکثریت بختیاری‌ها مهاجرت و شیوه سنتی زندگی خود را از سر گرفتند. بی تردید، سیاست رضاشاه عواقب طولانی مدتی داشت چرا که ستیزه‌های اجتماعی درون ایل را قطبیده کرد. حذف قدرت خان‌ها بزرگ تنها سر هرم اجتماعی را قطع کرد، و لایه میانی کلانترها و کدخدایان را باقی گذاشت. آنها که کارکردهای سنتی شان به مقامات دولتی یا ارتشیان واگذار شده بود، به مدیریت املاکشان مشغول شدند. از سوی دیگر اعضای عادی عشایر که تنها دام داشتند و زمیندار نبودند آسیب بسیار بیشتری از یکجانشینی اجباری به مدت ده سال متحمل شدند. تخمین زده می‌شود ۶۰ درصد از دام‌های آنها در این دوره تلف شده باشد. معدود مسافران خارجی که در این دوره بختیاری‌ها را دیدند تنها از پریشانی و فقر آنها سخن می‌گویند.
قشقایی‌ها مقاومت مصمم تری از خود نشان دادند، و دردسر قابل توجهی برای حکومت ایجاد کردند. به همین نحو دچار رنج حتی بیشتری از بختیاری‌ها شدند. در آغاز حکومت او، صولت الدوله، ایلخان قشقایی، و پسرش ناصرخان در ابتدا در پوشش نماینده مجلس، ولی سپس عملاً به صورت زندانی به تهران برده شدند. با دور بودن رهبران قشقایی، سیاست خلع سلاح آنان می‌توانست با درنده خویی شروع شود. اخاذی مالی، سربازگیری اجباری بی‌رحمانه، و رفتار ستمگرانه کسانی که سیاست‌های حکومت را اجرا می‌کردند مقاومتی از سر بی‌چارگی را برانگیخت. قشقایی‌ها در بهار ۱۹۲۹ به‌طور سراسری شوریدند، و به زودی بویراحمدی‌ها، ممسنی‌ها و خمسه‌ها که آنها هم به‌طور مشابه تلخکام و آسیب دیده بودند به آنان پیوستند. تقاضاهای همه عشایر کمابیش مشابه بود: خاتمه یافتن خلع سلاح و سربازی اجباری، کاهش مالیات، اعاده خودمختاری پیشین و برگماری مجدد خان‌هایشان. حکومت در هفته‌های نخست خیزش ناآماده بود. قشقایی‌ها به سرعت چند پست ژاندارمری را تسخیر کردند، به پیرامون شیراز نفوذ کردند تا آنجا که فرودگاه را اشغال کردند، و ارتباطات جاده‌های شیراز-بوشهر و شیراز آباده را قطع کردند. با گسترش شورش، ممسنی‌ها و بویراحمدی‌ها فعال شدند، و خیزش‌های پراکنده‌ای در سرزمین بختیاری بروز کرد. در تهران، ترس از این بود که ناآرامی به شهرها پراکنده شود، که تصور می‌رفت علما در آنها از ابداعات گوناگون تحت حمایت حکومت ناراضی بوده باشند. رضاشاه بنا به ویژگی خود به آرامی اقدام کرد. تا زمانی که وضعیت ارتش بهبود نیافته بود، حکومت درجه ای از سازش از خود نشان می‌داد، چرا که احساس می‌شد برخی از شورشیان با سازش عفو عمومی و رسیدگی به شکایات موافق خواهند بود. به این ترتیب سردار اسعد به سوی بختیاری‌ها و صولت الدوله و ناصرخان به شیراز برای میانجیگری گسیل شدند. در عین حال، وضع نظامی تدریجاً به نفع حکومت تغییر کرد. اصلاحات رضاشاه حالا داشت ارزش خود را نشان می‌داد، و قدرت آتش برتر قابلیت فرماندهان محلی ارتش پس از سرگشتگی چند هفته اول شورش ابتکار عمل را به دست گرفت. با احداث راه‌های جدید، عشایر که در قدیم سرعت جابجایی بالا و آشنایی شان با نوع سرزمین مزیتشان بود دیگر رخنه ناپذیر نبودند و سلاح‌های اتوماتیک، خودروهای زرهی و هواپیماهای تجسسی موازنه را به ضرر شیوه‌های سنتی جنگ‌افزار عشایری تغییر داد. تا اوت ۱۹۲۹ شورش قشقایی پایان یافته بود. ارتش در ماه‌های زمستان خمسه‌ها و بهارلوها را تعقیب و مجازات کرد؛ در سال بعد نوبت ممسنی‌ها و بویراحمدی‌ها بود. نهایتاً در سال ۱۹۳۲، قشقایی‌ها که از بی علاقگی حکومت به پایبندی به توافقات ۱۹۲۹ خشمگین بودند، باز قیام کردند ولی این بار ارتش آماده بود و مجازات سریع و بی رحمانه. چیز زیادی برای مقاومت در میان عشایر نمانده بود. بنا به نوشته مورخ قشقایی‌ها، رضاشاه در نه سال آخر حکومتش بیشتر رهبران عشایری ایران را اعدام یا تبعید کرده بود.
این سیاست کوته‌بینانه از عشایر کشاورز نساخت، ولی آنها را گرسنگی داد و به گفته ویلیام داگلاس، «اگر این شرایط ادامه می‌یافت آنها در عرض چند دهه محو شده بودند.» بدبختی‌های تحمیل شده به عشایر توسط رضاشاه اغلب در سایه موافقت کلی با اصلاحات او از سوی نویسندگان غربی نادیده گرفته شده است. صفحه ای تاریکتر از آزاری که زیردستان رضاشاه متوجه جمعیت عشایری کردند در تاریخ ایران پهلوی وجود ندارد.

#### سفر به ترکیه

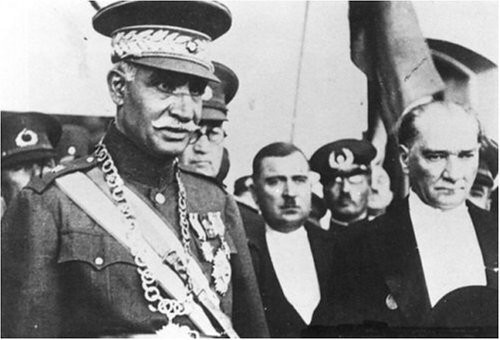
رضاشاه و آتاترک

تنها سفر خارجی رضاشاه، سفر به ترکیه در سال ۱۳۱۳ بود. او در این سفر سخت تحت تأثیر مصطفی کمال آتاترک قرار گرفت و کوشید تا مانند او، کشور را با قدرت اداره نماید. رضاشاه در این سفر، شمشیر جواهر نشانی به رسم یاد بود به همراه عکس خود را به وی هدیه کرد و در پای عکس نوشت:
«به رسم یادگار برای دوست عزیز و برادر محترم حضرت قاضی مصطفی کمال رئیس‌جمهور ترکیه ارسال گردید». امروزه این عکس و شمشیر در موزهٔ رسمی مقبرهٔ آتاترک در شهر آنکارا است.
در این سفر، رضاشاه با دیدن زنان بی‌حجاب ترکیه که مشغول به کار بودند و همانند مردان در صنعت کار می‌کردند، به فکر کشف حجاب زنان در ایران افتاد.

#### زنان
تلاش برای ارتقای جایگاه زنان در سال ۱۹۳۴، درست پس از سفر رضاشاه به ترکیه آغاز شد. تا پیش از حکومت رضاشاه، قوانین به مردان اجازهٔ حکومت بر زنان را می‌داد. اگرچه اقدامات رضاشاه نتوانست اصلاحات اساسی برای احقاق حقوق زنان انجام دهد ولی او این حقوق را از راه‌های دیگری همچون گسترش سیستم آموزشی و دعوت از زنان برای ساختن ایران و کار در شغل‌هایی چون معلمی بهبود داد.
از طرف دیگر برای نخستین بار، با تصویب قانون مدنی در سال ۱۳۰۷، اولیه‌ترین حقوق زنان برای ازدواج، به رسمیت شناخته شد و کف سن ازدواج دختران که تا پیش از آن محدودیتی نداشت، به ۱۵ سال تمام رسید. همچنین مردان مکلف شدند که ازدواج خود را در یک دفتر ازدواج ثبت و رسمی کنند. در سال ۱۳۱۷ قانونی مترقی‌تر، مردان را مجبور به ارائهٔ گواهی پزشکی (عمدتاً برای جلوگیری از سرایت بیماری‌های مقاربتی از مرد به همسرش) هنگام عقد نمود.
نشریات و انجمن‌های مستقل از جمله سازمان‌های زنان در دوره رضاشاه تا مدتی به کار خود ادامه دادند اما او نهایتاً اقدام به سرکوب و توقیف آنها کرد و آخرین آن‌ها را نیز در سال ۱۳۱۲ بست. او در سال ۱۳۱۳ سازمانی رسمی زیر نظر دولت را با عنوان کانون بانوان تأسیس کرد که قرار بود در کارزار کشف حجاب و مدرن سازی شرکت کنند و تلاش دولت برای در کنترل گرفتن جنبش زنان در خدمت حکومت بود.

#### دربار پس از تیمورتاش
تیمورتاش در سال ۱۳۱۱ که در برگشت از مأموریتی برای مذاکره با شرکت نفت ایران و انگلیس به ایران در مسکو توقف کرد، سوء ظن شاه را برانگیخت. به نظر رضاشاه، او داشت اعتبار عظیمی از دیپلماسی و اصلاحات داخلی موفق خود کسب می‌کرد و شاه این را نشانی از جاه طلبی بی‌حد و حصر او می‌دید. تیمورتاش در سال ۱۳۱۱ برکنار و متعاقباً محاکمه و محکوم به فساد و اختلاس شد. او پنج ماه بعد در سلول زندان خود به قتل رسید. دربار رضاشاه در ابتدا همچون یک پارلمان غیرمنتخب عمل می‌کرد، قوانینی وضع می‌کرد که هم مدرن و هم یکه‌سالارانه بود. مقامات شاه را در جریان تقاضاهای سیاسی نیازمند توجه او قرار می‌دادند، بدین ترتیب دیوان‌سالاری دربار به بسط چیرگی او بر دولت و جامعه ایران کمک کرد. تا سال ۱۹۳۰، این کار تا حد زیادی پایان یافته بود. در آن زمان بود که دربار به تدریج از یک نهاد سیاسی به یک نهاد مالی و تشریفاتی دگرگون شد. شاه دیگر به دربار برای میانجی‌گری بین او و افراد صاحب نفوذ نیاز نداشت، چرا که آنها دیگر مستقیماً به او خدمت می‌کردند؛ و شاه که محتاط بود رقیبی برای قدرت ایجاد کند وزیر دربار دیگری منصوب نکرد تا این که در سال ۱۳۱۸ پدرزن دخترش محمود جم را که می‌دانست تیمورتاش دیگری نخواهد شد را به وزارت دربار منصوب کرد. دیگر مقامات دربار پس از تیمورتاش کمتر از او جاه‌طلب بودند و در برابر خواست شاه مطیع‌تر. ساختار اداری‌ای که تیمورتاش شروع کرده بود پس از برکناری او تا حد زیادی باقی ماند.
دربار رضاشاه نهادسازی‌شده، تنظیم‌شده، نظامی و دیوان سالارانه بود. در همان زمان زندگی شخصی شاه و خانواده او صرفه‌جویانه، به دور از تظاهر، و حتی زاهدانه بود. شاه ساده غذا می‌خورد، روی زمین می‌خوابید و در لگنی که خادمی برای او می‌آورد شست و شو می‌کرد. او حتی حساب سیگارها و چای تحویل داده شده به خادمان را نگه می‌داشت. زن سوم او، عصمت، و پسرش برای داشتن یک یخچال التماس می‌کردند، درخواستی که رد شد. آداب دربار بر زیردستان و منزلت هر مقام حاکم بود. از شاه تا دون پایه‌ترین درباری، رفتار با زیردستان با جزئیات مشخص شده بود. افتخار درباریان از وضع آنها ناشی می‌شد نه آن طور که در اروپا رواج داشت از تبار و خون آنها چرا که تمایزات طبقاتی در ایران کم‌رنگ‌تر بود.

#### عدلیه پس از داور
وزارت عدلیه برای پیاده‌سازی اصلاحات قضایی در ولایات تلاش می‌کرد، که پیشرفت آن کند و مشکل‌دار بود. در سال ۱۳۱۱ یک قانون تجارت جدید تصویب شد. قانون جزایی همچنان منعکس کننده قوانین دینی بود ولی قانون جزایی جدیدی در سال ۱۳۰۷، بر اساس قوانین سوییس و بلژیک تصویب شد که خود آن در سال ۱۹۳۹ با قانون جدیدی جایگزین شد. قوانین حاکم بر پرونده‌های خانواده و مدنی اساساً مدون سازی قوانین دینی بودند. در ۲۵ شهریور ۱۳۱۸، قواعد جدیدی برای رویه‌های قضایی وارد قانون شد و جایگزین قوانین موقت پیشین شد و در سال‌های ۱۳۱۶–۱۳۱۷، قوانین تنظیم کننده وکالت و قوانین پرونده‌های ورشکستگی تصویب شدند.

#### اصلاحات آموزشی

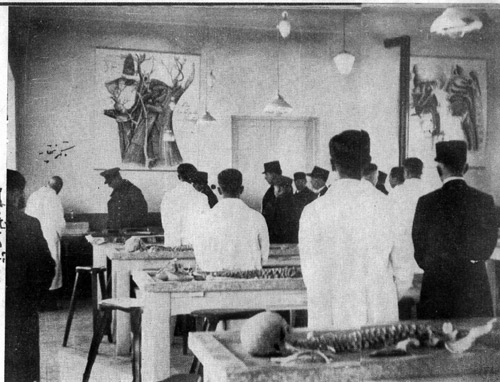
رضاشاه پهلوی در جشن گشایش دانشگاه تهران

ماده ای از بودجه سالانه در سال ۱۳۱۲، همه مدارس دولتی ابتدایی را برای دانش آموزان رایگان کرد. در سال ۱۳۱۴ نخستین مدرسه ابتدایی مختلط رسماً در ایران افتتاح شد.
نخستین کارزار ملی برای سوادآموزی بزرگسالان (اکابر) در سال ۱۹۳۶ توسط علی‌اکبر داور، وزیر وقت مالیه و از معماران اصلی مدرن‌سازی دوره رضاشاه شروع شد. وزارت معارف کلاس‌هایی را در مدارس دولتی شروع کرد و انجمن‌های اکابر برای بسیج کردن مردم به شرکت در این کلاس‌ها تشکیل شد. در سال ۱۹۳۸ با هدف ارتقای دانش این دانش آموزان دستور داده شد که همه دانشجویان سال‌های دوم و سوم دانشگاه‌ها باید در کلاس‌های اکابر شرکت کنند. بنا بر آمارهای موجود بین سال‌های ۱۹۳۶ و ۱۹۴۰، ۴۶۷٬۰۰۰ بزرگسال در این کلاس‌ها خواندن و نوشتن آموختند. یشتر آنها پیشه وران شهرنشین و دیگر صاحبان مشاغل سنتی، و کارکنان دون پایه حکومت بودند. به دلیل مشکلات بسیار، تعداد کلاس‌های اکابر در مناطق روستایی و در میان زنان که اکثریت جامعه بی‌سواد را تشکیل می‌دادند بسیار کمتر از شهرها و در میان مردان بود. این آمار رسمی ممکن است قابل اتکا نباشد و معمولاً تعداد ثبت نام در کلاس‌ها و نه تکمیل آنها را نشان می‌دهد. در اوج کارزار اکابر در سال ۱۹۳۹، تنها ۱۷۰۰۰ گواهی تکمیل این دوره صادر شد.
رضاشاه یک نظام مدرن آموزش عالی را برای دستیابی به اهداف ملی سازی، سکولارسازی و غربی سازی خود و نیز ادامه یافتن سلسله خود حیاتی می‌دانست. او از طریق دانشگاه‌ها در پی تربیت طبقه ای حرفه ای بود که به ترویج سیاست‌هایش و ثبات و توسعه دولت کمک کند. در ابتدا او همچون حکومت قاجار، افراد حرفه ای علاقمند را به تحصیل در خارج تشویق می‌کرد و در عین حال به آنان هشدار می‌داد تأثیرات «مضر» را نفی کرده و هویت ملی خود را حفظ کنند. بین دو جنگ جهانی حدوداً ۱۵۰۰ دانشجو از پیش زمینه‌های طبقات بالا و متوسط از سوی حکومت برای تحصیل به خارج و عمدتاً به فرانسه، سوییس، سوئد، و بریتانیا فرستاده شدند. در عمل بسیاری از آنها با واقعیت‌های پیشین تطبیق می‌یافتند و یادمی‌گرفتند تا در نظام موجود کار کنند، ولی برخی شان حتی آنهایی که از دولت کمک مالی گرفته بودند اقلاً به صورت متناوب، وارد اپوزیسیون سیاسی حکومت می‌شدند. رضاشاه از این که دانشجویان که «ما آنها را با دلی پر از امید به خارج فرستاده بودیم» که برگردند و به میهن‌شان خدمت کنند در عوض «بلشویسم را در خورجین شان آورده بودند» شکوه می‌کرد. رضاشاه با تأسیس دانشگاه تهران در سال ۱۳۱۴، ابزارهای رشد یک طبقه نخبه غربی شده تحصیل کرده بومی و یک روشنفکری با فصاحت فزاینده را فراهم کرد، با این که تحصیل در خارج همچنان هدف تقریباً همه ایرانیانی بود که امکان مالی آن را داشتند. گرایش‌های سیاسی در میان دانشجویان، هزینه اعزام آنها به خارج، و ناممکن بودن اعزام به تعداد مورد نیاز دلایل او برای تأسیس نخستین دانشگاه در ایران بود. کار دولتی تبدیل به مقصد اصلی مردان جوان تحصیل کرده در مدارس متوسطه و دانشگاه‌ها شد و فشارهایی برای ایجاد شغل‌های بیشتر در دولت وجود داشت که معمولاً به آن پاسخ داده می‌شد. تا پیش از رضاشاه، روشنفکری قشری کوچک بود که اعضای خود را از مشاغل، جایگاه‌های خانوادگی، دهک‌های درآمدی، پیش زمینه‌های تحصیلی، و شیوه‌های زندگی متنوعی جذب می‌کرد. در طی حکومت رضاشاه روشنفکری به حدود ۷ درصد از نیروی کار کشور رشد کرد و به صورت یک طبقه متوسط مدرن قابل توجه درآمد که اعضای آن نه تنها گرایش‌های مشترکی نسبت به مدرن سازی اجتماعی، اقتصادی و سیاسی داشتند بلکه پیش زمینه تحصیلی، شغلی و اقتصادی شان نیز مشترک بود. بدین ترتیب روشنفکری از یک قشر تبدیل به یک طبقه اجتماعی با روابط مشابه نسبت به شیوه تولید، شیوه اداره، و فرایند مدرن سازی تبدیل شد و در نزاع آشکار پس از دوره پس از استعفای رضاشاه نمایان شد.

#### قانون کشف حجاب
رضاشاه که در دورهٔ نخست‌وزیری در تلاش بود با روحانیون شیعه رابطهٔ خوبی داشته باشد، از مسئلهٔ حجاب دوری می‌کرد، اما از همان زمان رفع حجاب را در دستور کار داشت. زمانی‌که ابراهیم خواجه‌نوری در نشریهٔ خود دربارهٔ کشف حجاب و آزادی زنان نوشت و به دلیل شکایت ناظر شریعت به ۳ ماه زندان محکوم شد، رضاخان دستور داد او دورهٔ محکومیت‌اش را به جای زندان، در بیمارستان پلیس سپری کند. مسئلهٔ حجاب نخستین بار در نوروز ۱۳۰۸ مسبب درگیری دین و دولت شد. در این سال، ۱ فروردین با ۲۷ رمضان (روز قتل ابن ملجم (قاتل علی بن ابی‌طالب)، مطابق سنت شیعی) مصادف شده بود و زنان خانوادهٔ پهلوی راهی قم شدند تا هر دو مناسبت را در حرم معصومه جشن بگیرند. روحانیون به ورود آن‌ها به حرم با چادر نازک، اعتراض کردند. رضاشاه شخصاً از تهران خود را به قم رساند، با چکمه وارد حرم معصومه شد و آن روحانی‌ای که به ملکه معترض شده بود را شلاق زد. با این حال، او هنوز محافظه‌کار بود؛ چند ماه بعد که امان‌الله‌خان و ثریا، شاه و ملکهٔ افغانستان، از ایران بازدید کردند، ملکه ثریا حجاب نداشت، اما تاج‌الملوک بدون حجاب در برابر امان‌الله‌خان ظاهر نشد.
از یک سال پیش، دولت به پلیس دستور داده بود که به زنان اجازه داده شود تا بدون حجاب اسلامی در انظار عمومی ظاهر شوند و با وجود مخالفت روحانیون، در تهران تعدادی از زنان بدون حجاب رفت و آمد می‌کردند. شخص ملکه نیز گهگاه حجاب بر سر نمی‌کرد. اما رفع حجاب هنوز به سیاست رسمی تبدیل نشده بود. نخستین نشانه از چنین سیاستی، در آخرین نشست کابینهٔ هدایت (در ۱۳۱۲) مشهود است. در آن جلسه، بنا به اصرار تیمورتاش، کلاه زنانه در فهرست اقلام وارداتی گنجانده شد، زیرا او عقیده داشت که در آینده تقاضا برای آن افزایش پیدا می‌کند. سفر ۱۳۱۳ رضاشاه به ترکیه و مشاهدهٔ مشارکت زنان در جامعه آن کشور، تأثیر عمیقی بر او گذاشت و باعث شد که به اصلاحات خود سرعت بیشتری بخشد. از این زمان اقدامات جهت آماده‌سازی جامعهٔ ایران برای ممنوعیت حجاب اسلامی آغاز شد؛ در ۱۳۱۴، کانون بانوان با حمایت دولتی تأسیس شد که یکی از اهدافش، تبلیغ برای کنار گذاشتن حجاب بود. وزرا موظف شدند یک روز در هفته، به همراه زنان خود که حجاب را کنار گذاشته بودند، در مهمانی‌های مختلط حاضر شوند. با آغاز سال تحصیلی، حجاب در مدارس ممنوع شد؛ مخالفت جدی با این ممنوعیت برنخاست زیرا بیشتر دختران بدون حجاب به مدرسه می‌رفتند. اما واقعهٔ گوهرشاد در اعتراض به کلاه شاپو، باعث شد ممنوعیت سراسری حجاب به تأخیر افتد.

خسروا! دست توانای تو آسان کرد کار
ورنه، در این کار سخت، امید آسانی نبود
شه نمی‌شد گر در این گمگشته کشتی ناخدای
ساحلی پیدا از این دریای طوفانی نبود

هدایت پیشنهاد داد که چادر با روپوش جایگزین شود اما رضاشاه فقط به پوششی کاملاً اروپایی راضی بود. او دستور داد برنامه‌ای ترتیب داده شود که بتواند در آن دختران بدون حجاب خود را همراهی کند. علی‌اصغر حکمت، وزیر معارف (آموزش)، جشن پایان سال تحصیلی را پیشنهاد کرد. ساختمان تربیت معلم که به تازگی در تهران ساخته شده بود، به عنوان مکان مراسم انتخاب شد. وزرای داخله و معارف به کارمندانشان در سراسر کشور دستور دادند که با برگزاری مراسم‌هایی با حضور زنان، به مردم دربارهٔ مشارکت زنان در زندگی اجتماعی توضیح داده شود. سرانجام در ۱۷ دی ۱۳۱۴، رضاشاه در دانشسرای مقدماتی حاضر شد؛ تاج‌الملوک، شمس و اشرف، همگی بدون حجاب، همراهی‌اش می‌کردند. به تمام زنان حاضر نیز دستور داده شده بود که بدون حجاب اسلامی در مراسم حاضر شوند. زان پس پوشش اسلامی ممنوع اعلام و همچنین در استان‌ها مراسم‌هایی تحت عنوان «آزادی زنان» برگزار شد. کنار گذاشتن حجاب برای زنان مقامات کار سختی نبود، اما حضور در انظار عمومی با لباسی اروپایی باعث شرمساری اغلب زنان طبقهٔ عامه می‌شد. بیشترشان حتی نمی‌دانستند چه بپوشند، زیرا لباس‌هایی که تا آن زمان زیر چادر به تن می‌کردند و دیده نمی‌شد، برای حضور در اجتماع مناسب نبود. بعد از صدور این قانون، از ورود زنان محجبه به مکان‌های عمومی مثل حمام، سینما جلوگیری می‌شد. یک ماه بعد، ورود زنان محجبهٔ ایرانی به حرم رضا نیز ممنوع شد (این قانون شامل زنان محجبهٔ خارجی نمی‌شد). مدتی بعد محدودیت تازه‌ای وضع کردند؛ بدین‌گونه که زنان تن‌فروش باید حتماً حجاب اسلامی می‌داشتند و تنها در صورت ازدواج می‌توانستند آن را کنار بگذارند. این‌گونه دولت می‌خواست از احساس «بی‌عفتی» کردن توسط زنانی که حجاب را کنار گذاشته بودند، جلوگیری کند.
واکنش‌ها به قانون منع حجاب متفاوت بود؛ طبقهٔ متجدد آن را به فال نیک گرفت و رضاشاه را برای آزادسازی زنان ستود، اما اکثریت زنان کشور با مشکلاتی مواجه شدند. هر چند پلیس اجازهٔ توسل به خشونت را نداشت، اما گاه برخورد فیزیکی اتفاق می‌افتاد و چادرها و روسری‌ها را به زور پاره می‌کردند. در شمال کشور روحانیون با قانون مورد نظر کنار آمدند و در مازندران حتی یکی از آن‌ها، در ستایش رفع حجاب و آزادی زنان سخنرانی کرد، اما در مناطق مذهبی مثل قم، خانواده‌ها دختران را از تحصیل محروم می‌کردند. در هر صورت آمار می‌گوید حضور دانش‌آموزان دختر در مدارس بعد از صدور قانون رفع حجاب و در سال‌های آخر عهد رضاشاه اوج شدیدی گرفت. در نهایت، ممنوعیت حجاب با پایان سلطنت رضاشاه ملغی شد.

#### سیاست خارجی
در دورهٔ زمامداری رضاشاه، ایران رابطهٔ نزدیکی با کشور آلمان برقرار کرد، به‌طوری‌که این کشور به بزرگ‌ترین شریک تجاری ایران تبدیل شد و بیش از سه هزار کارشناس آلمانی در ایران استقرار یافتند. این افزایش رابطه با آلمان، باعث تیرگی روابط با بریتانیا و شوروی شد و یکی از بهانه‌های حملهٔ این دو کشور در سال ۱۳۲۰ به ایران شد.

در دورهٔ رضاشاه روابط بین‌المللی ایران دچار فراز و نشیب‌هایی شد. در سال ۱۳۱۶ و در اعتراض به چاپ عکسی در یک نشریهٔ فرانسوی، ایران سفیر خود را از فرانسه فراخواند. در سال ۱۹۳۵ نیز در پی دستگیری سفیر ایران در آمریکا به جرم سرعت زیاد در حین رانندگی در مریلند ایالات متحده آمریکا، ایران روابط خود با آمریکا را قطع کرد. در سال ۱۹۳۹ روابط ایران با فرانسه و آمریکا به حالت عادی بازگشت.

#### سره‌سازی
در سال ۱۳۱۴، در میانه جنبش مورد حمایت دولتی برای سره‌سازی زبانی، سید حسن تقی‌زاده، از دانشوران برجسته که در این زمان نماینده رضاشاه در پاریس بود نوشتاری نوشت که در آن از تدریجی‌گرایی دفاع کرد و نسبت به جایگزینی واژگان عربی در فارسی با واژگان جدید مشتق از فارسی هشدار داد. وقتی رضاشاه این مقاله را دید خشمگین شد و روزنامه‌ای که این مقاله در آن منتشر شده بود را بست و دستور داد مالک و سردبیرش به زندان انداخته شوند. تقی‌زاده مجبور شد از مقام دیپلماتیک خود استعفا دهد و یک موقعیت تدریس در دانشگاه لندن را اختیار کند، که تا زمان برکناری رضاشاه در آن جایگاه بود.
تغییر نام معابر شهری: محله به برزن، پاساژ به تیمچه، بند به دربند، پس کوچه به بن‌بست
تغییر اصطلاحات علمی، صنعتی و شهری: این کار، ابتدا از ارتش و توسط شخص رضاخان (به عنوان وزیر جنگ در ۱۳۰۰ ش) آغاز شد و در ادامه فرهنگستان ایران آن را ادامه داد. بدین ترتیب که آن اداره به تمام مؤسسه‌های دولتی اعلام کرد واژه‌های تخصصی مورد استفاده خود را فهرست کرده به این اداره بفرستند، تا معادل فارسی آن ابداع شود. برای مثال، بلدیه به شهرداری، عمله به کارگر، اطفائیه به آتش‌نشانی، معاون فنی به دستیار تبدیل شدند.

#### راه‌آهن
راه‌آهن سراسری ایران

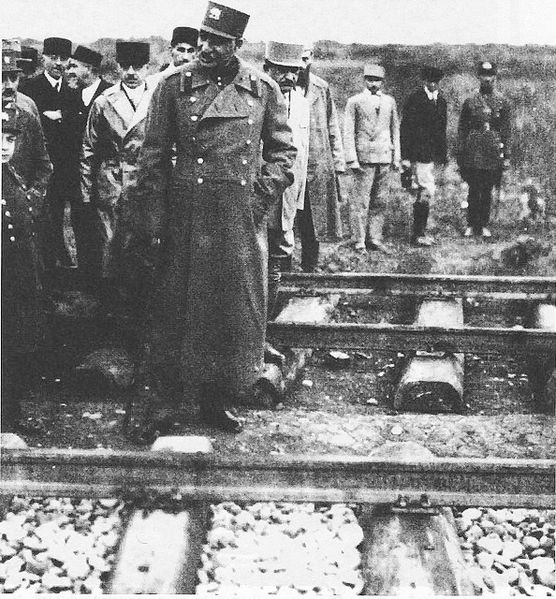
بازدید رضاشاه از روند ساخت راه‌آهن سراسری

در آن زمان، ساخت راه‌آهن آرزویی ملی برای بسیاری از ایرانیان بود و رضاشاه بعد از تاج‌گذاری با جدیت بیشتری آن را دنبال کرد. با تصویب لایحهٔ راه‌آهن شمال به جنوب توسط مجلس ششم در اسفند ۱۳۰۵، مذاکرات دولت با کمپانی‌های بریتانیایی، آلمانی و دانمارکی آغاز شد و در مجموع، مهندسانی از آلمان، بریتانیا، آمریکا، اسکاندیناوی، ایتالیا، بلژیک، سوئیس و چکسلواکی برای به سرانجام رساندن این پروژه به کار گرفته شدند. بودجهٔ ساخت راه‌آهن تماماً با سرمایهٔ داخلی (با صرف هزینه‌های حاصله از انحصار تجارت قند و چای) تأمین شد و ۹۰٪ کارکنان آن ایرانی بودند که در رشد صنعتی کشور و تربیت کارگران فنی تأثیرگذار بود.
ساخت راه‌آهن در ۲۳ مهر ۱۳۰۶ آغاز شد و در ۲۷ مرداد ۱۳۱۷ به پایان رسید. در مجموع ۱۰٫۱ میلیارد ریال هزینه دربرداشت و در نتیجه به گران‌ترین و بزرگ‌ترین پروژهٔ صنعتی تاریخ ایران تا به آن روز تبدیل شد. این پروژه بدون انتقاد هم نبود؛ آرتور میلسپو، مشاور مالی آمریکایی ایران، اعتقاد داشت با در نظر گرفتن عدم پیوند شهرهای تجاری مهم ایران به وسیلهٔ راه‌آهن، این پروژه از نظر مالی به صرفه نخواهد بود.

### برخی از اقدامات انجام شده در دوران رضاشاه

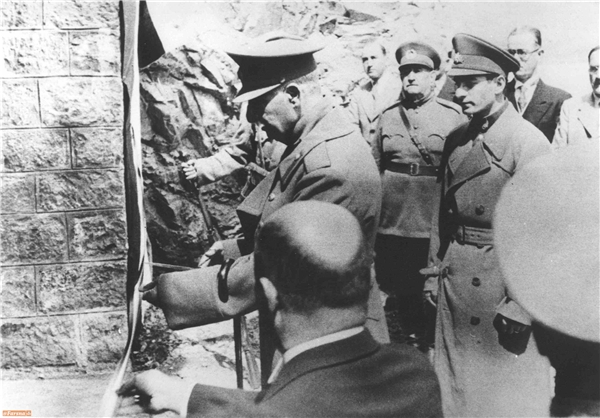
رضاشاه به همراه محمدرضا پهلوی در حال افتتاح تونل کندوان، جاده چالوس - ۱۷ اردیبهشت ۱۳۱۷

در دوران رضاشاه چه در جایگاه پادشاه و چه در جایگاه نخست‌وزیر و وزیر جنگ، کارهایی در راه پیشرفت کشور انجام شد که برخی از آن‌ها عبارت‌اند از:
- حفظ تمامیت ارضی ایران.
- راهسازی سراسری در کل کشور
- تأسیس راه‌آهن سراسری ایران
- تأسیس دانشگاه‌های متعدد اعم از دانشگاه تهران، علم و صنعت، خواجه نصیر و …
- ساخت جاده مخصوص پهلوی (خیابان ولی‌عصر کنونی در تهران)[۲۳۱]
- بنیان‌گذاری ثبت اسناد[۲۳۲]
- اجباری کردن برگزیدن نام خانوادگی و صدور شناسنامه[۲۳۳][۲۳۴]
- بنیان‌گذاری بانک سپه[۲۳۵]
- بنیان‌گذاری بانک ملی ایران[۲۳۶]
- بنیان‌گذاری بانک فلاحتی (بانک کشاورزی کنونی)[۲۳۷]
- بنیان‌گذاری بیمه ایران[۲۳۸]
- بنیان‌گذاری رادیو ایران[۲۳۹]
- بنیان‌گذاری خبرگزاری پارس[۲۴۰] (خبرگزاری ایرنا کنونی)
- بنیان‌گذاری فرهنگستان ایران[۲۴۱]
- بنیان‌گذاری کارخانجات نساجی مازندران[۲۴۲]
- تغییر تقویم رسمی ایران از تقویم هجری قمری به تقویم خورشیدی جلالی (تغییر ماه‌های برجی مانند حَمَل و ثور به ماه‌های اوستایی مانند فروردین و اردیبهشت)
- تغییر واحد پولی مسکوکات طلا از «تومان» به «پهلوی» در سال ۱۳۰۵ و مسکوکات نقره از دینار و «قران» به «ریال» در سال ۱۳۱۰
- ازسرگیری چاپ و نشر منظم اسکناس زیر نظر بانک ملّی ایران که تا پیش از این زمان، تنها در دورهٔ ناصرالدین شاه آن هم توسط بانک شاهنشاهی ایران رواج داشت.
- تغییر نام رسمی کشور در زبان‌های خارجی و مجامع بین‌المللی از «پرشیا» به «ایران» در سال ۱۳۱۴.[۲۴۳]
- تغییر تقسیمات کشوری از ۴ ایالت (آذربایجان، کرمان و بلوچستان، فارس، خراسان) به ۱۰ استان در ۱۴ بهمن ۱۳۱۶ و تغییر نام واحدهای تقسیمات کشوری از ایالت، ولایت و بلوک به استان، شهرستان، بخش و دهستان که از متون باستانی استخراج شده بود.[۲۴۴]
- تغییر نام بسیاری از شهرها (نظیر علی‌آباد به شاهی (قائم‌شهر کنونی)، دزدآب به زاهدان، گچ قرهگلی به گچساران، ناصری به اهواز، صحرا و استرآباد به گرگان، خبیص به شهداد، قمشه به شهرضا، بارفروش به بابل، هارون آباد به شاه آباد (اسلام‌آباد غرب کنونی)، دهکرد به شهرکرد، دهنو به نوشهر، پهره به ایرانشهر، سخت سر به رامسر، مشهدسر به بابلسر، حسین‌آباد پشتکوه به ایلام، منصورآباد پشتکوه به مهران، ساوجبلاغ مکری به مهاباد، تون به فردوس، آق قلعه به پهلوی دژ، انزلی به پهلوی، ارومیه به رضائیه، ترشیز به کاشمر، کرمان و بلوچستان به مکران) که نام بسیاری از آن‌ها تاکنون پابرجا مانده است.[۲۴۴]
- تغییر نام وزارتخانه‌های ایران که تا آن زمان بیشتر عربی بود به فارسی روان[۲۴۵]
- تأسیس نخستین موزه در ایران با نام موزه ایران باستان
- حفظ یک‌پارچگی و تمامیت ارضی ایران با سرکوب وابستگان به قدرت‌های خارجی یا مخالفان داخلی و افراد متجاسر همچون شیخ خزعل،[۲۴۶] اسماعیل سیمیتقو،[۲۴۷] میرزاکوچک خان، محمد تقی خان پسیان، دوست محمدخان بارکزائی و اقبال السلطنه ماکویی
- بازسازی مکان‌های تاریخی ایران از جمله آرامگاه فردوسی و آرامگاه خیام و موافقت با باستان شناسان خارجی برای بررسی و کشف آثار باستانی در ایران.[۲۴۸]
- ساخت صنایع دفاعی
- ساخت موزه ملی ایران
- ساخت فرودگاه مهرآباد
- دستور به حفظ، بازسازی و مرمت آثار تاریخی ایران[۲۴۹]

| نام ابتدایی     | پس از تغییر | نام ابتدایی      | پس از تغییر | نام ابتدایی   | پس از تغییر | نام ابتدایی      | پس از تغییر |
| --------------- | ----------- | ---------------- | ----------- | ------------- | ----------- | ---------------- | ----------- |
| عبادان          | آبادان      | مشهدسر           | بابلسر      | سخت سر        | رامسر       | قمشه             | شهرضا       |
| دهخوارقان       | آذرشهر      | بندر انزلی       | بندر پهلوی  | شاه عبدالعظیم | ری          | ارومیه           | رضائیه      |
| قره تکمن        | آزاد شهر    | سیاه دهن         | تاکستان     | دزدآب         | زاهدان      | آق قلعه          | پهلوی دژ    |
| کچان            | آستانه      | تیکان تپه        | تکاب        | خوار          | گرمسار      | قره سو           | بندر شاه    |
| سلطانیه         | اراک        | خرم‌آباد (شهسوار) | تنکابن      | جز            | گز          | هارون آباد       | شاه آباد    |
| صلاح آباد       | اندیمشک     | کفشک             | بندر جاسک   | جرجان         | گنبد قابوس  | ده کرد           | شهر کرد     |
| ناصری           | اهواز       | محمره            | خرمشهر      | امله          | گیلان غرب   | سلماس            | شاهپور      |
| کبود جامه       | مینودشت     | شبستان           | سراوان      | تراکمه        | لامرد       | استر آباد        | گرگان       |
| فهرج            | ایران شهر   | هفاجیه           | سوسنگرد     | ساوجبلاغ مکری | مهاباد      | بنی طرف          | دشت میشان   |
| حسین‌آباد پشتکوه | ایلام       | سورگ             | شادگان      | دم آویژ       | نور آباد    | فلاحیه           | شادگان      |
| باول            | بابل        | رباط کریم        | شهریار      | حبیب آباد     | نوشهر       | اشرف             | بهشهر       |
| بندر ترکمن      | بندر شاه    | تون              | فردوس       | علی‌آباد       | شاهی        | منصورآباد پشتکوه | مهران       |

## استعفا و ترک ایران
تاریخ طولانی مداخلات روسیه و بریتانیا در امور ایران بیزاری گسترده‌ای نسبت به این دو قدرت پدیدآورده بود. در نتیجه آلمان که چنان پیشینه‌ای در مواجهه با ایران نداشت و در جنگ جهانی دوم علیه هر دو ایستاده بود از میزانی از همدلی در ایران برخوردار شد. ایدئولوژی برتری آریایی آن بدون درک ماهیت نازیسم با تحسین مردم مواجه شد. با وقوع جنگ جهانی دوم ایران اعلام بی‌طرفی کرد و حتی برای ندادن بهانه به دست متفقین که در جنگ با آلمان بودند، در چندین مرحله از شمار نیروهای آلمانی در ایران (که متفقین آنان را جاسوس رژیم نازی می‌خواندند) کاست. به‌طوری‌که حتی روابط دوستانهٔ آدولف هیتلر و رضاشاه به سردی گرایید و کودتایی ضد رضاشاه از سوی آلمانی‌ها طراحی شد که نافرجام ماند. نیروهای متفقین خواستار گذر از ایران برای رساندن غذا و مهمات به اتحاد شوروی و نیز اخراج آلمانی‌ها که برخی شان در فعالیت‌های ضد متفقین درگیر بودند از ایران شدند. رضاشاه که به موضع خود افتخار می‌کرد و بر بی‌طرفی کشورش اصرار می‌کرد، خواسته متفقین را نپذیرفت. بریتانیا که به نفت رایگان ایران برای پیشبرد جنگ نیاز داشت، و روسیه که نیازمند دریافت کمک‌های لجستیکی از متفقین بود، با چراغ سبز آمریکا، با نقض آشکار بی‌طرفی ایران در روز ۳ شهریور ۱۳۲۰ به ایران حمله کردند.
از این روز به مدت یک هفته، شهرهای شمالی و غربی و جنوبی ایران از چندین جهت مورد تهاجم همه‌جانبهٔ ارتش سرخ شوروی و ارتش بریتانیا قرار گرفت. همچنین نیروهای شوروی به بمباران شهرهای شمالی و شمال غربی ایران پرداختند. در روز ششم فروغی که به مقام نخست‌وزیری رسیده بود، ترک مقاومت را در دستور کار قرار داد و به رایزنی با اشغالگران پرداخت. رضاشاه بعد از ظهر روز نهم شهریور همه فرماندهان و مقامات امضاکنندهٔ طرح مرخصی سربازان وظیفه را که در عمل به انحلال ارتش انجامیده بود به کاخ سعدآباد احضار کرد و به آن‌ها نسبت خیانت داد. شاه سرلشکر احمد نخجوان، (کفیل وزیر جنگ)، و سرتیپ علی ریاضی را مسبب این خیانت قلمداد کرد، ازآن‌رو به ضرب و شتم آنان پرداخته و پس از خلع درجه، آنان را زندانی کرد. سپس دستور داد ایشان به خاطر این خیانت در دادگاه زمان جنگ محاکمه شوند.
پس از اشغال ایران، بریتانیا در پیام به رضاشاه از او خواست کناره‌گیری کند و سلطنت را به ولیعهدش واگذار کند. ارتش ایران نتوانست هیچ مقاومت مؤثری صورت دهد و رضاشاه از سلطنت کناره‌گیری کرد و آن را به پسر بزرگش محمدرضا که در آن زمان ۲۲ ساله بود واگذار کرد. متن استعفانامهٔ او بدین شرح بود: «نظر باینکه من همهٔ قوای خود را در این چند ساله مصروف امور کشور کرده و ناتوان شده‌ام حس می‌کنم که اینک وقت آن رسیده است که یک قوه و بنیهٔ جوان‌تری بکارهای کشور که مراقبت دائم لازم دارد بپردازد و اسباب سعادت و رفاه ملت را فراهم آورد بنا بر این امور سلطنت را به ولیعهد و جانشین خود تفویض کردم و از کار کناره نمودم از امروز که روز بیست و پنجم شهریورماه ۱۳۲۰ است عموم ملت از کشوری و لشکری ولیعهد و جانشین قانونی مرا باید بسلطنت بشناسند و آنچه از پیروی مصالح کشور نسبت بمن می‌کردند نسبت بایشان منظور دارند. کاخ مرمر، تهران، بتاریخ ۲۵ شهریور ۱۳۲۰».
رضاشاه سپس تحت نظر نیروهای بریتانیایی از بندرعباس با کشتی از ایران خارج شد. ابتدا او را به سمت هند بردند. بعد به جزیرهٔ موریس منتقل شد و بالأخره در آفریقای جنوبی در شهر ژوهانسبورگ تحت نظر قرار گرفت.
با خروج رضاشاه یک‌شبه سانسور برداشته شد و کشور در معرض سیلی از ایده‌ها و ایدئولوژی‌ها از جمله کمونیسم قرار گرفت. متعاقب آن یک دوره آزادی و نسبی و حکومت غیرمؤثر با یک مجلس چند دسته بود که از جهاتی مشابه وضعیت پیش از کودتای سید ضیا بود. حزب کمونیستی توده شکل گرفت که مورد حمایت نیروهای شوروی در ایران بود، کشوری که آذربایجان را در اشغال داشت و در آنجا ازیک جنبش جدایی طلب پشتیبانی می‌کرد. این حزب بدل به یک نیروی قابل توجه اپوزیسیون شد و اکثریت بزرگی از روشنفکران و استعدادهای جوان ایده‌آل‌خواه را به خود جذب کرد.

### دوران تبعید

رضاشاه به همراه فرزندان در جزیره موریس در زمان تبعید

رضاشاه در ابتدا قصد داشت در یکی از کشورهای آمریکای لاتین و به احتمال زیاد کشور آرژانتین ساکن شود. وی به همراه یازده نفر از اعضای خانوادهٔ پهلوی از جمله شمس و علیرضا و همچنین هشت نفر دیگر در شهر بندرعباس سوار کشتی انگلیسی شده و این شهر را به قصد بمبئی هند ترک کردند تا مدتی را در این شهر بگذرانند و پس از رفع خستگی به یکی از کشورهای شیلی یا آرژانتین برای سکونت بروند. اما پس از نزدیک شدن به شهر بمبئی، حکومت هند انگلیس به وی اطلاع داد که نمی‌توانند در این شهر اقامت کنند و باید به سمت جزیرهٔ موریس رهسپار شوند و این امر موجب برآشفتگی رضاشاه شد؛ زیرا تا پیش از این واقعه وی و همراهانش گمان می‌کردند که پس از استعفا و ترک ایران می‌توانند آزادانه در هر جای دنیا که مایل باشند ساکن شوند اما بعد متوجه شدند که در واقع به نوعی زندانی دولت انگلیس هستند. به مسافران کشتی حتی اجازهٔ ورود به شهر بمبئی را نیز ندادند و مجبور شدند مدت پنج روز را وسط دریا در کشتی منتظر بمانند تا کشتی دیگری از راه برسد و با آن کشتی رهسپار جزیرهٔ موریس بشوند.
«سر کلارمونت اسکراین» کنسولیار انگلیس در کرمان که مأمور انتقال رضاشاه و همراهانش به جزیره موریس بوده در کتاب «جنگ جهانی در ایران» و همچنین شمس پهلوی در خاطرات خود، علت اینکه به هیچ‌یک از مسافران اجازهٔ ورود داده نشد را این می‌دانند که ممکن بود ورود پادشاه یک کشور اسلامی به بمبئی منجر به بروز شورش مسلمانان در این شهر شود. رضاشاه پس از مدتی اقامت در جزیره موریس چندین بار دربارهٔ وضعیت آب و هوایی آنجا به حکمران انگلیسی این جزیره اعتراض نمود تا سرانجام با انتقال وی و همراهانش به مکانی بهتر در آفریقا موافقت شد.

### درگذشت و دفن

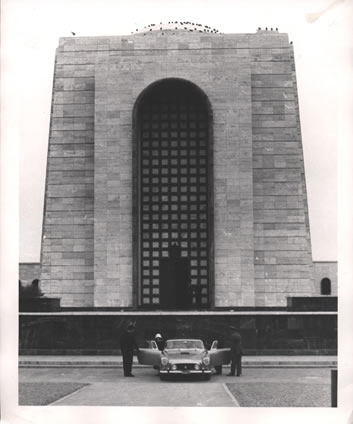
آرامگاه رضاشاه در پیرامون حرم شاه عبدالعظیم، شهر ری

رضاشاه سرانجام پس از دومین سکتهٔ قلبی در ژوهانسبورگ در تاریخ ۴ مرداد ۱۳۲۳ درگذشت.
پیکر رضاشاه را پس از مرگ به صورت مومیایی به قاهره، مصر بردند و در آن‌جا به امانت در مسجد رفاعی گذاشتند، شمار زیادی از منابع دلیل این امانت را پرداخت نشدن مهریه فوزیه همسر مطلقه محمدرضا پهلوی بیان کردند.
برای انجام مراسم رسمی خاکسپاری در مصر، شمشیر طلای رضاشاه که مرصع به گوهرها و سنگ‌های گران‌بها بود، به قاهره فرستاده شد تا طبق رسوم درباری، پیشاپیش جنازه حمل شود، ولی ملک فاروق این شمشیر گران‌بها را بعد از انجام مراسم تشییع جنازه، به کاخ سلطنتی برد و مراجعات مکرر هیئت اعزامی ایران برای پس گرفتن آن بی‌نتیجه ماند. ماجرای ربوده شدن شمشیر مرصع رضاشاه از طرف ملک فاروق، پس از کودتای ضد سلطنتی مصر در سال ۱۹۵۳ در مطبوعات مصر انعکاس یافت، ولی دولت جمهوری مصر نیز مدعی شد که اثری از این شمشیر نیافته است.
در اردیبهشت ۱۳۲۹، در دورهٔ نخست‌وزیری رجبعلی منصور قرار شد جنازه رضاشاه از مصر به ایران آورده شود و هواپیمای حامل جنازه رضاشاه پیش از آمدن به ایران، به منظور طواف در مکه از قاهره به طرف جده پرواز کرد. سرانجام هفدهم اردیبهشت ۱۳۲۹، جنازه رضاشاه به وسیله هواپیما و سپس با قطار مخصوص به تهران حمل شد و با تشریفات رسمی به شاه عبدالعظیم برده شد و در آرامگاه ویژه او دفن شد. ابتدا برخی از نمایندگان جبهه ملی با برگزاری تشریفات رسمی مخالفت کردند و قصد داشتند در مجلس سخنرانی‌هایی دربارهٔ دورهٔ رضاشاه و علیه او ایراد کنند که این امر منجر به نگرانی دربار شد. سرانجام با وساطت منصورالملک نخست‌وزیر وقت با حسین مکی و مذاکره مکی با محمد مصدق قرار بر این شد که مجلس در اینباره سکوت کند و نطقی علیه یا له او ایراد نشود.
به اعتقاد حسین مکی، در روز ۲۴ دی‌ماه ۱۳۵۷ و زمان کوتاهی پیش از انقلاب ایران در سال ۱۳۵۷ پیکر وی بار دیگر به همراه پیکر پسرش علیرضا پهلوی توسط محمدرضا، نخست به لس‌آنجلس و سپس به مسجدالرفاعی مصر برده شد. فرح پهلوی ادعای انتقال جسد رضاشاه را تکذیب کرده است. سرانجام در اردیبهشت ماه ۱۳۵۹، آرامگاه رضاشاه به دستور حاکم شرع وقت صادق خلخالی به کلی ویران و نابود گردید. ابوالحسن بنی‌صدر کوشش نمود که از تخریب آرامگاه جلوگیری به عمل آورد و آنگونه که صادق خلخالی در خاطرات خود می‌نویسد بنی صدر قصد داشت ساختمان آن را به موزهٔ جنایات رضاشاه و محمدرضاشاه تبدیل کنند. صادق خلخالی در پاسخ به این استدلال در خاطرات خود نوشت: «اگر آن‌ها می‌خواستند آثار جنایات پهلوی را در موزه‌ای جمع‌آوری کنند، موزه ایران باستان می‌توانست جای بهتر و بزرگ‌تری برای این امر باشد.» خلخالی در کتاب خاطرات خود اذعان می‌کند مقبره رضاشاه سازه بسیار مقاومی بود و تنها با استفاده از دینامیت و در مدت زمان ۲۰ روز موفق به تخریب آن شدیم.
رضاشاه در حدود ۵ ماه در جزیره موریس زندگی کرد. پس از گذشت ۵ ماه، رضاشاه را به شهر ژوهانسبورگ انتقال دادند. سرانجام رضاشاه در ۴ مرداد ۱۳۲۳ هجری خورشیدی پس از دومین سکته قلبی در ژوهانسبورگ درگذشت.
پیکر رضاشاه را پس از مرگ به صورت مومیایی به قاهره، مصر بردند و در آن‌جا به امانت در مسجد رفاعی گذاشتند، شمار زیادی از منابع دلیل این امانت را پرداخت نشدن مهریه فوزیه همسر مطلقه محمدرضا پهلوی بیان کردند.
برای انجام مراسم رسمی خاکسپاری در مصر، شمشیر طلای رضاشاه که مرصع به گوهرها و سنگ‌های گران‌بها بود، به قاهره فرستاده شد تا طبق رسوم درباری، پیشاپیش جنازه حمل شود، ولی ملک فاروق این شمشیر گران‌بها را بعد از انجام مراسم تشییع جنازه، به کاخ سلطنتی برد و مراجعات مکرر هیئت اعزامی ایران برای پس گرفتن آن بی‌نتیجه ماند. ماجرای ربوده شدن شمشیر مرصع رضاشاه از طرف ملک فاروق، پس از کودتای ضد سلطنتی مصر در سال ۱۹۵۳ در مطبوعات مصر انعکاس یافت، ولی دولت جمهوری مصر نیز مدعی شد که اثری از این شمشیر نیافته است.

## زندگی شخصی

### زبان
او چند زبانه بود: با همسایگانش به گویش سوادکوهی (لهجه‌ای از زبان مازندرانی)، با دنیای خارج فارسی، با افسران قزاق طرفدار تزار به روسی؛ و با مردانش به نوعی دگرگون از ترکی آذری صحبت می‌کرد.

### دانش و مطالعات
شرایط اقتصادی خانوادهٔ رضاخان در کودکی و همچنین فرهنگ آن دوره که تحصیل را صرفاً برای عدهٔ معینی مقدور می‌نمود، باعث شد تا رضا از تحصیلات آکادمیک باز بماند. وی در جریان انقلاب مشروطه و پس از فتح تهران در سال ۱۲۸۷ خورشیدی، به همراه گروه محافظان عین‌الدوله که تبعید می‌شد، به فریمان فرستاده شد. رضاخان به عین‌الدوله نزدیک شد و به آموختن خواندن و نوشتن پرداخت.
او بعدها به مطالعهٔ تاریخ علاقه‌مند شد. علاقهٔ وی را به ادبیات فارسی، در بازسازی آرامگاه‌های سعدی، حافظ و فردوسی نمود یافت. بخشی از کتاب سفرنامهٔ مازندران وی به تعریف از سعدی و حافظ و تمجید از خوشنویسانی همچون میرعماد حسنی، میرزا محمدرضا کلهر و درویش می‌گذرد و خود وی مدعی است که «کتاب بوستان سعدی هم که به یک قطعه جواهر بیشتر شبیه است تا به کلمات معمولی، کمتر ممکن است از دسترس من دور بماند.» علاوه بر ادبیات فارسی، او به مطالعهٔ آثار مستشرقینی همچون گوستاو لوبون نیز علاقه‌مند بوده است.
از رضاشاه، علاوه بر چندین متن نطق و سخنرانی، دو سفرنامهٔ خوزستان و مازندران به جا مانده است که هر دو پیش از انقلاب ۱۳۵۷ ایران منتشر شده‌اند. گروهی نگارش این دو سفرنامه را به دبیر اعظم بهرامی نسبت می‌دهند.
سفرنامهٔ خوزستان که در دوران پیش از سلطنت رضاخان نوشته شده است، بیشتر به وقایع مربوط به شیخ خزعل پرداخته است. در سفرنامهٔ مازندران که مربوط به سال ۱۳۰۵ شمسی و پس از سلطنت است، مسایل عمرانی بیشتر مد نظر بوده است.
در دورهٔ حکومت وی، آموزش اجباری رایگان که پیش از این و در دورهٔ مشروطیت برای کودکان اجباری شده بود، به تدریج برآورده شد. همچنین در این دوره، برای نخستین بار پس از تأسیس دارالفنون به دست امیرکبیر، مراکز ایرانی و دولتی آموزش عالی مانند دانشگاه تهران تأسیس گردید. همچنین با تصویب قوانین حمایتی مانند معافیت یک‌سالهٔ محصلان مدارس متوسطه و تأکید بر نظام آموزش عالی، مدارس متوسطهٔ رایگان دولتی نیز شکل گرفت.

### میهن‌دوستی
محمدابراهیم باستانی پاریزی تاریخ‌دان و نویسنده در کتاب خودش (شاهنامه آخرش خوش است، ۱۳۵۰) آورده است که، مراد اورنگ در سال ۱۳۰۸ داستان‌هایی از شاهنامه فردوسی را هر روزه در حضور رضاشاه نقل می‌کرد:
شبی که قرار بود «روشنک» دختر «داریوش سوم» از سپاهان به سرزمین پارس نزد اسکندر برود، اسکندر اصرار داشت که مردم، پیش از حرکت او چراغانی کنند؛ در حالی که مردم اصفهان مانند همهٔ شهرها لباس ماتم بر تن داشتند و عزای ملی اعلام کرده بودند. مردم ایران، کشور و شاه و اینک شاهدخت را نیز از دست می‌دادند و فردوسی طی یک شعر، این چشم‌انداز را نمودار کرده…
| ببستند آذین به شهر اندرون |  | لبان پر ز خنده، دلان پر ز خون |

در این‌جا رضاشاه بی‌اختیار آغاز به گریستن کرد و ده دقیقه اشک می‌ریخت. تا آن زمان کسی گریه او را ندیده بود. پس از این اتفاق رضاشاه فوراً دستور ساختن آرامگاه فردوسی به شیوهٔ معماری هخامنشی را صادر کرد.

### سوءظن به انگلیس
پادشاهان پهلوی که خودشان نیز در مظان توهم توطئهٔ بریتانیا قرار داشتند، بسیاری از حوادث ایران و جهان را به آن سیاست منتسب می‌کردند. رضاشاه به حد افراط به انگلیسی‌ها سوء ظن داشته و همهٔ بدی‌های دنیا را از انگلستان می‌دانست. حتی سوء ظن او به پسرش محمدرضا نیز متوجه شد و او فکر کرد که پسرش با انگلیسی‌ها کار می‌کند. محمدرضا، رفیقی سوئیسی داشت که او را برای کسب خبر از وضع رضاشاه، به ژوهانسبورگ فرستاده بود. رضاشاه به اطرافیانش گفت: «حالا این پسره را فرستادند بیاید این‌جا، معلوم است از کجا آب می‌خورد… همهٔ این‌ها را انگلیسی‌ها تدارک می‌بینند». رضاشاه به پسرش سوء ظن داشت و می‌گفت که دست انگلیسی‌ها است.

### دارایی و سرمایه
بر اساس برآوردها، ثروت رضاشاه به هنگام مرگ سه میلیون پوند و حدود ۱٫۵ میلیون هکتار زمین بوده است. بیشتر این زمین‌ها در منطقه اجدادی‌اش مازندران قرار داشت. وی همچنین صاحب مزارع گندم در همدان، گرگان و ورامین بود. بخشی از این املاک مستقیم، دیگری از طریق نقل و انتقال اموال دولتی و بخشی دیگر از طرق آبیاری زمین‌های بایر و سرانجام بخشی نیز با مجبور کردن زمین داران بزرگ و کوچک برای فروش زمین‌هایشان به دست آمده بود. در همان اوایل سال ۱۹۳۲/۱۳۱۱، سفارت بریتانیا گزارش داد که «رضاشاه حرص غریبی نسبت به زمین دارد». در این گزارش آمده که «عجیب نخواهد بود اگر چند صباح دیگر کسی بپرسد چرا اعلی‌حضرت بی‌درنگ همهٔ ایران را به نام خود به ثبت نمی‌رساند؟» این گزارش در ادامه می‌افزاید: «به‌رغم نارضایتی شمار چشمگیری از زمین‌داران، سایرین بر این باورند که صرفاً کاری را می‌کنند که دودمان‌های پیشین انجام داده بودند و او بهتر از زمین بهره‌برداری می‌کند.» دربارهٔ دارایی نقدی وی در زمان استعفا اختلاف هست. برخی معتقدند که رضاشاه در زمان کناره‌گیری از سلطنت نقدینگی فراوانی در خارج از کشور داشته است. در همین رابطه، مسعود بهنود معتقد است که رضاشاه در زمان استعفا از سلطنت در سال ۱۹۴۱، حدود ۲۰۰ میلیون دلار در حساب‌های بانکی‌اش در لندن ذخیرهٔ پولی داشته است. منوچهر میرزا فرمانفرمائیان نیز نقل می‌کند که عبدالحسین هژیر در اوایل دههٔ ۱۳۲۰ برای بازپس‌گیری دارایی رضاشاه (که مبلغی بالغ بر بیست تا سی میلیون پوند بوده و دولت انگلیس تا پس از جنگ آن را توقیف کرده بود) سفری به انگلستان داشته است. ولی خود رضاشاه در هنگام تبعید و در پاسخ به کسانی که به وی اتهام به داشتن حساب بانکی در خارج از ایران می‌زدند، گفته است: «آقایان بدانند که من در تمام بانک‌های اروپا و آمریکا یک لیره یا یک دلار هم ندارم - راست است که در ایران متمول‌ام، ولی در خارج هیچ چیز ندارم و دولت باید فکر خرج من باشد». در هر حال، ثروت رضاشاه پهلوی به هر میزان بود، به فرزندش محمدرضاشاه پهلوی منتقل شد و بعدها در بنیاد پهلوی متمرکز گردید.

### جشن میلاد
نخستین بار که برای رضاشاه جشن میلاد برگزار شد، ۲۴ اسفند ۱۳۱۲ بود. کمیسیون تشریفات مجلس شورای ملی با تنظیم نظامنامهٔ تشریفات، تصمیم گرفت که روز ولادت رضاشاه را «سلام رسمی» اعلام کند و تشریفات مخصوصی برای برگزاری مراسم در روز ۲۴ اسفند در نظر بگیرد، اما رضاشاه مخالفت کرد. با این حال، نمایندگان تصمیم گرفتند خودشان دسته‌جمعی به حضور رضاشاه بروند و تولد او را تبریک بگویند. در سطح مردمی هم در آن سال تولد رضاشاه جشن گرفته شد.

### خانواده

از راست رضاشاه، شمس پهلوی و علیرضا پهلوی در ژوهانسبورگ

رضاشاه پنج بار ازدواج کرد. وی در زمانی که به عنوان سردار سپه برگزیده گردید و پس از آن هم نخست‌وزیر شد، افزون بر همسر خود، دارای دو همسر دیگر از شاهزادگان قاجار بود.
نخستین همسر وی مریم سوادکوهی نام داشت که دخترعموی او بود و بعد از ۱۰ سال زندگی با وی درگذشت. حاصل این ازدواج یک دختر بود:
- شاهدخت همدم‌السلطنه پهلوی ۳ اسفند ۱۲۸۱ – ۱۶ فروردین ۱۳۷۱

بعد از آن، رضاشاه در زمانی که که در همدان بود در سال‌های ۱۲۹۱ تا ۱۲۹۴ با زهرا سوادکوهی ازدواج کرد. او پس از عزیمت رضاخان به تهران همچنان در همدان ماند و در مرداد سال ۱۲۹۵ دختری بنام صدیقه به دنیا آورد. وی چند ماه پس از زایمان فرزندش بر اثر بیماری سل در گذشت.

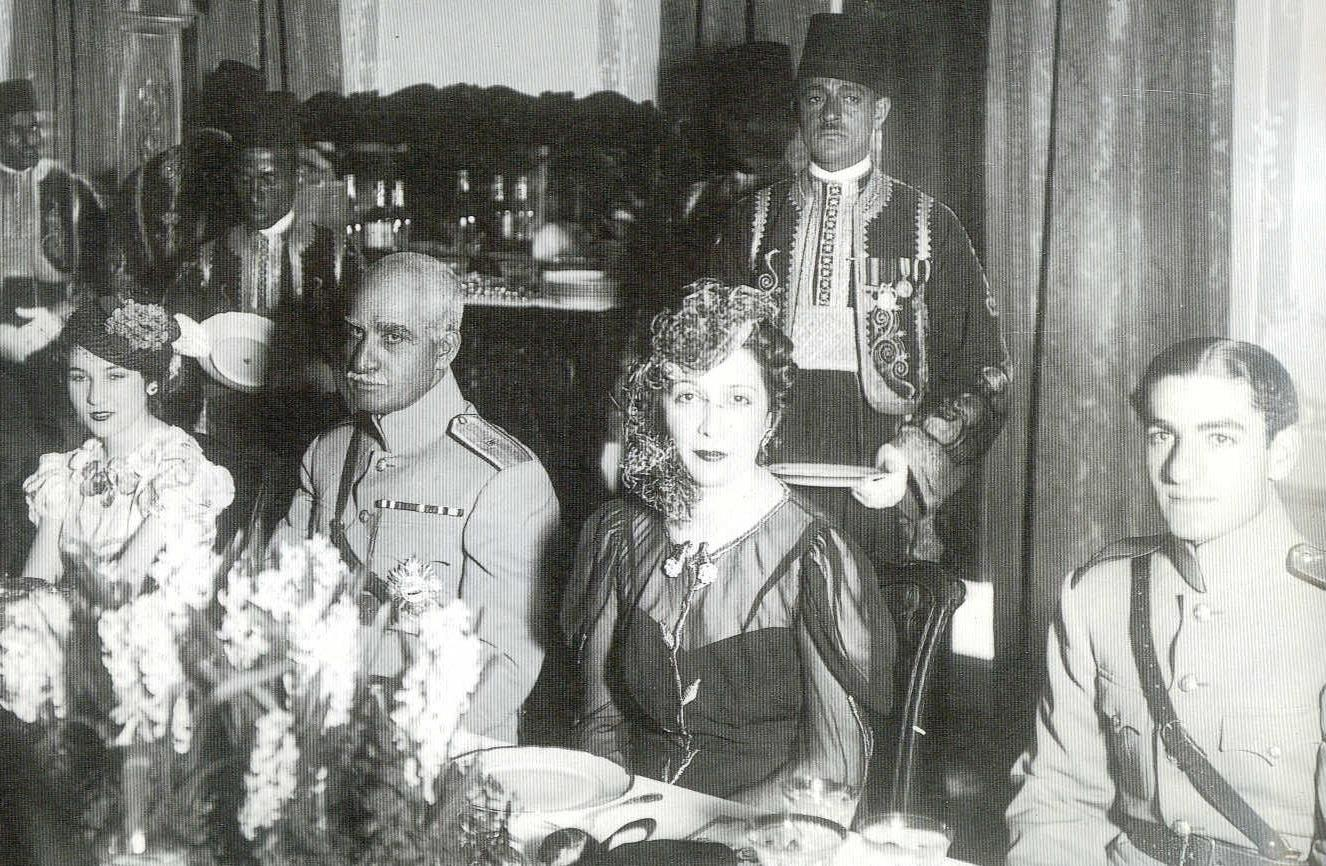
به ترتیب از چپ به راست: شاهدخت فوزیه، رضاشاه پهلوی، شهبانو نازلی (مادر فوزیه)، و محمدرضا پهلوی، در مصر

رضاشاه سپس در سال ۱۲۹۵ با تاج‌الملوک آیرملو دختر میرپنج تیمورخان آیرملو ازدواج کرد. وقتی رضاخان شاه شد، تاج الملوک زن رسمی او بود. آنها چهار فرزند با هم داشتند:
- شاهدخت شمس زاده ۶ آبان ۱۲۹۶ – درگذشته ۱۰ اسفند ۱۳۷۴
- شاهدخت اشرف ۴ آبان ۱۲۹۸ – ۱۷ دی ۱۳۹۴
- شاه محمدرضا ۴ آبان ۱۲۹۸ – ۵ مرداد ۱۳۵۹
- شاهپور علیرضا ۱۲ فروردین ۱۳۰۱ – ۱۱ آبان ۱۳۳۳

در سال ۱۳۰۱ رضاشاه که هنوز به پادشاهی نرسیده و نخست‌وزیر بود، با یکی از شاهزادگان قاجار به نام توران امیرسلیمانی که نوهٔ مهدی‌قلی‌خان مجدالدوله (پسر دایی ناصرالدین‌شاه قاجار) بود ازدواج کرد. اما این ازدواج دوامی نیاورد و پس از یک سال و پیش از پادشاهی رضاشاه به جدایی انجامید. حاصل ازدواج سلیمانی با رضاشاه یک پسر بود:
- شاهپور غلامرضا ۲۵ اردیبهشت ۱۳۰۲ – ۱۷ اردیبهشت ۱۳۹۶

رضاشاه کمی بعد از جدایی از توران امیرسلیمانی، در سال ۱۳۰۲ با عصمت‌الملوک دولتشاهی که شاهزادهٔ قاجار و از نوادگان فتحعلی شاه قاجار بود ازدواج کرد. او رضاشاه را در تبعید همراهی کرد. عصمت زن محبوب رضاشاه بود و در کاخ مرمر اقامت داشت. عصمت دولتشاهی در سال ۱۳۷۴، در تهران درگذشت.
- شاهپور عبدالرضا ۹ مهر ۱۳۰۳–۱۳۸۳
- شاهپور احمدرضا ۵ مهر ۱۳۰۴–۱۳۶۰
- شاهپور محمودرضا ۱۲ مهر ۱۳۰۵–۱۳۷۹
- شاهدخت فاطمه ۸ آبان ۱۳۰۷ – ۱۲ خرداد ۱۳۶۶
- شاهپور حمیدرضا ۱۳ تیر ۱۳۱۱ – ۳۱ تیر ۱۳۷۱

### نوادگان
- همدم‌السلطنه: میررضا آتابای، سیروس، سیمین آتابای
- شمس: شهباز پهلبد، شهیار پهلبد، شهرآزاد پهلبد
- اشرف: شهرام پهلوی‌نیا، شهریار شفیق، آزاده شفیق
- محمدرضا: شهناز پهلوی، رضا پهلوی، فرحناز پهلوی ،علیرضا پهلوی، لیلا پهلوی
- علیرضا :علی پاتریک پهلوی
- غلامرضا: مهرناز پهلوی، بهمن، مریم پهلوی، آذر پهلوی، بهرام پهلوی
- عبدالرضا: کامیار پهلوی، سروناز پهلوی
- احمدرضا: شاهرخ پهلوی، شهلا پهلوی، شاهین پهلوی، شهرناز پهلوی، پری‌ناز پهلوی
- محمودرضا
- فاطمه: کیوان پهلوی هیلیر، داریوش پهلوی هیلیر، پری خاتمی، کامبیز خاتمی، رامین خاتمی
- حمیدرضا: نیلوفر پهلوی، نازک پهلوی، بهزاد پهلوی

## پس از درگذشت

### مجسمه‌ها
در دوران سلطنت او برای ترویج کیش شخصیت مجسمه‌هایی از وی در نقاط مختلف نصب شد. بهمن آذرفهیمی یکی از سازندگان مجسمه‌ها می‌گوید: «در آن دوران هنرمندان و خصوصاً مجسمه‌سازان برای امرار معاش مجبور بودند با دربار همکاری کنند، چون به ندرت سفارش کار از طرف یک هنردوست مردمی ارائه می‌شد، دربار هم به واسطه سیاست‌هایش خصوصاً در حوزه مجسمه‌سازی فقط اقدام به ساخت مجسمه از شاه می‌کرد.» همچنین لیلی طریان که خود رئیس قسمت ساخت مجسمه در وزارت فرهنگ بوده می کوید که به ساخت این مجسمه‌ها اعتراض کرده و پاسخ شنیده است که از این مطالب خطرناک نگوید. وی شاهد بوده است که در ارتش با ذوب اسلحه و مهمات اقدام به ساخت مجسمه‌ها می‌کردند و در شهر فاقد امکاناتی همچون سرپل ذهاب مجسمه شاه نصب می‌گردد. باقیمانده مجسمه‌ها اکنون در انبار موزه‌ها نگهداری می‌شود. سیاست مجسم سازی از رهبران از سوی سایر دیکتاتورها نیز دنبال می‌شد.

مجسمه‌های وی که در نقاط مختلف شهر قرار داشت در جریان اعتراضات روزهای ۲۵ تا ۲۸ مرداد ۱۳۳۲ مورد حمله قرار گرفته و بعضاً پایین کشیده شد. پس از کودتای ۲۸ مرداد پایین کشیدن مجسمه‌ها به یکی از اتهامات مصدق افزوده شد و در بند ۱۰ کیفرخواست صادره علیه وی متهم گردید که پایین کشیدن مجسمه‌های رضاشاه بدستور او بوده است:
متهم در چهارمین جلسه بازجویی یک سلسله حوادثی که روز ۲۶ مردادماه به منظور به هم زدن اساس حکومت و تخت و تاج سلطنت روی داد، که از آن جمله علناً دادن شعارهای ضد سلطنت و شکستن و پایین انداختن مجسمه‌های اعلی‌حضرت فقید و اعلی‌حضرت همایون شاهنشاهی با تهیه مقدمات قبلی با موهن‌ترین وجه بوده است، صریحاً می‌گوید:
«روز دوشنبه آقای سنجابی را خواستم و به ایشان گفتم: با اصناف و احزاب ملی مذاکره کنند و اگر صلاح بدانند، مجسمه‌ها را بردارند. جمعیت هم رفتند و این کار را کردند. موقع شروع به کار، مأموران مانع شده‌بودند. جمعیت ملی با تلفن گفتند که: مأموران مانع کار ما هستند. من دستور عدم ممانعت دادم و احزاب این کار را کردند.» متهم با اظهارات بالا صریحاً اعتراف می‌کند که افتضاح و ننگ برداشتن مجسمه‌های اعلی‌حضرت فقید بر عهده او بوده است و انجام کار را به دست احزاب ملی می‌داند،
پایین کشیدن مجسمه‌های پهلوی در شهرهای دیگر نیز تکرار و در جریان درگیریها با نیروهای انتظامی و نظامی عده ای زخمی شدند.

### کشف پیکر مومیایی منسوب به رضاشاه
در تاریخ ۲ اردیبهشت ۱۳۹۷ در جریان گودبرداری محلِ سابقِ آرامگاه، جسدی مومیایی کشف شد و گمانه زنی‌هایی مبنی بر اینکه این جسد متعلق به رضاشاه باشد مطرح شد.
رضا پهلوی نوهٔ رضاشاه بر این باور است که به احتمال زیاد این جسد متعلق به پدربزرگ اوست. او در بیانیه گفته است:
پیکر رضاشاه در نهایت باید دوباره در ایران و آن گونه که شایسته و سزاوار است، به خاک سپرده شود. آرامگاه رضاشاه (اگر نه به عنوان پدر ایران نوین یا یک پادشاه) بلکه تنها به عنوان یک سرباز و خدمتگزار ملت و میهن، باید نشان داشته باشد و برای همگان شناخته شده باشد.
عباس میلانی، تاریخ‌نگار و ایران‌شناس، در این مورد گفته است:
یافت شدن جسدی مومیایی در مکانی که مقبره رضاشاه بود و خلخالی به کور دلی و با صرف میلیون‌ها «ویرانش» کرد، آن‌هم در زمانی که در تظاهرات ضد رژیم شعارهایی به نفع رضاشاه داده شد، هم کابوس رژیم است و هم موید این واقعیت که تاریخ را مستبدان به زور و تزویر، یا بیل و بولدزر، نمی‌نویسند.
 بعد از تخریب مقبره رضاشاه در دوران انقلاب، جستجوها برای یافتن جنازه رضاشاه بی‌نتیجه ماند و گفته شد که محمدرضا، جنازه را به‌طور مخفیانه با خود از ایران برده است. فرح پهلوی ماجرای خروج جنازه از ایران را در یک مستند تلویزیونی در شبکه من و تو تکذیب کرد.
این موضوع از سوی مقامات بلندپایه رسمی جمهوری اسلامی تأیید یا تکذیب نشد. در عین حال برخی از افراد مانند رئیس وقت کمیته میراث فرهنگی شورای شهر تهران احتمال تعلق این جسد به رضاشاه را ممکن دانسته‌اند.
عبدالله شهبازی بر این باور بود که «مومیایی شبیه به تصویر رضاشاه در تابوت بازسازی شده است و لباس به تن دارد. در حالی که رضاشاه را طبق مراسم اسلامی و بدون لباس و با کفن، دفن کردند.» اما در تاریخ ۳۱ اردیبهشت ۱۳۹۷، حسن خلیل‌آبادی، عضو وقت شورای شهر تهران اعلام کرد مومیایی متعلق به رضاشاه بوده و دوباره دفن شده است.

### شعار رضاشاه روحت شاد

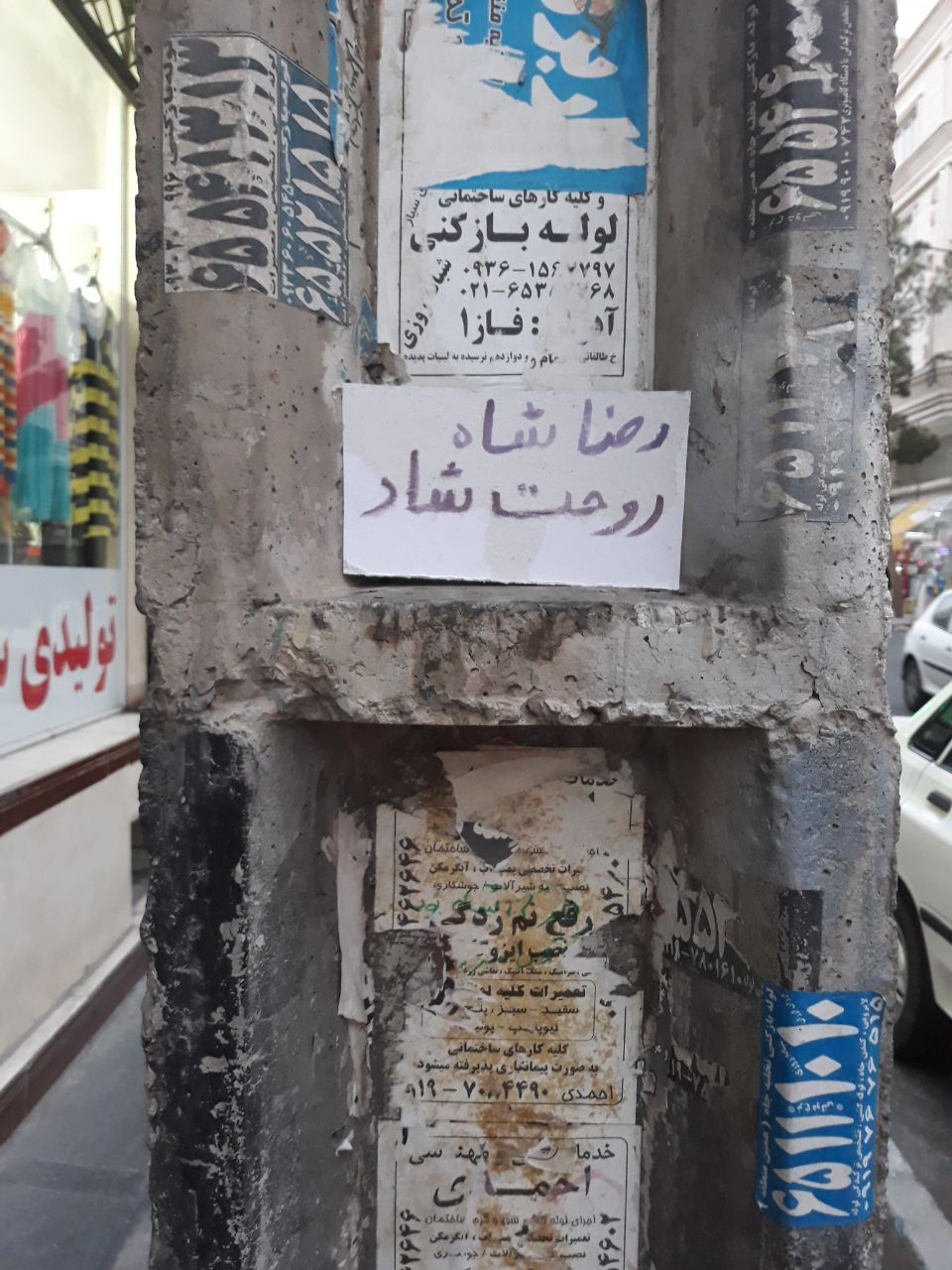
تراکتی که بر رویش شعار رضاشاه روحت شاد نوشته شده است.

رضاشاه روحت شاد یک شعار سیاسی در مقام هواخواهی رضاشاه پهلوی بنیان‌گذار شاهنشاهی پهلوی است. این شعار پس از نزدیک ۴۰ سال از براندازی سلسله پهلوی در ایران مطرح شد. رضاشاه روحت شاد نخستین بار در تظاهرات ۱۳۹۶ ایران در ایران توسط مردم معترض فریاد زده‌شد. دامنه تعابیر این شعار ممکن است علاوه بر ستایش رضاشاه و اقدامات او، مخالفت با نظام جمهوری اسلامی ایران را نیز شامل شود. همچنین این شعار به نوعی نفی اقدامات گذشته در براندازی نظام پادشاهی در جریان انقلاب اسلامی ایران نیز تلقی می‌شود.

#### تاریخچه
نخستین بار در تظاهرات ۱۳۹۶ ایران در مشهد و در جوار مسجد گوهرشاد، عده ای از معترضان فریاد «رضاشاه روحت شاد» سر دادند. این شعار به سرعت در دیگر شهرها از زبان مردم معترض شنیده شد. رضاشاه روحت شاد بارها در قم - که پایتخت مرجعیت روحانیون شیعه است - فریاد زده شد. در سال ۱۳۹۷ نیز این شعار بارها تکرار شد. در عصر جمعه ۷ اردیبهشت ۱۳۹۷ فریاد «رضاشاه، روحت شاد» در ورزشگاه آزادی تهران طنین انداز شد. این شعار در حین بازی فوتبال پرسپولیس تهران توسط تماشاگران فریاد زده‌شد. بار دیگر در تاریخ ۹ مهر ۱۳۹۷ در یک بازی فوتبال در استادیوم پارس شهر شیراز، این شعار توسط تماشاچیان تکرار شد. در تیرماه همان ۱۳۹۷ نیز این شعار در جلوی ساختمان مجلس شورای اسلامی توسط عده‌ای از معترضان اقتصادی سرداده شد که جنجال آفرید. در تظاهرات تیر ۱۳۹۷ تهران بازاریان اهل تهران این شعار را در کنار شعارهای دیگری همچون «نه غزه، نه لبنان، جانم فدای ایران» در اعتراضات خود بکار گرفتند.
در تظاهرات سراسری مرداد ۱۳۹۷ این شعار در اعتراضات بکار برده‌شد. در تاریخ سه‌شنبه ۹ مرداد ۱۳۹۷ این شعار توسط مردم معترض در منطقه شاپور جدید در اصفهان، همراه با شعارهایی همچون «مرگ بر دیکتاتور» و «سوریه رو رها کن، فکری به حال ما کن» علیه نظام حکومتی وقت سر داده‌شد.
در عصر جمعه ۶ اردیبهشت ۱۳۹۸ فریاد «رضاشاه، روحت شاد» بار دیگر در ورزشگاه آزادی تهران طنین انداز شد. این شعار بازهم در حین بازی فوتبال پرسپولیس تهران توسط تماشاگران فریاد زده‌شد.
در اعتراضات آبان ۱۳۹۸ ایران این شعار در آبان ماه ۹۸ در شهرهای مختلف ایران توسط معترضان به گرانی ۳۰۰ درصدی بنزین و سهمیه بندی بنزین به کار برده شد.

### شعارهای مرتبط
در تظاهرات ۱۳۹۶ ایران دسته‌ای از شعارها به ایران پیش از روی‌کار آمدن نظام جمهوری اسلامی ارجاع داشت. این دسته از شعارها غالباً در هواخواهی شاهنشاهی پهلوی بود. از جمله این شعارها می‌توان شعارهایی همچون «ای شاه ایران برگرد به ایران»، «شاه برگرد شاه برگرد شاه برگرد»، «رضاشاه روحت شاد»، «شاهنشاه روحت شاد»، «رضا، رضا پهلوی»، «رضاشاه معذرت معذرت»، «ولیعهد کجایی به داد ما بیایی»، «ایران که شاه نداره حساب و کتاب نداره» را نام برد.

### ارجاعات فرهنگی
رضاخان ترانه‌ای از محسن نامجو خوانندهٔ ایرانی است که در سال ۱۳۹۳ منتشر شد و به نقد طنزآمیز رضاشاه می‌پردازد. رضاشاه دست‌کم در چهار فیلم یا سریال صدا و سیمای جمهوری اسلامی به تصویر کشیده شده است؛ از جمله کمال‌الملک با بازی داوود رشیدی، در چشم باد با بازی سعید راد، عمارت فرنگی با بازی احمد نجفی، و معمای شاه با بازی جعفر دهقان.

### صدای ضبط شده
کشف تصادفی یک فیلم قدیمی که سفر رضاشاه به ترکیه و گفتگو با کمال آتاتورک را نشان می‌دهد، از جمله صدای رضاشاه را مورد بحث قرار می‌دهد. این فیلم توسط یک استاد دانشگاه در حال خرید میوه در فروشگاهی پیدا شد که صاحب آن حلقه‌هایی را از نگاتیوهای قدیمی فیلم می‌برد تا خمیری برای چسباندن قطعات فیلم به یک‌دیگر بسازد.

## یادداشت
1. ↑  صورت قسم‌نامه قانون اساسی مشروطه
2. ↑  این تاریخ رسمی است و شاید دقیق نباشد. به گفتهٔ همایون کاتوزیان، رضاشاه در زمان کناره‌گیری از سلطنت، بیش از ۶۳ ساله نشان می‌داد.[۱۷]
3. ↑  زادگاه وی به عنوان «زادگاه بنیان‌گذار پهلوی» نامیده می‌شد و امروزه، موزهٔ مردم‌شناسی است. این منطقه در فهرست آثار ملی کشور به نام محلهٔ قدیمی آلاشت به شمارهٔ ۸۶۷ ثبت ملی شده است.
4. ↑  برخی منابع نام مادر رضاشاه را سکینه یا زهرا عنوان کرده‌اند و تبار او را در اصل، از تبار گرجی نوشته‌اند. (رستمی، فرهاد، پهلوی‌ها، خاندان پهلوی به روایت اسناد، تهران: مؤسسه مطالعات تاریخ ایران معاصر، جلد اول: رضاشاه، ص۴) گفته شده است که مادربزرگ او از اهالی گرجی ساکن مازندران بوده است. Georgians in Iran by Ali Attār, Jadid Online, 2008,. منبعی دیگر مدعی است که او از خانواده‌ای نظامی برخاست که در پی پیشروی روسها به قفقاز، از آن‌جا گریخته و در دهکدهٔ حاصل‌خیز آلاشت در ناحیهٔ سفیدرود مازندران، املاکی در اختیار گرفته بودند. خویشان او، از جمله پدر و پدربزرگ، در هنگ ایلیاتی خدمت کرده بودند. (A HISTORY OF MODERN IRAN, ERVAND ABRAHAMIAN, 2008, CAMBRIDGE UNIVERSITY PRESS , p.63 ,2008) منبعی نیز مدعی شده پدران او نظامی و از ایلی به نام «پالانی» بوده‌اند. (تاریخ مختصر احزاب سیاسی ایران، ملک‌الشعرا بهار، انتشارات امیرکبیر، ۱۳۵۷، جلد اول، ص ۶۹).
5. ↑  دیپلمات بریتانیایی که به تازگی وارد ایران شده بود
6. ↑  مجلس شورای ملی در برابر تصویب قرارداد ۱۹۱۹ مقاومت می‌کرد
7. ↑  شاه قصد داشت به سید ضیاء لقبی اشرافی دهد اما او نپذیرفت. در عوض درخواست کرد «دیکتاتور» نامیده شود که شاه زیر بار نرفت و سید ضیاء نیز بیشتر اصرار نکرد.[۶۷]
8. ↑  مطابق قرارداد، شوروی حق داشت در صورت حملهٔ خارجی به ایران، برای دفاع از خود، به ایران حمله کند. این به عنوان عنصری بازدارنده باعث می‌شد احتمال حملهٔ نظامی به ایران کاهش پیدا کند.[۸۴]
9. ↑  عبدالحسین تیمورتاش، وزیر عدلیه، چهرهٔ مهم جدید کابینه بود که در سال‌های بعد تأثیرات مهمی بر سیاست ایران داشت.
10. ↑  در این زمان عمر مجلس چهارم به پایان رسیده بود و مجلس پنجم هنوز تشکیل نشده بود.[۹۹]
11. ↑  خروج احمدشاه مصادف شد با استعفای محمد ششم عثمانی و اعلام جمهوری در ترکیه
12. ↑  ایران در آن زمان، بین کشورهای آسیایی بیشترین صادرات را به شوروی داشت و اقتصاد شمال کشور به بازارهای روسیه وابستگی شدیدی داشت.
13. ↑  جمهوری در نظر روحانیون یادآور اصلاحات سکولار آتاتورک در ترکیه بود و به همین دلیل از برپایی حکومتی مشابه در ایران هراسان بودند.
14. ↑  او سپس خود را به پاریس نزد احمدشاه رساند
15. ↑  دیگر نمایندگان حاضر (۲۵۷ نفر) همگی رای موافق دادند
16. ↑  منظور لورن این بود که ایران به بریتانیا نزدیک‌تر شود
17. ↑  زمانی که پاسخ به ایران رسید، وزیر مختار جدید رابرت کلایو در ایران مستقر شده بود
18. ↑  ابتدا به روسیه در زمان امضای قرارداد ترکمانچای، یک دهه بعد به بریتانیا و سپس به سایر کشورهای غربی
19. ↑  منظور نظام قضائی ترکیبی که بعد از مشروطه ایجاد شد، است
20. ↑  مدرس وثوق را مرد مقتدری می‌دانست و احتمالاً پیشنهاد نخست او برای ریاست وزرا بود. مدرس از این جهت به حضور وثوق اصرار داشت، چون معتقد بود می‌تواند باعث کاهش قدرت رضاشاه شود.
21. ↑  روحانیون شیعه رفتار یکسان قانون با روحانیون تمام ادیان را به عنوان نشانه‌ای از برابری شیعه و دیگر دین‌های کشور می‌دانستند و آن را برنمی‌تابیدند.

### زندگی‌نامه و خاطرات
- نجفقلی پسیان و خسرو معتضد، از سوادکوه تا ژوهانسبورگ: زندگی رضاشاه پهلوی، نشر ثالث، صفحه ۷۸۶، چاپ سوم، ۱۳۸۲، شابک ‎۹۶۴-۶۴۰۴-۲۰-۰.

### تاریخ‌نگاری
- فرهاد رستمی، پهلوی‌ها: خاندان پهلوی به روایت اسناد: رضاشاه، مؤسسه فرهنگی پژوهشی چاپ و نشر نظر، ۴۲۸ صفحه، ۱۳۷۸، شابک ‎۹۶۴-۶۳۵۷-۱۴-۸.
- داوود امینی، چالشهای روحانیت با رضاشاه (بررسی علل چالشهای سنت‌گرایی با نوگرایی عصر رضاشاه)، نشر سپاس، ۳۸۴ صفحه، چاپ اول، ۱۳۸۲، شابک ‎۹۶۴−۹۴۹۵۴−۱-X.
- کاوه بیات و دیگران، تاریخ روابط سیاسی ایران و انگلیس در دوره رضاشاه، معین، ۴۸۴ صفحه، چاپ اول، ۱۳۷۲.
- احمد نقیب‌زاده، دولت رضاشاه و نظام ایلی (تأثیر ساختار دولت مطلقه رضاشاه بر نفوذ قبایل و عشایر)، مرکز اسناد انقلاب اسلامی، ۲۸۴ صفحه، چاپ اول، ۱۳۸۰، شابک ‎۹۶۴-۶۱۹۶-۹۹-۳.
- یعقوب آژند و دیگران، نفت در دوره رضاشاه: تجدیدنظر در امتیازنامه دارسی (قرارداد ۱۹۳۳)، سازمان چاپ و انتشارات وزارت فرهنگ و ارشاد اسلامی، ۶۲۸ صفحه، چاپ اول، ۱۳۷۸، شابک ‎۹۶۴-۴۲۲-۰۴۶-۳.
- کرونین، استفانی، رضاشاه و شکل‌گیری ایران نوین، ترجمهٔ مرتضی ثاقب‌فر، جامی، چاپ اول، ۱۳۸۳.

<
- Stephanie Cronin (Editor), The Army and Creation of the Pahlavi State in Iran, 1921-1926, I.B.Tauris (۱۵ مارس ۱۹۹۷), ۲۲۴ Pages, شابک ‎۱-۸۶۰۶۴-۱۰۵-۹.
- Stephanie Cronin (Editor), The Making of Modern Iran: State and Society under Riza Shah, 1921-1941, Routledge/Curzon; 1 edition (۱ ژوئن ۲۰۰۳), ۲۸۸ Pages, شابک ‎۰-۴۱۵-۳۰۲۸۴-۶.
- Mohammad Gholi Majd, Great Britain & Reza Shah: The Plunder of Iran, 1921-1941, University Press of Florida (۱ سپتامبر ۲۰۰۱), ۴۲۹ Pages, شابک ‎۰-۸۱۳۰-۲۱۱۱-۱.
- Nikki R. Keddie, Qajar Iran and the Rise of Reza Khan 1796-1925, Mazda Publishers (۱ مارس ۱۹۹۹), ۱۳۴ Pages, شابک ‎۱-۵۶۸۵۹-۰۸۴-۹.
- Touraj Atabaki & Erik J. Zurcher, Men of Order: Authoritarian Modernization Under Ataturk and Reza Shah, I. B. Tauris (۳ ژانویه ۲۰۰۳), ۲۳۴ Pages, شابک ‎۱-۸۶۰۶۴-۴۲۶-۰.

- تبارشناسی دودمان پهلوی (به انگلیسی)
- شاه خودساخته (از ایرانین. کام، به انگلیسی)

### اسناد
- مرضیه یزدانی، اسناد پست و تلگراف و تلفن در دوره رضاشاه، سازمان اسناد ملی ایران، ۴۸۰ صفحه، چاپ اول، ۱۳۷۸، شابک ‎۹۶۴−۶۱۸۹−۲۷-X.
- سید محمد خاتمی، رضاخان در مطبوعات دیروز، مدبر، ۲۲۴ صفحه، چاپ اول، ۱۳۷۷، شابک ‎۹۶۴-۶۶۳۱-۰۲-۹.